# ABCフレッシュアップベースボール
『ABCフレッシュアップベースボール』（エービーシーフレッシュアップベースボール）は、朝日放送ラジオ（ABCラジオ）が放送しているプロ野球中継番組である。主に、プロ野球（NPB）の阪神タイガースをはじめとした近畿地方に本拠地を置くプロ野球チーム主催試合を中継する。

## 歴史

### プロ野球中継の開始
ABCラジオが初めてプロ野球中継を放送したのは、1952年（昭和27年）2月29日に大阪球場で行われたプロ野球の南海ホークス対読売ジャイアンツ（巨人）定期戦（オープン戦）である。村上守の実況と朝日新聞運動部長の芥田武夫による解説で放送された（翌3月1日も中村鋭一の実況で放送）。4月5日に中日球場で行われたセントラル・リーグの中日ドラゴンズ対巨人戦を公式戦初中継。10月には、巨人対南海日本シリーズを全試合中継した。
その後も、オールスターゲームや日本シリーズを中心に、不定期ながら中継を行っていた。1955年（昭和30年）7月3日、大阪球場で行われたオールスターゲームで初めて審判にワイヤレスマイクを託した。

### レギュラー編成の開始

#### 1961年（昭和36年）

##### フェザー・シルバー・ナイター（1964年まで）
1961年（昭和36年）4月23日より、4月から9月または10月にかけてのレギュラー編成によるプロ野球中継を開始。最初の中継は『フェザー・シルバー・ナイター』または『「フェザー・シルバー・ナイター」プロ野球薄暮試合実況中継』のタイトルで日曜日16:30 - 18:50に編成された。このタイトルの中継は1964年（昭和39年）10月15日まで放送（その間、放送時間変更が多くあった）。主な出演者は、解説に笠原和夫、芥田武夫、実況に中村哲夫、黒田昭夫がいた。

##### 東芝 プロ野球ナイター
5月7日には、『東芝 プロ野球ナイター』と題し、レギュラー編成によるナイター中継を開始。9月24日まで、日曜20:00 - 21:30に放送。出演者は、解説が笠原和夫、実況が西村一男、植草貞夫、中村鋭一、田村安起がいた。

##### 木曜ナイター
5月11日から10月5日の木曜日19:30 - 21:30に『木曜ナイター』を放送。出演解説陣には笠原、芥田がいた。

#### 1962年（昭和37年）
1962年（昭和37年）は、日曜2枠と木曜ナイターの計3枠は変わらず。『東芝…』は、『日曜ナイター』へ改題（5月6日 - 1973年（昭和48年）10月7日まで、時間変更を経ながら放送。主な出演者は、解説が花井悠、実況が黒田、植草。1974年（昭和49年）より、『ABC日曜ナイター』へ改題）。『木曜…』は、そのまま放送（4月26日から1973年（昭和48年）10月4日まで、時間変更を経ながら放送。主な出演者は、解説が笠原、実況が因田宏紀。1974年より、『ABC木曜ナイター』へ改題）。

### ナイター帯編成の開始

#### 1963年（昭和38年）
1963年（昭和38年）4月より、従来の3枠に、火曜日・水曜日・土曜日各ナイター枠を追加 し、TBSラジオとともに月曜日・金曜日を除く、週5日（火 - 木、土・日）の帯番組編成を開始。『木曜ナイター』は『近鉄ナイター』に改題、タイトルの後ろに「プロ野球ナイター実況中継」というサブタイトルがついた。また、各本拠地球団主催試合フォローを目論むTBSラジオとの関係を強化した。
初中継は4月14日の『フェザーシルバーナイター』と『日曜ナイター』。放送時間は、『フェザー』が16:30 - 18:00、それ以外は19:00 - 21:00となった。

#### 1964年（昭和39年）
1964年（昭和39年）は、『土曜ナイター』が19:00 - 22:00、『フェザーシルバーナイター』が16:30 - 19:00にそれぞれ変更。また、『近鉄ナイター』は『木曜ナイター』に改題、『フェザー…』のタイトルの後ろには「プロ野球薄暮試合実況中継」というサブタイトルがついた（ナイター中継についても、前年と同じサブタイトルがついた）。4月4日から9月27日までレギュラー編成による中継を放送（『火曜ナイター』のみ、4月7日ではなく同14日から開始）。

#### 1965年（昭和40年）
1965年（昭和40年）4月10日より、19:00から試合終了までのナイター中継を開始（10月10日まで放送）。タイトルは、『資生堂 土曜ナイター』『武田・日曜ナイター』『清酒 火曜ナイター』『コカコーラ 水曜ナイター』『大関 木曜ナイター』にそれぞれ改題され、サブタイトルも除去された（番組名は、同年シーズンの放送開始順）。薄暮試合についても、『三菱ダイヤモンドナイター』（「三菱ダイヤモンドナイター」プロ野球薄暮ナイター実況中継）に改題され、放送時間も16:30 - 18:50に変更された（4月11日 - 10月10日放送）。
また、5月2日にはTBSラジオをキー局としたジャパン・ラジオ・ネットワーク（JRN）、5月3日には文化放送・ニッポン放送をキー局とした全国ラジオネットワーク（NRN）がそれぞれ発足したため、同年以降それらのネットワークを通じての中継が行われるようになった。

#### 1966年（昭和41年）
1966年（昭和41年）、日曜薄暮試合を含む全レギュラー中継タイトルの最初に「プロ野球ナイター実況中継」のサブタイトルが付けられる。また、前年『コカコーラ…』『資生堂…』『三菱…』『武田…』だったタイトルが『コカ・コーラ 水曜ナイター』（・が付いたのみ）『土曜ナイター』『日曜薄暮ゲーム』『日曜ナイター』（コカ・コーラ以外は協賛企業の冠スポンサーを取る）となった。放送期間は4月9日 - 10月2日、放送時間は日曜が前年と変わらず、それ以外は18:55から試合終了までとなった。

#### 1967年（昭和42年）
1967年（昭和42年）は、サブタイトルが「プロ野球実況中継」となる。また、『清酒…』『コカ・コーラ…』『大関…』はそれぞれタイトルから冠名が取れる一方、日曜薄暮のタイトルは『近鉄日曜薄暮ゲーム』となる。放送期間は4月8日 - 10月1日、放送時間は土曜が18:45 - 試合終了、日曜薄暮が16:25 - 18:50、日曜ナイターは前年通り、火 - 木曜は18:25 - 試合終了までとなった。

#### 1968年（昭和43年）
1968年（昭和43年）は、18:50から試合終了までに統一。また、日曜薄暮試合は編成されなかった。タイトルは『プロ野球実況中継』に統一され、曜日別のタイトル（『火曜ナイター』など）はサブタイトルとなった。放送期間は4月6日 - 10月6日。

#### 1969年（昭和44年）
1969年（昭和44年）は、金曜ナイター枠が新設（4月18日 - 1973年（昭和48年）10月5日、18:55 - 21:40）。解説は当時ニッポン放送と契約していた関根潤三が担当していた。また、日曜薄暮ゲームが再開（4月13日 - 10月5日、16:30 - 18:55。解説は笠原、実況は植草）。ナイター編成の開始は4月12日、終了は10月5日だった。金曜ナイター・日曜薄暮ゲーム以外の放送時間は、土曜が18:30から試合終了、火 - 木曜が18:55から試合終了だった。

#### 1970年（昭和45年）
1970年（昭和45年）は、4月12日から10月4日まで放送。日曜は『プロ野球実況中継 ニッサン日曜ナイター』、それ以外は前年通り『プロ野球実況中継』のタイトルで放送。放送時間は、月曜以外の18:55から試合終了に統一された。また、4月13日からナイタープレ番組として『ABCミニナイター』が始まった（月 - 土曜18:50 - 18:55。1シーズン置いて、1972年（昭和47年）から1981年（昭和56年）まで毎日18:40 - 18:45、1982年（昭和57年）は18:10 - 18:15の放送となり同年10月3日に終了）。

### 全曜日ナイター編成の開始
1971年（昭和46年）より、月曜ナイター枠も新設。全曜日ナイター編成となった。また、タイトルは『プロ野球実況中継』に統一された。放送時間は18:50から試合終了まで。放送期間は4月12日 - 10月3日。
1972年（昭和47年）は、タイトルが『プロ野球ナイター実況中継』、放送時間が18:45から試合終了までとなり、4月11日から10月8日の間放送。1973年（昭和48年）は、引き続き同じタイトル・放送時間により、4月17日から10月7日まで中継。

### ABCナイター／ABCラジオ・ナイター時代（1974年（昭和49年） - 1989年（平成元年））
1974年（昭和49年）4月9日より、『プロ野球実況中継 ABCナイター』を開始。各放送曜日ごとのタイトルは、『ABC○曜ナイター』となり、開始時間は18:25にまで繰り上がり、10月1日まで放送された。
1975年（昭和50年）、『ABCナイター』（プロ野球実況中継「ABCナイター」）として、4月8日から10月5日の18:20より放送。一方で、4月6日より日曜15:20 - 17:10枠に近鉄バファローズ応援番組『近鉄バファローズ・アワー』を開始。同日近鉄デーゲームがあった際の固定中継枠が生まれた。
以降、1980年（昭和55年）シーズンまで同一タイトル・時間のナイター中継が続く（1976年（昭和51年）は4月6日 - 10月3日、1977年（昭和52年）は4月5日 - 10月2日、1978年（昭和53年）は4月3日 - 9月30日、1979年（昭和54年）は4月9日 - 10月7日=当時の解説陣は花井・小山正明・皆川睦雄、1980年（昭和55年）は4月7日 - 10月3日）。また、1980年（昭和55年）には『ABCラジオ・ナイター』のタイトルがラジオ情報誌や番組表へ明記されるようになる。
1981年（昭和56年）より、『ABCナイター』として18:15から放送（4月6日 - 10月4日。主な解説者は皆川・花井・小山に、同年よりTBSと契約した野村克也）。1982年（昭和57年）は『ABCナイター実況中継』として4月5日 - 10月3日に同時間より中継。1983年（昭和58年）は『プロ野球実況中継「ABCナイター」』として4月12日から10月9日に中継。
1984年（昭和59年）は『ABCナイター』として4月9日から10月7日に中継。また、日曜以外の18:03 - 18:15枠に『ナイター一番のり』というミニ番組が新設され、1986年（昭和61年）9月29日までナイターシーズン限定で放送された。
1985年（昭和60年）、『ABCラジオ・ナイター』のタイトル（ただし、『朝日放送の50年 III 資料集』では、『ABCナイター』と明記）で編成。4月8日 - 10月6日に放送。
1986年（昭和61年）は、4月8日 - 10月5日に『プロ野球ナイター実況中継』として火曜 - 日曜の18:15から中継。1987年（昭和62年）は、『ABCラジオナイター』として4月10日 - 10月11日にかけて放送。放送時間は、平日が17:55から試合終了、土・日が18:00から試合終了だった。
1988年（昭和63年）は、『ABCナイター』として4月12日 - 10月9日にかけての毎日、17:55から試合終了まで放送。1989年（平成元年）は、『ABCラジオナイター』として4月10日 - 10月15日にかけての毎日、同じ時間に放送。

### 第1次ABCフレッシュアップナイター時代（1990年（平成2年） - 1994年（平成6年））
1990年（平成2年）より、従来ばらついていたナイター中継のタイトル（『ABCナイター』『ABCラジオナイター』『ABC月曜ナイター』など）を『ABCフレッシュアップナイター』に統一・改題。4月10日に同タイトルによるナイター中継を開始した。放送時間は、17:55開始と18:15の2パターンに設定。また、並行して『ABCフレッシュアップスタジアム』も同日に開始した（開始当時の放送時間は、平日が17:45 - 18:15、土・日が17:55 - 18:15）。
1994年（平成6年）は、開始時間を17:40とする（平日は、18:00まで植草が担当する前座番組『ABCフレッシュアップナイター「植草貞夫のタイガース一番のり」』を内包）。ナイター開催予定の無い月曜日（4月11日 - 9月5日）は、18:00 - 19:00に『草ヤン・悠さんのがんばれタイガース』（出演：植草貞夫、花井悠、酒井連子）、19:00 - 21:00に『中邨雄二のスポーツウェーブ』（出演：中邨雄二、早川真紀）をそれぞれ編成。4月12日からは、ナイターが早く終了した際の補完枠として、音楽番組『ナイタージョッキー』が火 - 金曜の21:00 - 21:40に編成（出演：山田美鈴、入江玲子、吉田理佐）。4月16日 - 10月8日の土曜21:05 - 21:45には同様の番組として『秀さんのヒットエンドラン』（出演者：中原秀一郎）を編成。

### ABCタイガースナイター時代（1995年（平成7年） - 1996年（平成8年））
1995年（平成7年）、ナイター中継のタイトルを『ABCタイガースナイター』に改題。平日は17:40から、土・日は17:55からそれぞれ試合終了まで編成（放送開始は4月10日、終了は10月6日）。平日については、17:55まで前年に続き『がんばれタイガース』（出演者：植草貞夫）を内包。
1996年（平成8年）は4月7日から10月6日に月曜から日曜17:55から試合終了まで放送。試合のない月曜に関しては、4月8日から8月26日まで17:55から20:30に『タイガース大全集』というスポーツ・音楽番組（出演：中邨雄二、山本いつ子）を放送。同年をもって『タイガースナイター』としての放送を終了。

### 第2次ABCフレッシュアップナイター時代（1997年（平成9年） - 2006年（平成18年））
1997年（平成9年）より『ABCフレッシュアップナイター』としての放送を再開。平日は17:55 - 21:10、土曜・日曜は17:55 - 21:00に編成。
2006年（平成18年）まで本タイトルでナイター中継を編成していた。また、土・日デーゲーム中継はワイド番組内でのデーゲーム中継のコーナーとして放送されていた。平日が祝日と重なる日のデーゲームは『ABCフレッシュアップナイタースペシャル・デーゲーム中継』としていた。

### ABCフレッシュアップベースボール
2007年（平成19年）より、不定期でのデーゲーム中継など（『プロ野球実況中継』『プロ野球デーゲーム中継』）も含め、ABCラジオにおけるすべてのプロ野球中継タイトルを『ABCフレッシュアップベースボール』に統一。土曜・日曜の阪神戦中継はデーゲーム・ナイターを問わずスポンサード番組扱いで協賛社が付く。ただし、月曜日の阪神ナイトゲームや、祝日と重なる平日開催のデーゲームでは『ABCフレッシュアップベースボールスペシャル』というタイトルで中継を放送する。
朝日放送（ラジオ）では2007年から、土・日曜日にレギュラーで編成している自社制作の生ワイド番組の時間帯でデーゲームを中継する場合に、試合の展開に応じて当該番組を短縮（または休止）できる体制を講じている。2010年（平成22年）から2016年（平成28年）までの土曜日には、自社制作の生ワイド番組（2012年（平成24年）までは『芦沢誠のGO!GO!サタデー』、2013年（平成25年）以降は『南山千恵美のMusic Smile』（2013年度は8月第1週で南山が育児休養のため一時降板したため、高校野球に伴う中断明けの8月第4週以後のシーズン残りは「笑福亭鉄瓶のMusic Smile」として放送）にデーゲーム中継を内包させていた。編成上はデーゲーム中継を「フロート番組」として扱っていたが、同局のタイムテーブルや新聞の番組表では、この時期でも中継と内包先の番組を別々に掲載している。

#### 「radiko」への対応
朝日放送（ラジオ）の本社がある大阪府内限定でradikoの試験配信が始まった2008年からは、中継の制作局や時間帯を問わず、中継の音声を地上波（ラジオ）での放送と並行しながらインターネットで配信。radiko本運用の開始（2010年）を経て、配信対象の地域を徐々に拡大した結果、2014年以降は朝日放送（ラジオ）の放送対象地域（近畿広域圏）以外のエリアからも「radiko.jpプレミアム」（有料・登録制）のエリアフリー聴取サービスを通じて中継の音声を聴取できるようになっている。また、2016年10月以降に放送される中継については、同録音源を本放送日から1週間後の午前5:00まで「radiko.jpプレミアム」のタイムフリー聴取サービスで再生できる。
もっとも、ラジオで放送中の音源をradikoで配信する場合（サイマル配信）には、インターネットの通信環境や通信量（トラフィック）などによって放送から30秒前後の遅延が生じる。また、「radiko.jpプレミアム」のタイムフリー聴取サービスで配信される音源については、近畿広域圏以外のエリアからも再生できる一方で、1つの音源を再生できる時間を制限。最初に再生を始めてから一定の時間（連続再生の場合には3時間・分割再生の場合には24時間）を経過した時点で、自動的に「再生終了」とみなされる。このため、中継の放送時間が3時間以上に及んでいた場合には、2023年5月5日（金曜日・こどもの日）に放送された広島東洋カープ対阪神タイガースのナイトゲーム（マツダスタジアム）中継（中国放送の制作によるNRN32局ネット向け中継、朝日放送ラジオでの放送時間は3時間26分＝17:55 - 21:21）まで基本として同録音源の全編を聴取できなくなっていた。
これに対して、朝日放送ラジオでは2023年5月8日（月曜日）から、「2時間以上にわたって放送した番組の同録音源を、基本として1時間ごとに分割したうえで個別に配信する」という措置を全番組に適用。当番組でも、翌9日（火曜日）に放送された阪神対東京ヤクルトスワローズのナイトゲーム（阪神甲子園球場）中継（自社制作で放送時間は3時間6分＝17:55 - 21:01）のタイムフリー向け配信から実施している。さらに、9月12日（火曜日）から17日（日曜日）までの阪神戦中継（ナイトゲーム5試合・デーゲーム1試合＝いずれも自社制作）では「『リアルタイムに近い』（放送から配信までの遅延時間を5秒前後にまで抑えた）サイマル配信」（配信音声に関するウェブアンケートと連動した配信テスト）を近畿広域圏向けに実施。この期間中には、テスト用の再生プレイヤーを当番組の公式サイトへ組み込む一方で、近畿広域圏以外のエリアには従来と同じ音質・遅延時間の音声を「radiko.jpプレミアム」のエリアフリー聴取サービス経由で配信していた。
ちなみに、阪神は2023年のレギュラーシーズン開幕当初から、首位の座をおおむね堅持。テストを開始する9月12日の対読売ジャイアンツ（巨人）戦（甲子園球場でのナイトゲーム）までに、18年振りセントラル・リーグ（セ・リーグ）優勝へのマジックナンバーを「5」にまで減らしていた。結局、14日（木曜日）の同カードでの勝利によって、セ・リーグの優勝を「自力」で決定。朝日放送ラジオではこの試合を「実況：山下剛（朝日放送テレビアナウンサー）、解説：下柳剛（阪神OBの朝日放送グループ野球解説者）、ベンチリポート：北條瑛祐（朝日放送テレビアナウンサー）、ゲスト：増田英彦（ますだおかだ）」という陣容で中継していたが、阪神の優勝が決まったことを受けて、中継の終了後（22:00から翌15日の1:30までの時間帯）に『緊急放送! おめでとうタイガース!今夜はおはパソARE虎騒ぎ』（平日早朝の生ワイド番組である『おはようパーソナリティ』シリーズがベースの優勝記念特別番組）の生放送へ急遽切り替えた。

## 概要
ナイターの放送時間は17:55から試合終了まで。2008年までは全国高校野球選手権大会期間中については高校野球終了後から放送したが、2009年からABCラジオでの高校野球第4試合の延長オプションは完全に撤廃した。
デーゲームの放送枠は、試合開始時間に応じて設定。レギュラーシーズンの前半（開幕から6月までの期間）と終盤（9月以降）にデーゲームが組まれることの多い週末（土・日曜日）では、過去に定時編成を優先していた関係で、中継カードが14時以前に始まっていても試合途中の13:55から中継を開始した。その後は、阪神戦の開始時間が14時より前に設定されている場合に限って、試合開始から13:55まで「フレッシュアップベースボールスペシャル」（協賛無し・パーティシペーション）として先行中継。13:55以降は、スポンサー付きの定時枠で試合終了まで放送していた。番組表では先行中継枠と定時枠を「一つの番組」と扱っていたが、実際には試合の展開にかかわらず、13:54頃にいったん実況中継を中断。オープニングテーマ・提供クレジット・スポンサーCMを放送してから、13:58頃に中継を再開していた。少なくとも2023年の時点ではこのような措置を講じていないが、中継する阪神戦の試合開始時刻が13:00に設定されている場合には（タイトルコール→オープニングテーマ→提供クレジット→スポンサーCMの順に流す関係で）13:03から中継に切り替えている。
土・日曜のナイター中継については原則として高校野球期間を除き、阪神戦デーゲームを放送した場合は原則として放送休止となる（2007年と2015年以降は通年。2008 - 2012年は4-6月。2013 - 2014年は土曜が4-6月、日曜は通年）。この関係で該当期間に対阪神戦（交流戦）以外の土・日曜のオリックス主催のナイターがABC制作でJRN（2007 - 2009年）・NRN（2010年 - ）全国ネットのメインカードとなった場合は、自社では放送せず系列局への裏送りとなっている。このため、土曜日・日曜日の中継はネットワーク共通協賛スポンサーを含めてナイター・デーゲーム共通でコマーシャルを提供することとなる。
2008年から2014年まで、7-9月に阪神戦デーゲームと、阪神戦以外のナイター（全国放送カード）が同日に放送される場合、通常の協賛スポンサーは阪神戦デーゲームの時間帯にCMを送り、阪神戦以外のナイターの時間はパーティシペーション（オールスポット）扱いとなる。また、阪神戦以外のナイターは試合の展開の如何に関わらず21時（厳密には後クレジットの関係で20:56）で打ち切った。2013・14年度の日曜と2015年以後の土・日は2007年同様に、通年で阪神戦以外の週末ナイターは中継しない方針となっている。ただし、元々から阪神戦が組まれていない場合、もしくは阪神戦デーゲームがあっても高校野球の裏開催となり放送できない場合は、全国放送カードのナイターを阪神戦ナイター同様に延長オプション・スポンサー協賛ありで放送する。但し高校野球が中止や早く終了して、阪神戦のデーゲーム中継の放送が生じた場合は阪神戦を試合終了までオールスポットで中継する。また月曜日も1990年代までは、ナイター中継を定時協賛スポンサーを付けてレギュラー放送（基からナイターがない場合もそのスポンサーを付けたスタジオ予備番組）が行われていたが、不定期放送となってからはPTとなったものの、一部の月曜日の定時番組のスポンサーは、放送上の協賛読み上げこそないものの、CMの放送を提供している。なお、2024年8月12日の巨人対阪神戦のナイター（LF裏送り）は、播州信用金庫が冠協賛を行う。

以前は土曜日のデーゲーム中継は、近鉄バファローズアワーの兼ね合いで近鉄戦を優先して編成しており（阪神主催の対中日戦はCBC・対広島戦は中国放送(RCC)へ裏送り、又はABC協力による自社制作）、2003年ごろから近鉄戦がナイターでかつ阪神戦がデーゲームで開かれた場合に限って阪神戦を放送したが、旧近鉄バファローズの消滅に伴い2004年（平成16年）シーズン限りで同番組が終了したため2005年度から阪神戦デーゲーム中継を積極的に実施することになった。

そのためレギュラーシーズンに限れば、中央競馬中継（『GOGO競馬サンデー!』）を絶対最優先とするため日曜デーゲームを放送できないMBSラジオよりも放送カードが多くなっているが、それでも高校野球との兼ね合いから阪神戦全試合中継には至らないことが多かった。高校野球期間中の阪神戦が全てナイターとなった2011年度に初めて阪神の公式戦全144試合の中継を実現したものの、日曜デーゲーム中継中に中央競馬（『THE KEIBA』）が差し込まれ中断することが新たなネックとなり、2013年（平成25年）シーズン以降、ABCは中央競馬のレース当日の生中継から全面撤退した。
2006年までの土曜・日曜日に阪神戦デーゲームが組まれている場合でも、『ABCフレッシュアップナイター』（当時はJRN土・日曜ナイターのネット受け）も必ず別個で放送されていた。このため阪神戦デーゲームの放送は『フレッシュアップナイター』とは別に昼ワイド番組内で「デーゲーム中継コーナー」として内包する形で放送されており、17:55を過ぎても試合が続いていれば、一旦そのワイド番組を終了させ、ステーションブレイクを挟む形で、『フレッシュアップナイター』の本来放送すべきカード/予備番組の前に試合終了までデーゲーム中継の続きを行っていた。なお、日曜日は1社スポンサー番組『安達治彦→小林大作のメモリーズ・オブ・ユー』が17時台に放送されていたが、試合が延長した場合、「その協賛スポンサー（当初東洋紡→2001年4月からヒガシマル醤油）の御厚意により」試合終了（正確には17:55までで一旦中断→ステブレ→ナイター本番カード/予備番組の前に再開）まで中継し、当該番組を短縮・休止する処置を取っていた。なお、2014年は当初2013年度までと同じ体裁でナイター中継枠の時間帯も阪神戦以外のナイター、または予備番組のネットを放送する予定だったが、ナイターが基から1試合も組まれない場合は、4-6月の放送体裁に準じ、文化放送からのナイター予備番組（『SET UP!!』）は放送せず、自社制作番組を組むことになり、2015年は4-6月の放送体裁を通年で行っている。
なお、土曜・日曜に薄暮デーゲームが組まれる場合、17:55までは「フレッシュアップベースボールスペシャル」の扱い、以後は定時番組扱いとなるが、2018年6月30日（QR制作NRNナイターとして、福井放送・山口放送に18時台以後ネット。17時台はABCのみの裏送りだが、番組タイトルは述べなかった）と、同7月1日（QR制作裏送り）の「ヤクルト対阪神」は通常のデーゲーム中継に準じ16:55から20:00の枠を設定し、20時台は前者は「9～ジックナイト!」の2時間拡大版、後者は「後藤ひろひとの大阪ぴかぴか団」の2時間拡大版を充てた。
2011年のオープン戦中継から、実況におけるボールカウントの表現を変更。国際基準に沿って、ボール→ストライクの順にカウントを伝えるようになった。また、ABCテレビでプロ野球シーズン中の毎週土曜日深夜に放送される『虎バン』（阪神関連の情報・ドキュメンタリー番組）との関係を強化。同番組のテーマソング「FIRE DANCE」を当番組のテーマソングにも採用したほか、2018年度までの阪神戦中継では、実況アナウンサーが随所で同番組の放送内容・予定を告知していた（レギュラーで放送されない2019年度の中継では割愛）。さらに、試合中継や特別番組の放送に連動させる形で、公式サイトからTwitterによるメッセージの投稿を受け付けるようになった。
2014年以降の阪神戦中継では、阪神が勝利した場合に、エンディング付近で「タイガースフラッシュ」（実況を収録した音源から、同球団の選手による活躍シーンを伝えた複数の音源をダイジェスト風に編集したうえで再生するコーナー）を放送。2015年以降の阪神戦中継では、後述する前座番組との共通企画として、「○○の着眼点」（○○は中継に出演するABC野球解説者の氏名、当該解説者が「野球通」ならではの視点で中継カードの見どころを紹介する企画）を試合開始直前に実施している（詳細後述）。
なお、ABCラジオでは2016年3月19日（土曜日）の12:00から、大阪府のほぼ全域と兵庫県・京都府・奈良県の一部地域を対象にFM補完放送（ワイドFM）の本放送を開始。当番組では、当日の12:45から放送したオリックス・バファローズ対阪神オープン戦中継（京セラドーム大阪、実況：小縣裕介、解説：関本賢太郎）を皮切りに、ワイドFMと従来のAMによるサイマル中継を本格的に実施している。
2020年には、7月24日（金曜日）から8月9日（日曜日）まで日本国内で夏季オリンピックを開催することを前提にNPBレギュラーシーズンの日程が組まれたことに加えて、年頭から日本国内で新型コロナウイルスへの感染が広がっている影響で、異例の対応が相次いでいる。上記の影響で（阪神・オリックスの主催分を含めて）全カードが無観客試合として開催されたオープン戦については、最終日に当たる3月15日（日曜日）のオリックス対阪神戦（京セラドーム大阪、実況：北條瑛祐、解説：福本豊）に限って中継（中継枠は13:00 - 16:00で延長オプションなし）。レギュラーシーズンについては、例年より早く3月20日に設定されていた開幕が上記の影響で6月19日（いずれも金曜日）にまで持ち越されたことに伴って、中継の開始時期を遅らせている（詳細後述）。
2021年以降のセ・パ交流戦期間中の阪神戦中継（全試合自社制作で基本として関西ローカル向けに放送）では、ABCラジオが関西地区の聴取率調査週間に合わせて「ABCラジオ　交流戦ウィーク」を設定している期間（6月の第2週か第3週に設定されている交流戦の第5カード・最終カード各3試合）を対象に「阪神タイガース徹底応援キャンペーン」を展開。対象試合で阪神が挙げた1得点を1万円へ換算することを前提に、阪神が1点を取るたびに1万円分の賞金を加算しているほか、阪神が勝利した場合には「阪神の得点×1万円」＋「ボーナス（10万円）」分の現金（実際には小切手）をリスナー向けのプレゼントに提供している。応募の条件は時期によって異なるが、あらかじめ定めた期限内の応募者から、抽選で1試合につき1名に賞金（または賞金＋ボーナス）分の小切手をプレゼント。最初に実施した2021年のセ・パ交流戦では、対象期間中の6試合で阪神が1試合平均で6点近くの得点を挙げたばかりか全勝したため、賞金とボーナスの総額が「近年のラジオ番組でリスナーに提供される賞金としては異例の高額」とされる95万円にまで達していた。2022年以降は、聴取率調査週間に該当しない期間（阪神がポストシーズンに残った場合など）の中継でも、応募の条件を適宜変えながら随時実施（詳細後述）。

### ジングル
- 1998年頃の『ABCフレッシュアップナイター』では、小縣が「ABCフレッシュアップナイター　Come on! Join us!」と叫ぶジングルが、ナイトゲーム中継のCM明けに流れていた。
- 『ABCフレッシュアップナイター』末期の2003年から2005年までは、2003年テレビ朝日系列スポーツ中継のテーマソングだった「IT'S SHOWTIME!!」（B'z）を、オープニングとCM明けのジングルBGMに流用。当時のスポーツアナウンサーで、『虎バン』の初代男性ナビゲーターでもあった清水次郎が、「ABC　フレッシュアップナイター!」と叫ぶメッセージとともに放送していた。2010年3月までは、阪神・プロ野球・スポーツ情報を扱う通年番組『元気イチバン!!ぶっちぎりプレイボール』（ナイトゲーム中継時は前座番組として放送）で、『IT'S SHOWTIME!!』をテーマソングやジングルに使っていた。
- 『ABCフレッシュアップベースボール』に改称してからは、Relient Kの「I'm Taking You With Me」を、オープニングとジングルBGMに採用。阪神のナイトゲーム中継では、CM明けのジングルで、ABCの野球解説者や阪神選手の声による「ナイター聴くなら1008（いちまるまるはち）ABCフレッシュアップベースボール」とのメッセージが流れる（言い回しは解説者によって若干異なる）。阪神のデーゲーム中継や阪神戦以外の中継では、岩本計介と思われるアナウンサーの声で、「ABCフレッシュアップベースボール」というメッセージをCM明けに放送していた。
- 2010年シーズンからは、オープニング曲とジングルBGMをアンダーグラフの『やっぱり地球は青かった』に変更。清水の声によるタイトルコールが、再び流れるようになった。ただし、一部の中継・当番組のCM・前座番組『フレッシュアップベースボール　野球にぴたっと。』（『元気イチバン!!ぶっちぎりプレイボール』の後継番組、後述）では、ABCテレビ・ラジオが長らくスポーツテーマに使ってきた行進曲「ウィーンはいつもウィーン」を復活させていた。『野球にぴたっと。』の終了を機に流れなくなったが、前述した「タイガース交流戦徹底応援キャンペーン」を2021年6月に開始してからは、キャンペーン関連のテーマソングとして使用。キャンペーン以外の期間でも、阪神ホームゲーム（甲子園球場／京セラドーム大阪開催分）のペアチケットプレゼントに関する告知や、当選者の発表を当番組の放送枠内（試合を中継する場合には5回裏終了後のインターバルゾーン）で実施する場合のBGMに使用している。
- 2011年シーズンからは、『虎バン』（前述）のテーマソング『FIRE DANCE』（松本晃彦）を、当番組のオープニング曲とジングルBGMに採用。『虎バン』が（主にオフシーズンの）特別番組へ移行した2019年以降も、当番組のプロ野球中継では2023年6月20日（水曜日）のヤクルト対楽天（神宮）ナイトゲーム（文化放送の制作による東北放送との3局ネット中継）、当番組全体では同月22日（木曜日）の『ラジオで虎バン!スペシャル』（17:55 - 21:00に生放送）まで使われていた。
- 2015年シーズンからは、清水に代わって『虎バン』のナビゲーターを務める高野純一の声を、ジングルコールに使っていた。2018年シーズンからは、『虎バン』のナレーターで、かつてスポーツアナウンサーとして近鉄戦中継の実況やリポートを担当していた藤崎健一郎の声に変更。
- 2023年のセ・パ交流戦明け最初の中継（6月23日＝本番カードはニッポン放送からの裏送りによる横浜スタジアムのDeNA対阪神ナイトゲーム中継）からは、ベリーグッドマンの『雑草』をテーマソングに採用。中継のタイトルコールやジングルも、ベリーグッドマンのメンバー（Rover・MOCA・HiDEX）の声を収録したバージョンに変更した[57][58]。
  - ベリーグッドマンは2020年から2023年まで『MBSベースボールパーク』（毎日放送・MBSラジオのプロ野球中継）でもテーマソングである『Answar』を提供していた。MBSラジオでは2023年6月23日以降も中継のカードを問わず『Answer』の使用を続けていたため、この日のDeNA対阪神戦中継（同局ではTBSラジオの技術協力を得ながらの乗り込み方式で自社制作）からは、「同じアーティストから提供された楽曲をテーマソングに使いながら、（阪神戦を中心に）同じカードの中継を同じ時間帯に放送する」という事態が当番組と『MBSベースボールパーク』の間で生じていた。
    - ベリーグッドマンは、阪神甲子園球場の開場100周年（2024年8月1日）に向けた記念事業のアンバサダーに2022年11月14日付で就任[59]。翌2023年には、ユニットとしての結成10周年を迎えていた。ABCラジオでは、同年のNPBレギュラーシーズンの途中から『雑草』の採用やタイトルコール・ジングル音源の一新に踏み切ったことが、「（結成10周年の記念企画と阪神甲子園球場の開場100周年記念事業を兼ねてレギュラーシーズン終了後の11月18日に同球場で組まれている）単独ライブへ臨むベリーグッドマンを、『ABCミュージックパラダイス』（採用の時点ではRoverが木曜日のパーソナリティを担当）などと共に全力で応援する取り組みの一環」でもあることを公表していた[60]一方で、『ラジオで虎バン!』では2023年度も、『FIRE DANCE』をテーマソングやBGMに使用していた。
- 2024年シーズンには、10-FEET（京都府の出身・在住者だけで構成されるスリーピースロックバンド）が書き下ろした『gg燦然』（ジージーサンゼン）を、阪神のレギュラーシーズン開幕日（3月29日）から「朝日放送テレビのプロ野球中継および、同局が制作する情報番組の阪神関連コーナーとの共通テーマ曲」として使用[61][62]。当番組では、10-FEETが『gg燦然』をバックにタイトルコールを吹き込んだ音源も、同日の開幕戦（自社からの乗り込み方式による東京ドームの巨人対阪神戦中継）からオープニングや試合中のCM明けに流している。
  - 10-FEETのオリジナル曲からは、『第ゼロ感』（2022年10月リリースの配信限定シングル曲）が『THE FIRST SLAM DUNK』（バスケットボールが舞台のアニメーション映画）のテーマソングに採用。当番組を含む朝日放送グループ向けの楽曲の制作に際しては、「Good Game」（オンラインゲームでプレイヤーが挨拶代わりに交わすフレーズ）を基に、「gg」というアルファベットを楽曲のタイトル（『gg燦然』）に入れたという。ちなみに、10-FEETでボーカルとギターを担当するTAKUMAは「祖父の代からの熱烈な阪神ファン」を自認していて、当番組のヘビーリスナーであることも公言している[61]。
- 2025年シーズンには、梅田サイファーによる『1%』が朝日放送テレビ・朝日放送ラジオのプロ野球中継のテーマソングとして使用される。このテーマソングの使用開始日は3月21日からとなる。この楽曲タイトルの『1％』には、「毎日の1％ずつの積み重ねが、やがて大きな成果につながる」というメッセージが込められている[63][64]。

### 野球中継延長時の対応
- 基本的に放送予定カード（雨天中止時の予備カード、阪神戦が基から行われない日の他球団のカードもふくむ）で21時以後も試合が続いていた場合には、後続番組の放送枠繰り下げ（スライド）はせず、一部の番組の短縮か休止で時間調整する。ただし平日は、中継を延長した場合でも、『ABCニュース』を終了後に必ず放送する[注 15]。
  - また21:50からの創価学会協賛のニッポン放送制作の平日帯番組[注 16]は、『サウンドトラベル』と『スポーツ伝説』の2014年度まではニュースに続いて必ず放送していたが、2015年度は21:50以後を超えて試合が続いていれば、『スポーツ伝説』の放送を休止にし、後日代替もなしのため、その場合欠番扱いとするケースも多数発生している。
  - 21時台のフィラー番組（後述）は、終了した時間により短縮放送か休止（2010年から2012年の場合はフィラー番組『上田剛彦ミュージック・バイキング』が事前収録のため、試合終了後はスタジオから当日の試合結果ならびに軽音楽を伝えて時間調整していた）。なお、フィラー番組に『ABCニュース』が内包される構成である場合は、フィラー番組休止時には中継終了後に独立番組として定時ニュースを放送する（22時台の番組が自社制作の場合はそちらに内包することもある）。
  - 22時以後に試合終了した場合は『ABCミュージックパラダイス』（2021年度下半期より）を短縮して放送し、0:30以後の番組は定刻で放送する。なお、2012年7月から2013年度は自社制作の深夜放送を縮小していたため、月曜から木曜の『オールナイトニッポンGOLD』は飛び乗り、またはニッポン放送がナイター中継延長により放送を始めていなければLFからの裏送りで先行放送となることもあった。
- 土曜日のデーゲーム中継終了後は、17・18時台は『感度良好!中野涼子です』、19-21時台（21:30まで）は『サマンサ・アナンサのDO UP（ドアップ）』、ナイターの場合の21:30-22:00は『増田紗織のSALLY'S COFFEE』、22時台は『ABCミュージックパラダイス』から派生された『ミューパラ+』と『ミュータマ』を放送するが、生放送（『SALLY'S COFFEE』と『ミューパラ』派生2番組は事前収録が多い）のため試合延長時は放送時間短縮となるか、極端に試合が延長した場合はその番組を休止にしたうえで、レインコート用番組を放送する場合もある。
  - 2016年度までは当番組を内包している『南山千恵美のMusic Smile』のスタジオパート第2部（19:00まで。ただし2013年の4－6月は18:45までだった。また、7〜9月は2013年度までは阪神戦を含めたナイターの有無にかかわらず、2014年度はナイターが阪神戦以外を含め1試合でも行われていれば17:55まで）を放送していた。
- 日曜日のデーゲーム中継が17時台で終了した場合には『小林大作のメモリーズ・オブ・ユー』を短縮・休止する（短縮したままスライド放送することもある）。なお、2011年6月に終了した『三井生命 イブニングカフェ』（文化放送制作）はスライドで放送していた。4-6月期の場合は18時以降も延長した場合、『Cheers!』（2013年度-[注 17]）も短縮放送とする。

また、まれに阪神戦が15時以後の薄暮開催となる場合があり、その場合、日曜日の『小林大作のメモリーズ・オブ・ユー』、『三井生命 イブニングカフェ』は予め18時以後（試合延長の場合は試合終了後。但し、『メモリーズ・オブ・ユー』は試合展開により休止となる場合もある）からずらして放送し、その後で阪神戦以外のナイターを放送するケースもある。
- なお、『三井生命 イブニングカフェ』は阪神戦のナイター有無により定時の放送時間が異なっていた。
  - 阪神戦がデーゲームである場合 - 4月 - 6月は18:00 - 18:10　7月 - 9月は17:55 - 18:05
  - 阪神戦がナイターである場合 - 期間を通して16:50 - 17:00
- 日曜深夜（月曜未明）は多くの民放がメンテナンスによる放送休止の時間枠があるもののナイター中継が延長した場合に対応するため21時以後の番組を完全スライド（その分メンテナンスの休止時間が短縮）する中、ABCラジオは不定期での終夜放送がある日以外は必ず月曜 1:00 - 4:35を休止してしまうため、日曜であっても21時以後の番組放送枠のスライドは無く、番組休止か短縮になってしまう[注 18]。番組休止となる場合、次の定時番組開始までのつなぎ（フィラー）でレコード音楽を放送することもある。
- 2012年までの月曜日では、セ・パ交流戦期間の5月中旬 - 下旬の月曜日に『ジョッキー・ルーム』が放送される場合に、スポンサー契約の関係上野球中継終了後30分間（番組表上では21時から21時30分）に必ず放送。21:00から21:30に予定されている番組（2012年7月現在は順に『ABC朝日ニュース』[注 19]『サウンドトラベル』『F.C.オフサイドトーク』）を21:30以降に放送したうえで、21時30分からの番組（2012年7月現在は『F.C.オフサイドトーク』）を休止していた（雨天中止の場合には何れも定時放送）。2013年度は『Monday! SPORTS - JAM』を21:00 - 21:15の15分短縮放送として時間をとっているが、野球中継が延長した場合は21:05までに終わらない場合放送休止となる。その後の『みんなの作文』→『聖教新聞Presents ことばのチカラ 〜成功へのターニングポイント〜』（LF制作）は聖教新聞社のスポンサードネットのため、野球終了後に必ず放送されていたが、後者は極端に放送時間が延長し、月曜日に放送できなかった場合、当該週の週末の別の時間帯に振り替えて放送したこともある。『ことばのチカラ』終了後の2021年10月から放送している『加藤さんと山口くん』（STVラジオ制作）はPT番組のため、野球が延長した場合は休止されている。
- 毎年8月の全国高校野球選手権大会中継期間に、午後の試合中継と『日本列島ほっと通信』（TBSラジオ制作の箱番組）の放送枠が重なった場合には、『ABCフレッシュアップベースボール』の放送終了後まで同番組の放送を遅らせていた[注 20]（『ほっと通信』終了によりこの措置も2011年度までとなった）。高校野球（主に第4試合）の試合時間が延びた場合には、『ABCフレッシュアップベースボール』で中継予定の試合を全く放送できなかったり、後半イニングの一部から中継を始めたりすることがあった（前述、2008年度まで）。そのため、2009年の高校野球中継からは、試合の途中でも17:50で放送を終了。『ABCフレッシュアップベースボール』の完全中継を優先する体制に変わった。これはプロ野球が通常行われない月曜日も同様だが、地元代表校の試合を地方局がABCの終了時間以降もネットする場合は、引き続き裏送りで中継。ABCで途中まで中継した試合や、中継終了後に開始した試合については、当番組の放送枠内で実況アナウンサーやスタジオアシスタントが結果を伝える。
  - 2007年8月14日は、「阪神vs中日」（京セラドーム大阪）を放送する予定であったが、延長15回引き分けなど高校野球の試合が長時間化、中継開始は20:50となり、既に試合終了していたという珍事が起こった。その結果、その日のABC制作の中継本編は中日の地元であるネット局CBC向けの裏送りだけとなってしまい、ABC向けには20:50 - 21:20の30分間、その中継を担当した中邨雄二（実況）・吉田義男（解説）のトークを交えた試合ハイライトとして放送した。なお、中邨は聴取者に対し、録音上の自らの実況についてあくまでCBC向けにトーンを抑えたものであると断りを入れていた。
  - 2015年には、8月9日（日曜日）の「DeNAvs阪神」（横浜）と同月16日の「東京ヤクルトvs阪神」（神宮）の開始時刻が、当初から17:00に設定されていた。ABCでは両日とも、当該時間帯と重なる高校野球（9日は1回戦第4試合、16日は3回戦第4試合）の中継を試合途中の16:59で終了。17:00から、文化放送制作・同局からの裏送りによる上記カードの中継を放送した（詳細後述）。16日については、鳥羽（ABCのサービスエリアである京都府代表）と興南（沖縄県代表）の試合中継を16:59に打ち切ったうえで、17:00から「東京ヤクルトvs阪神」戦の中継に切り替えている。
  - 朝日放送ラジオと株式会社radikoでは、2024年の第106回全国高等学校野球選手権大会から、「オーディオ高校野球」（radikoのプラットフォームを活用した実況音源のインターネット向け無料ライブ配信サービス）を選手権大会の期間限定で提供している。「オーディオ高校野球」では、配信対象のエリアを同局の放送対象地域（近畿広域圏）内に限定しておらず、ラジオ中継の放送中に実況音声の同時（サイマル）配信を実施。上記の事情からラジオでの中継を対象試合の途中でを打ち切った後も、当日に組まれていた全ての試合が終了するまで実況音源のライブ配信を単独で続けることによって、「大会全試合の完全中継」を実現できるようになっている。
    - 2009年から2023年までの関西ローカル向け高校野球中継で、対象試合が17:50までに決着しない場合には、17:50の放送終了と同時に実況自体を取り止めていた。2024年以降は、このような場合でも当該試合の実況が「オーディオ高校野球」向けに続けられるため、放送終了の直前に実況アナウンサーが「オーディオ高校野球」単独でのライブ配信を案内している。
    - 高校野球の選手権本大会では、2024年の第106回大会から、3試合開催日の一部で「朝夕2部制」を導入。この制度では、熱中症対策の一環として、「午前の部」最後の試合の終了から「午後の部」最初の試合の開始までに3時間30分の間隔（インターバル）を開けることが定められている。「中継対象試合の展開に関係なく、関西ローカル向けのラジオ中継を17:50で終了する」という編成上の制限は「朝夕2部制」の対象日にも適用されるため、ラジオで最後まで中継できない「午後の部」の試合も、放送の終了後は「オーディオ高校野球」単独でのライブ配信で対応している。
      - 第106回本大会および「朝夕2部制」導入の初日（2024年8月7日＝水曜日）には、1回戦の第2試合（英明対健大高崎戦）と第3試合（岐阜城北対智弁学園戦）が「午後の部」（16:00以降の時間帯）に振り分けられていた。実際には第2試合が17:50までに決着しなかったため、朝日放送ラジオ（ABC）ではこの試合の実況を「オーディオ高校野球」向けに続ける一方で、17:55から当番組でヤクルト対阪神戦（神宮）の中継を文化放送からの裏送り方式で放送した。
        - ヤクルト対阪神戦は雨に見舞われたあげく、5回表（阪神の攻撃中）に審判団からコールドゲームを宣告されたため、ABCでは中継の放送を19:55に終了。19:56から当番組の放送枠内で中日対DeNA戦（横浜）中継（CBCラジオ制作）のネットを1時間実施した後に、21:00から通常編成に切り替えた。
        - 「オーディオ高校野球」では、中邨が実況していた第2試合に続いて、18:50開始の第3試合でも伊藤史隆の実況でライブ配信を実施。第3試合は21:36（タイブレークが適用された延長11回の裏）に決着したため、試合後の勝利校監督・活躍選手インタビューを含めて、22:00まで配信を続けていた。
- 2014年までの7月 - 9月は土曜（2012年までは日曜も）のNRNナイター（文化放送幹事）を定時に生中継するが、阪神戦ナイター、または高校野球のため阪神戦デーゲームが中継できず、阪神戦以外のナイターが放送される場合は協賛スポンサー付きの通常バージョンで試合終了まで送る。阪神戦がデーゲーム、かつ阪神戦以外のナイターが開催される場合の「フレッシュアップベースボールスペシャル」扱いのナイター中継は試合展開の如何に関わらず21:00（厳密には後クレジットがあるため20:56）で中継を打ち切り、21時以後に予定されている番組は定時通りである。ただし前述のとおり、高校野球期間中はそれを優先し、阪神戦がデーゲームであっても、高校野球が中止にならない限り放送できないため、その代替でスポンサード番組となる他球団のナイターを放送する場合は阪神戦ナイター・週末デーゲームと同じく試合終了までの放送とする。
  - また、ABCラジオ発全国中継、ないしはブロックネットでオリックス主催（大阪・神戸）の試合が「フレッシュアップベースボールスペシャル」で放送される場合であっても、20:56で放送を打ち切りとして、それ以後の放送はABCからネット各局に向けた裏送りとなる。

この事例は2011年10月1日の楽天戦が該当。この日はこれのみがナイターであったため、NRN土曜ナイターを放送するネット各局に放送されたが、20:56で放送を終了し、以後はABCから裏送りで放送された。
  - 2013年度の土曜日は新番組『キボウラジオ』（文化放送発のネットワークセールス番組）が必ず放送されるため、阪神戦が土曜日ナイターで行われる場合は全期間を通して17:40-17:55で、また、阪神戦のデーゲーム開催時は、4月 - 6月は18:45 - 19:00、7月 - 9月は17:55 - 18:10（17:55を過ぎて野球が延長した場合は野球終了後の15分間）に放送される。このため7月 - 9月に阪神戦デーゲームが開催される場合、NRN（文化放送）ナイター（または『セットアップ SET UP!!』）は飛び乗りとなる。

### 予備番組（雨天中止時や試合非開催日）
| 曜日 | 中継予定のナイトゲーム全試合が中止の場合 | 最初からナイトゲームの開催を予定していない場合（予備日・移動日など）                                                                                          | |
| ---- | --- | --- | --- |
| 月   | 事前収録が主体の定時番組 （中止が18:00までに決まった場合） ※中止が18:00以降に決まった場合や、 中継カードがノーゲームの場合には、 スタジオMCが単独で進行する スタジオバージョンを21:00まで生放送。 | （左記の定時番組） | |
| 火   | スタジオMCが単独で進行する スペシャルバージョン | おしゃべりはBARにいる ほか自社制作による特別番組（オフシーズン番組『ラジオで虎バン!』からの派生番組など）                                                     | |
| 水   | スタジオMCが単独で進行する スペシャルバージョン | おしゃべりはBARにいる ほか自社制作による特別番組（オフシーズン番組『ラジオで虎バン!』からの派生番組など）                                                     | |
| 木   | スタジオMCが単独で進行する スペシャルバージョン | おしゃべりはBARにいる ほか自社制作による特別番組（オフシーズン番組『ラジオで虎バン!』からの派生番組など）                                                     | |
| 金   | いつでも みんなのプロ野球（-19:00） ※19:00-21:00は次の番組の中からいずれか1番組を放送 サウンドコレクション ナイタースペシャル （いずれもニッポン放送制作） | いつでも みんなのプロ野球（-19:00） ※19:00-21:00は次の番組の中からいずれか1番組を放送 サウンドコレクション ナイタースペシャル （いずれもニッポン放送制作）    | |
| 曜日 | 阪神のデーゲーム開催日におけるナイトゲーム中継枠 | 阪神のナイトゲーム予定日に 中継予定ナイトゲーム全試合が中止になった場合                                                                                       | 阪神のナイトゲーム開催日におけるデーゲーム中継枠 および阪神のデーゲームが中止になった場合                                                                                                |
| 土   | 感度良好!中野涼子です （17:00以降 - 19:00） ※通年番組で、 2023年7月1日までは土曜日の午後 （基本として13:00 - 17:00）に放送。 この時期までのプロ野球シーズンには、 右記の『STAR☆MUSIC☆SUNDAY』と 同様の役割を担っていた。 ※放送枠の移動後は、 阪神のデーゲーム中継日に、 中継の終了直後（原則として17:00）から 放送を始めている。 サマンサ・アナンサのDO UP（ド・アップ） （19:00 - 21:30） ※2023年度のナイターオフ期間における 火 - 木曜19・20時台の生ワイド番組 『UP↑↑』水曜分からの派生番組で 2024年度から（高校野球選手権 本大会の期間中を除く） 阪神のデーゲーム開催日に生放送。 | セットアップ SET UP!! （文化放送制作） ※制作局を問わず、 中継対象のナイトゲームが 20時台で終了した日にも、 21:00までのフィラー番組として 放送される場合あり。 | 中西花が単独で進行する スタジオバージョン ※小早川が土曜日のデーゲーム中継でも スタジオMCを務める2024年度から設定。                                                                       |
| 日   | サニー・フランシスのマサララジオ（通年番組） | セットアップ SET UP!! （文化放送制作） ※制作局を問わず、 中継対象のナイトゲームが 20時台で終了した日にも、 21:00までのフィラー番組として 放送される場合あり。 | STAR☆MUSIC☆SUNDAY （通年番組） ※放送予定カードが中止の場合と、 最初からナイトゲームの 開催を予定していない場合には、 当番組のスタジオバージョン （「ほしおんエディション」）扱いで放送。 |

放送予定カード（予備カード補充含む）が全部中止となった場合は、
- 月曜日　基本的に予備カード補充やニッポン放送のレインコート番組のネットはせず、月曜日の定時番組を放送。この場合、2012年までにおける20時台前半の『月曜スペシャル』枠については、『これぞ!Bs魂 〜気になるオリックス・バファローズ〜』を1時間に拡大して埋め合わせていた。
  - 但し、過去に月曜ナイターがあった日で予定カードが中止になった場合、ニッポン放送からの予備カード補充かレインコート番組を、また、月曜ナイターが元から無かった日にはABC自社制作のプロ野球関連番組を放送したことがあった。
  - 2012年は月曜の中継にも再度不定期に予備カードを設定するようになった。同日にニッポン放送での中継がなく、関東の試合が予備カードから昇格した場合、事実上関西向けにニッポン放送が裏送りする形になるが、ビジターの地元局で放送される場合は、ABCとビジター地元局の2局ネットで放送する。また、広島の試合が予備カードから昇格した場合、RCCの本番中継がそのまま放送される場合（原則としてJRN系列局へのネットがないDeNA・ヤクルト・西武・ロッテ・オリックス戦、受け側のTBCがクロスネット局でNRN扱いが可能な対楽天戦、CBC・RKBが別途乗り込み、SF・KBC向けを本番とする場合の対中日・ソフトバンク戦が該当）と、NRN系列局向けの裏送り中継（HBC・CBC・RKBを自社向け本番とする対日本ハム・中日・ソフトバンク戦が該当。対日本ハム戦をSTVが中継しない場合はRCC制作裏送りのABC単独放送となる可能性あり）が放送される場合がある。この場合も全試合中止となった場合は月曜日の定時番組を放送する。
  - また試合開催を前提として定時通りに中継を開始した後で、雨天中止・ノーゲームとなった場合は2021年まではその直後からの定時番組を放送していたが、2022年7月18日の広島対阪神（マツダスタジアム）は試合開始予定の18時になって雨天中止が決まり、急遽小早川秀樹によるスタジオバージョンを残余時間放送した。
- 火・水・木曜日　2017年度まではTBSラジオからのレインコート番組『プロ野球ネットワーク』を放送（金曜日はMBSラジオがネット受けすることを踏まえ題名を『プロ野球東西南北』と変えているが、趣旨・内容は全く同じ）
  - 2018年度は初めから阪神戦の予定がない場合はナイターを放送せず、自社制作番組を放送。阪神戦雨天時については、オリックス戦ホームゲームなど関西の他球場での試合を自社制作で放送（他社制作のカードは基本的に予備カードに採用しない）。該当するカードがない場合には、自社制作の予備番組を放送。
    - 基本的に基からナイター放送カードがない場合は「伊藤史隆のラジオノオト」か、別の単発番組、予備カードを含め放送カードが雨天中止時は、2018年度は「武田和歌子のぴたっと。」(19時まで 「ぴたっと。延長戦」として)、「9～ジックナイト!」(19時から 「フライング9～ジック」として)を各々拡大放送した。2019年以後は予備カードとしてJRN加盟各局（RFラジオ日本提供の巨人戦、CBCラジオがTBSラジオ向けに裏送りをするDeNA主催の中日戦を含む）から提供された試合のネット受けが増えたが、その場合でもまれに予備カードを含む全試合が中止となる場合、「フレッシュアップベースボールスタジオバージョン」が当日のスタジオMCの担当で放送される場合もあるが、このようなパターンが発生するのは、当日の試合数が極めて少ない日に限られ、実際このようなパターンとなったのは2022年5月12日の放送が初めての例だった。[注 21][65]

  - 2023年
    - 「伊藤史隆のラジオノオト」が2022年度のオフシーズンをもって終了したのに伴うのと、5月3・4日は阪神戦がデーゲーム（中日戦。ABC-RとCBC-R2局ネット）であるほか、3日唯一のナイターである「巨人対ヤクルト」は本来ネット受けすべきRFの編成方針上中継しないのと、4日は全部デーゲームであることから、2日間とも18時台（17:55ｰ19:00）は「今成亮太のラジオで今ナリ!」（但し3日はデーゲームが17時55分を跨いで続いていたので、試合後の18時41分から19分間に短縮して放送）を、19・20時台（19:00ｰ21:00）は、3日は「俺たち野球大好き芸人！ゴールデンウィーク交流戦」（隣人、丸亀じゃんご、ポートワシントン）、4日は「下埜正太・中野涼子のフェスだラジオ2023」（ABCミュージックパラダイス金曜版と感度良好!中野涼子ですの合同コラボレーション特番）を生放送した。
    - 6月20-22日は交流戦予備日に充てられていたが、タイガース、バファローズとも所定の18日で日程を終えられたため、スタジオバージョンの放送予定だったが、
      - 20日のヤクルト対楽天戦はQRでも本番カードとして放送することができたのと、交流戦の優勝チームが当時は未確定だったため、そのネット受け（実況:斉藤一美、解説:笘篠賢治）を行った。それが中止であれば、田淵担当の「夜ココ」を下地とした特別編の放送予定があった。
      - 21日は楽天対中日がTBC製作のQR向け裏送り出し（CBC-Rへネット）があるものの、QRとCBC-R以外のJRN（非NRN）向けネットは行わないため、この日は全体進行は上田剛彦、19時までは濱中、19時以後は犬塚あさなをアシスタントに迎えての特別編を放送。
      - 交流戦の全体日程が消化した22日も「ラジオで虎バン3時間スペシャル」を高野、田淵、桧山の進行で放送

    - 7月18日は、フレッシュオールスターゲーム（富山市民球場アルペンスタジアム）が行われる予定だが、JRN（非NRN）は放送予定がないため、「上田剛彦のサマータイム!」（ゲスト:サマンサ・アナンサ、関本賢太郎、小櫃裕太郎（2023年入社の新人アナウンサー））を生放送

  - 2024年
    - いずれもゴールデンウイーク進行により1試合も公式戦がなかった5月2日（木曜）に北条英祐と久野静香、今成亮太、5月9日（木曜）には福井治人とこじまラテがそれぞれ3時間5分を請け負った。
    - 交流戦予備日期間[注 22]のうち、6月19，20日は、「フレッシュアップベースボール Up to You」と題して、19日は桜井雅斗と中野涼子、20日は福井治人と祝迫くみ子がそれぞれ3時間5分担当。
    - 7月も11，18，25日の木曜日に脚注の説明の通り木曜日ナイターの放送予定がないため、特別編成を3時間5分にわたり放送する予定で、
      - 11日[注 23]は「フレッシュアップベースボール Up to You」の第3弾として、総合司会の山下剛以下、関本賢太郎、桜井雅斗、祝迫くみ子が出演した。
      - 18日[注 24]は「下間都代子の秒はおまかせ」を、下間を総合司会に、関本、佐藤修平、東留伽が出演する。
      - 25日[注 25]は「フレッシュアップベースボール Up to You」の第4弾として、総合司会の伊藤史隆以下、関本賢太郎、祝迫くみ子が出演。

  - 2025年
    - 公式戦のナイターが当初から予定されていない場合のスタジオプログラムのタイトルは、「おしゃべりはBARにいる」に固定していた。
      - 第1回：5月8日（木）「谷口キヨコ&北村真平のおしゃべりはBARにいる」

ゴールデンウィーク進行後の移動日に放送。
      - 第2回：6月24日（火）「福本豊・覚道沙恵子・山本大喜のおしゃべりはBARにいる」
      - 第3回：6月25日（水）「濱中治・山本大喜・中西花のおしゃべりはBARにいる」
      - 第4回：6月26日（木）「関本賢太郎・中西花・山本大喜のおしゃべりはBARにいる」

以上の3回分は交流戦予備日期間の放送であったが、前週の阪神のホームゲームが中止になった場合に延期日程が組まれる可能性が残っていた（結果的には交流戦全日程を予定通り消化）ため、当番組のスタジオMCから2名（このうち1名がパーソナリティ）、加えて延期日程に中継がある場合に担当予定であったABC解説者が出演する形とした。
    - 7月22日（火）「織田信成と福井治人のぴえんでうわんな夏休み」（パーソナリティ：織田信成・福井治人、ゲスト：関本賢太郎）
この日は、オールスターゲーム前にあらかじめ試合の予定が組まれていなかったため、編成。
- 金曜日　ニッポン放送からのレインコート番組『いつでもみんなのプロ野球』（18時から19時）、『サウンドコレクション』（19時から21時）を放送
  - 但し、火曜日から金曜日に阪神が元から移動・休養日で試合がない日は、全国中継のカードをネットせず自社制作の番組=例として『赤星と次郎のオーライオーライ』『矢野燿大のどーんと来い!!』を編成。2013年・2014年は基から試合が組まれていない日には、本来であれば野球終了後のクッションで、21:50まで放送する「堀江政生のほりナビ!!」の拡大放送[注 26]
※『赤星と次郎のオーライオーライ』や『矢野輝弘のどーんと来い!!』を放送する場合もあった。（後述。および「-ほりナビ!!」の記述参照）他に差し替える場合がある[注 27][注 28]。
- 土・日曜日
  - 阪神戦がナイトゲームとして組まれている場合

日曜日には、『STAR☆MUSIC☆SUNDAY』をレギュラーバージョンで放送する。
土曜日には、2018年から2023年のシーズン途中（6月）まで、『感度良好!中野涼子です』をレギュラーバージョンで放送。『土曜日やんなぁ?』（朝日放送グループ東京オフィス内のスタジオから基本として13 - 15時台に生放送を実施する番組）の開始に伴って『感度良好!』の放送枠を夕方に移した2023年7月8日以降は、13:00から16:00まで『土曜日やんなぁ?』を放送した後に、16:00から17:40まで『感度良好!』の短縮放送を実施している。なお、阪神のデーゲームを中継することが放送の前に確定した場合にも、『土曜日やんなぁ?』では中継の前座コーナーを放送しない。『土曜日やんなぁ?』が終了した2025年度以降については、14:00から15:45まで週替わりの単発特別番組枠『サタデーワイド』を編成し、通販番組を挟んで16:00から17:40までは従来通り『感度良好!』の短縮放送としている。
2013年には、当時13:00から編成されていた『Music Smile』の生放送を17:40で切り上げた後に、『キボウラジオ』（17:40 - 17:55）をはさんでナイトゲーム中継に入っていた。
中継を予定していたナイトゲームの中止が決まった場合や、中継カードがノーゲーム扱いで打ち切られた場合には、文化放送からのレインコート番組『セットアップ SET UP!!』を送る。2013年度からは日曜に同番組を放送する場合、文化放送からの裏送り[注 29]なる。
なお、QRは2019年度から土・日曜日[注 30]に関しては原則NRNナイターを自社では放送せず、関東5球団が主催する試合は対戦相手球団の地元向け（と、土曜日に限りKRY山口放送ラジオ向け[注 31]も）裏送りのみ[注 32]となったため、日曜日放送分で予備カードを含めた放送カード中止時には自社制作のスタジオバージョンの放送が予定されているが、2018-20年度は行使されなかった。
  - 阪神戦がデーゲームとして組まれている場合

阪神戦が中止になった場合や、中継カードが17時までに終了した場合には、基本として『ABCフレッシュアップベースボール』のスタジオバージョン（協賛スポンサーもそのまま）扱いで定時番組を放送。当該番組のパーソナリティによる進行で、阪神を初めとするプロ野球情報などを挿入する。
土・日曜日の定時番組のパーソナリティ（当時は土曜日が『感度良好!中野涼子です』の中野涼子、日曜日が『STAR☆MUSIC☆SUNDAY』のしもぐち☆雅充）が中継のスタジオアシスタントを兼ねていなかった2020年度までは、上記の場合にスタジオアシスタントもスタジオバージョンに参加していた。当該番組のパーソナリティがデーゲーム中継の「スタジオMC」を兼務している2021年度以降は、上記の事態がパーソナリティの休演日で発生した場合に、スタジオMCの代行者がスタジオバージョンを単独で進行することがある。
土曜日午後 - 夕方帯の定時番組が『土曜日やんなぁ?』と『感度良好!』の二本立てへ移行した2023年の7月改編（実際には9月9日）以降は、『土曜日やんなぁ?』を13:00から13:55まで放送した後にデーゲーム中継へ直結。中継の終了直後（基本として17:00）から19:00まで『感度良好!』を放送する体制に移行した。ちなみに、2023年のレギュラーシーズンで改編後の土曜日における阪神のデーゲームは、9月9日・9月16日の対広島戦が該当（9日は甲子園・16日はマツダスタジアムで開催）。9日の中継には、RKB制作のソフトバンク対楽天戦（福岡PayPayドーム）が予備カードとして組まれていた。
朝日放送ラジオでは、2021年4月から2023年9月16日まで、『ナイスじゃナイト!』（自社制作の生放送番組）を土曜日の夕方 - 夜間帯（2023年7月改編以降は『感度良好!』直後の時間帯）に通年で編成。ナイターイン期間には、（阪神デーゲームの開催などで）ナイトゲームを中継しないことがあらかじめ決まっている場合に限って、本来は中継のスタジオMCを務める小早川の冠番組（『小早川秀樹のナイスじゃナイト!』）として放送していた。
スタジオバージョンには、定時番組にちなんだサブタイトルが付けられている。2017年度の土曜日には『ABCフレッシュアップベースボール　まさ美'sエディション』、2018年度から2023年6月までの土曜日には『- 感度びんびんエディション』、2013年度以降の日曜日には『 - ほしおんエディション』というタイトルで放送。ただし、デーゲーム中継が土曜日の定時番組（生ワイド番組）に内包されていた2010 - 16年度には、本来の内包先番組である『芦沢誠のGO!GO!サタデー』（2010 - 12年度）や『Music Smile』（2013 - 16年度）のタイトルをそのまま使用した[注 33]。
また、ナイターの時間帯については、文化放送からのネット受けはせずに自社制作などの定時番組を送る。
土曜日は2014年まで、日曜は2012年まで、7-9月は先述の阪神戦が元からナイターであった場合と同じだが、スポンサーについてはオールスポットとなっていた。
特に2011年度の7-9月の間、阪神戦を含め元から全試合デーゲームの日曜日に、当時のレインコート番組『センパツ!』が放送される場合、制作局の文化放送は、関東ローカルの単発特番『文化放送サンデープレミアム』を放送するうえに、他のNRN加盟局も定時番組を編成するため、『センパツ!』は事実上ABCラジオ向けの裏送りとなっていた。
しかし2012年は、ABCの定時ネットが発生する7月8日より『サンデープレミアム』を『セットアップ』に統合し、『サンデープレミアム』に準じた内容の番組を『セットアップスペシャル』としてABCラジオにネットする方針に変更された[注 34]。
2013年度は、文化放送が日曜ナイターの不定期特番扱い化したことに伴い、7-9月についても阪神戦がデーゲームで開催される場合はNRNナイター（または予備番組）のネットではなく、『Cheers!』[注 35] を放送していた。ただし、高校野球期間中は従来通り、阪神戦がデーゲームの場合には、阪神戦代替の扱いとしてNRNナイターをネットしていた。
さらに2014年度の土曜は、7-9月にナイターが1試合でもある場合は従来通りNRNナイターを送っていたが、阪神戦も含めた全試合がデーゲームとなった場合は『セットアップ』のネットではなく、4-6月の編成に準じて『Music Smile』を19時まで放送した上で、19時から『俺達かまいたち』[注 35]を放送する形態となった。よって『セットアップ』は事実上中継予定試合が中止の場合のみの放送となった。
2015年からは4-6月の編成をナイター全期間に適用する。従って、阪神戦がデーゲームで行われ、かつ阪神戦以外のナイターが行われる場合でも、高校野球期間以外はナイター中継は原則実施しないことになった。
  - 元から阪神戦の予定が組まれていない（もしくは高校野球のため放送できない）場合

この場合は全国放送のナイター中継を協賛スポンサー付きで放送するため、元から阪神戦がナイターである場合と同じ扱いとなる。
ただし、他球団も含めてナイターが一試合も予定されていない場合、昼間は阪神戦デーゲーム中止時に準じて『ABCフレッシュアップベースボール』のスタジオバージョンの扱いで定時番組[注 36]を放送し、ナイターの時間帯は定時番組を放送する（但し阪神戦と高校野球が時間的に重複したうえで、その日にナイターの開催が1試合も組まれていなければ、ナイター中継の協賛スポンサーをつけた「フレッシュアップベースボール」のスタジオバージョン扱いとして自社制作番組またはNRNナイター予備番組を放送することになるが、この期間はドーム球場では15時以前開始のデーゲームを行うことはあるが、大半はナイターか、15時以後に開始する薄暮デーゲームの試合が多いため、このような例は極めて発生率が低い[注 37]）。

## ネットワーク・中継体制
原則としてクロスネット競合局のMBSラジオ『MBSベースボールパーク』とは逆のネット構成になり、基本的には月・金曜日はNRN（キー局はニッポン放送。ただし、月曜日のABCでの放送は阪神タイガースの公式戦開催日に限る）、火〜木曜日は2017年までJRNのラインネットを受けてきた。土・日曜日のナイターはラジオ大阪『ビッグナイター』→『ドラマティックナイター』の終了に伴い2010年シーズンからNRN全国中継（キー局は文化放送）の関西地区担当となった。土・日曜日のデーゲームは引き続きJRN各局（対戦カードやデーゲーム・ナイトゲームの違いによりラインは異なる）との局間ネットを実施する。TBSラジオ（『エキサイトベースボール』）がプロ野球中継の放送業務から撤退した2018年シーズンからは、2017年シーズンまでのネットワークや中継体制を見直した。

### 制作担当局(2018年以降)
阪神戦が関わる場合は、各局技術協力による自社制作を基本とするが、高校野球期間中は一部の試合を除き、自社制作ではなくネット受け、もしくは裏送り出しのいずれかとなる。
自社制作時の技術協力については予備カードとならない場合を中心に、必ずしもネットワークの担当曜日とは一致せず、NRN担当日にJRN各局およびRF（主にDeNA主催のTBSと巨人主催のRFが該当）が、JRN担当日にNRN各局（関東圏では主にヤクルト主催のLFと西武主催のQRが、セ・パ交流戦ではソフトバンク主催のKBCが該当）が行うことがしばしばあるが、この場合も速報チャイムは平日は原則として担当曜日に合わせて使用している（MBSも同様）。土・日曜は開催時間帯やネット局により変化しており、デーゲームはSF・STV・KBCへのネットまたは予備カード扱い（日曜の阪神対巨人戦のSF予備など）が発生する場合はNRNの、それ以外はJRNのチャイムを使用し、ナイターはホームゲームではNRNのチャイムを使用するが、ビジターの自社乗り込み時のJRN系列局の技術協力時や、JRNとのクロスネット局とNRN単独ネット局が混在する場合（阪神対広島戦デーゲームのABC＝RCC＝SFネット）などに時折JRNのチャイムを使うことがある。なお、ビジターへの裏送り時は水・木曜や週末デーゲームにおいて、クロスネット局のRCC向けでNRNチャイムを使った例があるなど例外もあった。
2018年からは、阪神のビジターゲームを週末（土・日曜）に関東地方の球場でデーゲームとして開催する場合に、原則として週末のデーゲーム中継を放送しないRFラジオ日本が、ABC制作分の中継に技術協力扱いで関与（金曜の自社制作時もRF技術協力の場合があるが、この場合はRFが自社でも放送することが多いため、放送席は東京ケーブルネットワークの放送ブースか6社共同ブースのいずれかを使用する）。東京ドームの巨人対阪神戦のうち、週末の開催分については、2019年から裏送り方式でABC向けの中継を随時制作する。逆に、2019年以降のJRN担当日（火 - 木曜日）に甲子園球場で阪神対巨人のナイトゲームが開催される場合には、ABC制作分の中継をRFでも2局ネットでメインカードとして放送する。
全国放送とはならないブロックネット（ABC+対戦相手ビジター球団の地元の放送局向け。特にCBC/SFと、RCC向けに多い）である場合、阪神が勝利をして試合終了した場合にはビジターの地元局向けには飛び降りを行って、ABCラジオ向けだけに試合の回顧やヒーローインタビュー（殊勲選手の場内共同インタビュー、並びに放送関係者向けの監督インタビュー）を行う場合がある。
2020年以後は、新型コロナウィルスの影響で、一部の自社乗り込みの例外を除いて阪神がビジターにて試合をする場合は、対戦相手地元局からのネット受け、または裏送りを基本としたが、2023年9月の優勝争いにかかる試合以後は、対戦相手地元局の協力による自社乗り込みの試合を増やしている。
| 主催球団／曜日         | 月      | 火・水・木 | 金  | 土・日       | 土・日     |
| 主催球団／曜日         | 月      | 火・水・木 | 金  | ナイトゲーム | デーゲーム |
| ---------------------- | ------- | ---------- | --- | ------------ | ---------- |
| 基本系列               | NRN/JRN | JRN        | NRN | NRN          | JRN        |
| 日本ハム               | STV/HBC | HBC        | STV | STV          | HBC        |
| 楽天                   | TBC     | TBC        | TBC | TBC          | TBC        |
| 巨人                   | LF      | RF         | LF  | QR           | RF         |
| DeNA                   | LF/TBS  | TBS        | LF  | QR           | TBS/QR     |
| ヤクルト・西武・ロッテ | LF/QR   | QR         | LF  | QR           | QR         |
| 中日                   | SF      | CBC        | SF  | SF           | CBC        |
| 阪神・オリックス       | ABC     | ABC        | ABC | ABC          | ABC        |
| 広島                   | RCC     | RCC        | RCC | RCC          | RCC        |
| ソフトバンク           | KBC/RKB | RKB        | KBC | KBC          | RKB        |

1. 1 2  TBSラジオが自社およびJRNネットワーク番組としての野球中継を廃止した2018年以降は、厳密には（NRNとのクロスネットを含む）JRN加盟局間の個別ネット扱いとなる。
2. ↑  月曜日は任意ネット扱いのため、要員・ネット局対応・連戦の日程に応じてMBSとJRN・NRNの担当を持ち替えることがある。
3. ↑  水・木の場合、TBCは自社放送分をNRNネットとするため2017年までのJRN分は裏送りとなったが、「楽天対阪神」戦については全国放送にならない限り、ABCの自社乗り込み分をJRN扱いにすることが多かった。
4. ↑  RFについては、1979年度から81年度に、TBSラジオ向けに裏送りしたカードが放送された例もある。2016・17年原則として巨人主催試合のみで年間20試合程度をJRN向けに制作（その逆で、RF/GBS/CRK向け〈GBSは月曜を除く毎日、CRKは火 - 金曜のみ〉にJRN各局が制作した巨人戦、及び巨人戦中止時の予備カードを放送した）。TBSは土・日に自社での放送を行わなかったが、デーゲームである場合の裏送り用中継や技術協力は行った。日本ハム・ソフトバンク主催試合が関東で開催された際に、HBC・STV・RKB・KBCが乗り込むかTBS（2017年まで）・LF・QRに委託するかはその時々により異なる。楽天主催試合が関東で開催された際は、TBCが自社本番の要員しか派遣しない場合、裏送りとなる火曜はLFに委託する。一方2017年まで水-金曜はTBSに委託していたが、2018年以降についてはQRに委託する。2016・2017年度は一部試合をRF制作によりJRN系列各局向けに放送する試合（TBSは火-金曜にネット）、及びTBS制作のものをRF・GBS（月除く）・CRK（火-金曜）に放送する試合があった
5. 1 2  野球中継の放送業務から撤退した後も、2022年まで横浜スタジアムで火 - 木曜日（場合によっては月曜も）にDeNA対阪神戦をナイトゲームとして開催する場合には、ABCが自社で中継を制作しない場合に引き続き裏送りを担当していた。
6. ↑  TBSが委託業務から撤退した2023年以降、自社制作ができない場合はQRが担当する（最初の実例は2024年）。
7. ↑  セ・パ交流戦で月曜ナイターの「西武対阪神」戦が組まれた時に、文化放送ライオンズナイターのネット受けをした試合があった。
8. ↑  静岡県内での中日主催試合ではSBSが制作担当となることがある。
9. ↑  2017年まで水・木の場合、RCCは自社放送分をNRNネットとするためJRN分は裏送りとなっていたが、地方球場開催時の「広島対阪神戦」をABCが自社乗り込みで制作する場合、全国放送にならない限り、ABC分をJRN予備扱いにすることが多かった（マツダスタジアム開催時は本番カードでない場合も、別途RCC側で予備要員を配置することが多かった）。また、阪神・オリックス主催の広島戦に限り、曜日およびネットワークにかかわらずABCからネット受けし、2018年のJRNナイター廃止後、RCCが平日ナイターを原則としてNRN優先とした関係で、オリックス主催での裏送りだと火 - 木曜であってもRCCに合わせてNRNの速報チャイムを使用する他、NRNナイターとしての予備順位が屋内球場より下位の場合は、MBSが制作体制を取らず、ABCのRCC向け裏送り分をそのままNRN予備扱いとすることがある。また広島主催の阪神戦でMBSが自社制作を行い、ABCがRCCからのネットとする場合は、火 - 木曜であってもABCでは本番カード限定でNRN予備扱いの中継を放送するため。屋内球場の本番カードの中止時に実際にNRNナイターとして放送されたことがある。
10. ↑  これまで月曜日はKBCとのネットに固定していたが、2018年は日曜と同一カード2連戦となるデーゲームでRKBとのネットも行う。

### カードごとの基本ネット・裏送り構成

#### 阪神対オリックス
両球団とも、ABCラジオの放送エリアである関西地方を本拠地とするため、主催球団を問わず自社制作となる。
ただし、当該試合が金曜にNRN全国ネット本番となり、かつ関東地区の聴取率調査期間に該当した場合には、ニッポン放送が関東ローカル放送として別制作する可能性がある。
また、カード編成の都合上NRNナイター本番カード扱いとなった場合、土曜は唯一球団所在地域外でNRNナイターを編成している山口放送との2局ネットで対応している。2022年6月11日に唯一ナイター開催となった本カード（オリックス主催）が該当した。なおこの場合でも山口放送（および2019年までの各地方ネット局）向けの中継が開始されるまでは「ABCフレッシュアップベースボール」のコールをするが、それ以降は、試合が極端に延長してABCラジオの単独放送に戻った場合（KRYラジオでの放送は最長21時56分。但し2021-22年度は定時番組の都合で21時26分までだった）も含め「大阪・ABCラジオ制作でお送りする」というNRNナイター仕様のアナウンスにしている（これは、オリックス戦以外でも土・日ナイターの阪神主催試合がNRNナイター指定で放送される場合すべてに該当する。ただし2022年6月11日のそれは、スペシャルウィークの期間中であったため、21:26にKRY向けの放送が終わった後はABCローカル仕様の放送に戻していた）。

#### 巨人戦
- ラジオ関東→ラジオ日本（RF：JRN、『ジャイアンツナイター』）- 火～木曜は2局ネットまたは技術協力、土・日曜デーゲームは裏送りまたは技術協力（日曜は『東海ラジオ ガッツナイタースペシャル』が広島・ヤクルト・DeNA主催中日戦の予備カードとする場合あり）
- ニッポン放送（LF：NRN、『ショウアップナイター』）- 月・金曜ナイター
- 文化放送（QR：NRN、『ホームランナイター』）- 土・日曜ナイターの裏送り（土曜は山口放送との2局ネット）または技術協力。対阪神戦以外は予備からの昇格時の裏送りでのネット受けのみ。

ラジオネットワークが本格発足する以前の1950年代から1964年までの間には、ABCラジオに加え、新日本放送→毎日放送（MBSラジオ）・ラジオ神戸→ラジオ関西（CR）・京都放送（初代）→近畿放送（KHK→KBS）の各社が分担して、ラジオ東京→TBSラジオ・ニッポン放送・ラジオ関東との間でネットワークを随時組んでいた他、日本短波放送（NSB・現：ラジオNIKKEI）と関西圏の中波放送局との2局ネットで放送したこともある（当時野球中継をレギュラーで制作・放送していたラジオ大阪〈OBC〉と在京局との関係は不明）。この当時には、関東圏開催の試合で、時折TBSラジオがMBSラジオ・ABCラジオ向けの二重制作を行ったこともあった。
JRN・NRNが発足した1965年以降、ABCラジオとラジオ関東との野球中継での関係が一時途絶えていた。
その後、旧・東京放送（TBS）がラジオ関東から巨人主催試合の放送権を購入した1979年（昭和54年）に、ラジオ関東との関係を本格的に再開した。
1979-81年にラジオ関東とTBSラジオの業務提携が行われた時代にはラジオ関東制作・TBSラジオ向け裏送り（逆にTBSラジオ制作・ラジオ関東向け裏送りとなった試合がラジオ関西に送られたものも含む）をネットした試合が存在する。一方で阪神主催試合は、巨人戦のほか、ラジオ関東が放送できないヤクルト・大洋主催の対巨人戦が行われる日に阪神主催試合を放送する場合に、ABCラジオがJRN/NRN全国中継本番に加えてラジオ関東・ラジオ関西（CR、『ゴールデンナイター』）・岐阜放送（GBS、『ダイナミックナイター』）向けに二重制作し裏送り（本番のネットラインに関係なくJRN扱い。試合日によりTBSラジオから実況や解説の派遣あり）することになり、この体制は1992年（平成4年）まで続いた。一方、在阪パ・リーグ球団（阪急→オリックス・近鉄・1988年までの南海）の主催試合は、RFラジオ日本とラジオ関西のいずれかが制作して放送していた。
この間、巨人主催試合においては、TBSラジオによるABCラジオ・MBSラジオへの二重制作（NRN担当日は裏送り分を放送）や、ABCラジオ・MBSラジオの乗り込み自社制作が認められなかったため、NRN担当の曜日は全国中継本番カードのネット受けや、予備カードを兼ねた他の在阪パ・リーグ球団のホームゲームの自社制作を中心に編成した。

NRNにも巨人主催試合の放送が再度解放された1993年（平成5年）以後は、阪神主催時は近鉄・オリックス主催と同様にRFラジオ日本がラジオ関西の制作協力を受けて乗り込む形となった（対巨人以外の阪神戦や近鉄・オリックス戦はラジオ関西制作の場合あり）。なお、関西圏で開催の巨人主催試合はRFラジオ日本制作で神戸開催時はラジオ関西が、大阪開催時は引き続きABCが制作協力を行っていた。また、同年以降阪神戦の非開催時にNRNがヤクルトまたは横浜主催試合を本番カードとした場合の金曜日は、ニッポン放送から裏カード（NRNでは第1予備扱い）の巨人主催試合を個別に受けることがあり、東海ラジオではCBCラジオとの兼ね合いから放送が制限されている巨人対中日戦も個別に受けたことがある。

2016年度からは、RFラジオ日本・TBSラジオの相互提携が本格再開 され、JRN地方各局とのネットワーク（巨人戦20試合程度の主催カードをJRNナイター扱いでRFラジオ日本が制作、逆にJRN各局がRFラジオ日本向けに巨人戦（ビジターの試合30試合程度）を中心としたカードを配信するが、ABCは原則として火～木曜日に阪神戦がJRNナイターとして放送される場合に限りRFラジオ日本にも配給、また、阪神戦の自主制作以外でRFラジオ日本制作のナイターをJRNナイターとして放送する場合にもRFラジオ日本からネット受けをするが、このケースは阪神戦が基から試合がないときであるか、阪神戦が雨天中止となったとき、あるいは巨人主催の阪神・オリックス戦であっても、ABCの都合で自社乗り込みをしない場合のいずれかに限られる（この場合はサービスエリアが重複するラジオ関西と並列放送となる。なお、ラジオ関西は巨人戦を優先しているので、巨人戦が屋外の球場で開催予定が中止となる場合（地方球場での巨人主催試合を含む）に、阪神・オリックス主催試合が予備補充で繰り上げとなった場合もABC・ラジオ関西の並列放送となる）。
セ・パ交流戦のオリックス主催の巨人戦は、JRNナイターが廃止された2018年と、文化放送が土・日曜での自社での定時放送を廃止した2019年以降、金曜はNRNナイターとして全国に裏送り配信するが、火〜木曜はRFラジオ日本がセ・パ交流戦のビジターゲームの放送を縮小しているため、ビジターの阪神戦が屋外開催のロッテもしくは楽天の主催となった時に第1予備として編成する以外は、自社での素材収録と阪神戦早終了時の対応に限定される。土・日曜もプロ野球本拠地球団所在地の放送局は地元球団のカードに特化しているため、球団所在地以外では土曜のNRNナイターを唯一編成している山口放送（KRY）しかネット局が発生しない。
TBSラジオが土・日曜のJRNナイター全国配信を廃止した2010年以降、自社制作を行わない場合のナイターは文化放送からのネット受けとなったが、自社制作時の技術協力はTBSラジオ（2017年まで）・RFラジオ日本（2018年より）が行うことがある。また、阪神が関与しない試合の放送を縮小したことから、対阪神戦以外の巨人主催分（対オリックス戦を含む）は、基本として予備からの昇格時のみの放送。2019年から文化放送が原則として裏送り向けの制作に限定しているため、土曜は山口放送とビジター地元局（主に対広島戦の中国放送・対中日戦の東海ラジオ）との3局ネット、日曜はビジター地元局との2局ネットで放送する。
2023年9月12・14日の阪神対巨人（12日のみRF・CRKにネット）は、試合開始から途中まで特別ゲスト解説者として、12日は渡辺謙が1回のみ、14日は増田英彦が5回まで出演した。増田はリーグ優勝が確定した場合のスカイA特番の準備の関係で5回での退席となった。

#### TBSのナイター放送終了に伴うRFの体制変化
2018年度以降は、火 - 木曜日の巨人主催試合中継でTBSに代わってRFラジオ日本と局間ネットを組んでいる関係で、ABCとRF側のネット局であるラジオ関西（CRK、『ジャイアンツナイター』）の2局で同じ中継が流れることがある。週末のデーゲームはRF（『競馬実況中継』、土・日曜とも）とラジオ関西（『GOGO競馬サタデー!』、土曜のみ）共に中央競馬全レース中継を行う関係で放送しないため、巨人主催試合に限りABCが乗り込む際の技術協力または裏送りネットを行う。
RFラジオ日本は、2020年ごろから地方球場での巨人主催試合（これには、京セラドーム大阪と東海もしくは中四国地方への遠征も含む）の放送をやめるようになり、2022年に至っては、本拠地の東京ドームで行われる試合の中継も年30試合程度に減らしてしまい、平日においてもスタジオ番組を定時放送化することから、事実上ニッポン放送制作によるNRN独占放送と変化するようになったため、火〜木曜の放送でRFラジオ日本が巨人戦の制作・放送をしなければ、予備カードの第1位を自社制作のオリックス戦、もしくはJRN系列局制作および文化放送制作分で放送可能な試合を充当するようになった（金曜のMBSも同様）。

その一方で、東京ドーム開催の巨人主催試合では、本番組（火〜木曜）や『MBSベースボールパーク』（金曜）で本番カードか予備カードに設定された場合に、RFラジオ日本が中継を制作。「本番組で予備カードから本番カードへ昇格しない場合でも、自社とラジオ関西では放送する」という傾向が強まっている。
巨人戦の地方球場主催試合はビジターと同様に原則RFラジオ日本では放送しないが、2024年4月23日の巨人対中日戦（ひたちなか市民球場）が開催・放送されたが、それが中止になった場合の第1予備として、本番組のDeNA対阪神がRF・GBS・CRK（さらに状況によりHBC・TBC・CBC-R・RKB・KRY・NBC(NBC佐賀)・RKKも）で放送される設定がなされていた（当日はイベントの都合で17:30開始のため、ABC-Rは17:25開始だったが、ネット局が生じた場合は局により最も早いのではRKBの17:48から最も遅いRKKで19:00までの間での飛び乗りが予定されていた）

#### ヤクルト戦
- ニッポン放送（LF：NRN、『ショウアップナイター』）- 月・金曜の裏送りまたは技術協力
- 文化放送（QR：NRN、『ライオンズナイター/ホームランナイター』）- 火〜木曜、土・日曜の裏送り（土曜ナイターは山口放送との2局ネット）または技術協力。対阪神戦以外はセ・パ交流戦における予備日開催カードの火〜木曜のネット受けと、土・日曜ナイター予備からの昇格時の裏送りでのネット受けのみ。

1979年以降はラジオ放送権がNRN独占のため、必然的にNRNの在京2局と組む。JRNでも放送が可能だった1978年までの火～木曜は、TBSラジオと組んでいた。ただし、その後もヤクルトが日本シリーズに進出した際と、下記の事情による対阪神戦以外は、一部の試合でTBSラジオからネット受けしたことがある。
巨人主催とは異なり、ABC・MBS共にJRN担当日でもニッポン放送または文化放送の技術協力による自社制作が認められた。また自社制作ができない場合はニッポン放送がNRN向けと月・金曜MBS向け、火〜木・土・日曜ABC向けを二重制作することもあった。
1993年から2001年は横浜と巨人の対戦（主催球団を問わず）の裏カードに限り、TBSラジオ・JRNでの放送が認められたが、対阪神戦のABC・MBSへのネットは認められなかったため、従前通りABCのJRN担当日は自社で乗り込むか、ニッポン放送が火〜木曜のNRN向けや土・日曜のLF-MBSラインとは別に二重制作して裏送りのどちらかとなった。
2010年の土・日曜JRNナイター廃止以降、土・日曜は文化放送を軸としたNRNナイターの関西地区担当となったため、自社制作を行わない時は文化放送との2局ネットを実施した。
土曜日にABCが自社乗り込み制作する阪神戦が名目上NRN本番となり、かつ文化放送が別制作を行わない場合は山口放送にもネットされるため、たとえABCのアナウンサーによる実況であっても「文化放送の制作」として扱われるが、2023年時点では実例がない（過去には東海ラジオが関与した対中日戦で実例あり）。

2018年のJRNナイター廃止以降は、自社制作を行わない時の火〜木曜も文化放送が裏送りすることになったが（MBSの月・金曜は2022年から実施）、この場合の他球場速報のチャイムは、JRNとNRNのどちらのものを使用するかが随時異なる。また、2023年6月20日（火曜）は、『ライオンズナイター』でセ・パ交流戦における予備日開催の対楽天戦を放送することになり、東北放送を含めた3局ネットでの放送とした。なお、2018年以降、自社制作を行わない火 - 木曜にMBSラジオが自社制作を行い、かつNRN予備順位が屋内球場より下位となった場合には、1980年代の一部年度における夏の高校野球期間中の要員不足時の特例（ヤクルト・大洋主催阪神戦の本番限定で火 - 木曜NRN、土・日曜LF-ABCラインに切り替えてMBSラジオは自社制作で対応）や広島主催時の特例に準じて、ニッポン放送制作によるNRNの予備カード分を委託本番扱いでネット受けすることも可能とみられるが、2024年までの時点では実例がない。
2023年は9月1-3日までは金曜はLF、土・日曜はQR裏送り（土曜は同じQR裏送りのNRNナイター本番用を流すKRYの予備兼）のみだったが、阪神の優勝争いに関連して9月22-23日のそれは自社乗り込み（協力局は当日のナイター担当局に沿う。これらとは別に22日はLF発、23日はQR裏送りKRY用のいづれもNRNナイター用の放送もある。）を行った。
2024年には、4月6日・6月29日（いずれも土曜日）開催分を14:00開始、4月7日・6月29日に（いずれも日曜日）開催分を13:30開始のデーゲームとして編成。当番組では、以上のデーゲーム4試合を、QR制作分中継の裏送りで対応した。9月8日（日曜日）には17:00開始の薄暮試合として組まれていたため、中継の放送枠を16:55以降に編成したうえで、同局による裏送り向けの中継を放送。

#### DeNA戦
- 東京放送→TBSラジオ（JRN、『エキサイトベースボール』）- 火〜木曜、土・日曜デーゲームの技術協力
- ニッポン放送（LF：NRN、『ショウアップナイター』）- 月・金曜の裏送りまたは技術協力
- 文化放送（QR：NRN、『ホームランナイター』）- 土・日曜ナイターの裏送りまたは技術協力、自社制作できない場合のデーゲームの裏送り。対阪神戦以外は予備からの昇格時の裏送りでのネット受けのみ。

1979年 - 2001年のNRN独占時代は全曜日でニッポン放送の裏送り（金曜はNRN本番カードの場合あり）または同局技術協力による自社制作で対応し、自社制作ができない場合は、MBS・ABCがともにJRN・NRNのクロスネットであることから、JRN担当日の局にも裏送りする形で二重制作となることもあった。また、対阪神戦以外でも巨人戦を中心にニッポン放送が二重制作することがあった。
1993年のNRNへの巨人主催試合開放の見返りで、1999年からヤクルトと巨人が主催球団を問わず対戦している場合の裏カードのみTBSも中継可能となったが、2002年のJRN全面開放まで対阪神戦に限ってはABC・MBSへのネットが認められず、従前通りニッポン放送からの裏送りか自社制作分を放送した。
2002年にTBSが横浜球団の親会社となったことでJRNの横浜主催試合の放送権が全面回復すると、月・金曜以外はTBSラジオとのネットに再度組み直されたが、2010年の週末JRN撤退により、土・日曜ナイターに限り、（マンデー・パ・リーグの月曜裏送り対応を除けば）1968年以来のレギュラーシーズンでの文化放送とのネット関係が復活した。さらに2018年のJRNナイター完全撤退で上記のようなネット体制となったが、月曜については2020年まで、MBSとTBS・ニッポン放送のネット関係を持ち替えることがあった他、同年終盤は金曜でも本番カード限定での持ち替えが行われることがあった。
TBSラジオは2023年からDeNA主催試合における他のJRN系列局（ABCを含むビジター球団の地元局）への裏送り向け中継を制作していないが、横浜スタジアム内の放送ブースと技術スタッフを維持している関係で、ABCがJRN担当日に乗り込み方式で中継を制作する場合には技術協力を続けている。試合開始時刻が17:30に設定されていた2024年4月23日（火曜日）・24日（水曜日）のDeNA対阪神戦でも、このような自社制作体制を背景に、17:25からの完全生中継を実施。その一方、自社制作できないデーゲームの場合、2024年5月11・12日は文化放送に制作を委託することになった。

#### 中日戦
- 中部日本放送→CBCラジオ（JRN、『CBCドラゴンズナイター』） - 火～木曜、土・日曜デーゲーム
- 東海ラジオ（SF：NRN、『ガッツナイター』） - 月・金曜、土・日曜ナイターと対中日戦以外の阪神主催の日曜デーゲーム

土曜のナイターでは2010年以降ABCがNRN全国中継担当となるため、阪神が関与しない試合を含めてSFとのネットとなる。その一方でデーゲームではCBCとのネットを継続している。日曜デーゲームはMBSラジオが中央競馬中継（『GOGO競馬サンデー!』）を日本中央競馬会（JRA）と間で、他競技よりも優先する条件での制作受委託契約を結んだ上で制作・放送している関係で、公式戦は一切放送しないため、2014年（平成26年）から東海ラジオが巨人対中日戦の裏カードの阪神主催ゲームを放送する際には、本番組のネット受けを受ける体制に変更された（阪神およびオリックス対中日戦は、CBCが乗り込み自社制作となった場合を含めてMBSによるSFへの裏送りを継続）。この場合、中国放送も加わり3局ネットとなる対広島戦では、機材運用の都合上、東海ラジオが加盟していないJRNの速報チャイムが使われることがある。
東海地区での聴取率調査期間には、CBCが中継できないヤクルト対中日戦の裏カードとして開催された阪神対巨人戦を、CBCが甲子園に乗り込み自社制作で中継した年度もあった。また、ナゴヤ球場→ナゴヤドーム・長良川球場で関西圏のパ・リーグ球団（主に近鉄バファローズ）の主催試合が行われ、かつ阪神戦非開催時（1979年から1991年までの巨人対阪神戦の裏カードかつNRN担当日も）に在阪局が本番カードとした際には、CBCおよびSFがABCおよびMBSへの裏送り（または2局ネット）方式で放送したことがある他、乗り込み自社制作を行った際には技術協力を行った。
オリックス主催の中日戦は、在阪局が自社で放送しないため、ABC・MBSが曜日に応じたネットワークの組み合わせでCBCラジオ・東海ラジオへの裏送りを行うか、在名局が乗り込み自社制作を行うかのいずれかとなる。

#### 広島戦
- 中国放送（RCCラジオ：JRN・NRNクロスネット、『RCCカープナイター』）- 広島主催試合は全曜日技術協力を受けて乗り込み中継を行うことが多いが、自社制作を行わない場合には月・金〜日曜が2局ネット、火〜木曜が裏送り[注 42]でのRCC受けとなる。阪神・オリックス主催試合は対広島戦に限り全曜日RCCへネットするが、開幕カードや優勝決定試合などでRCC自社乗り込みの場合がある他、関西地区の聴取率調査週間における阪神戦は別にABCがRCCに裏送りしている。

分社前のABCテレビにおけるネットワークの腸捻転時代や、阪神球団がABCと優先契約を結んでいた時代と（前述）過去のRCCの朝日新聞社との資本関係の名残もあり、RCCは現在でもプロ野球中継についてはABCとの関係を重視している。一方で、中央競馬中継やひろしま男子駅伝など他競技ではMBSとネットを結ぶなど、RCCではABC・MBSの両局と対等に関係を結ぶ配慮をしている。
1976年から水曜ナイターのネットをJRNからNRNに変更したが、阪神主催試合のABC優先契約の影響で、1980年までは月曜（JRN）・水〜木曜（NRN）の阪神対広島戦についてはABCが二重制作した裏送り分を放送した。優先契約が終了した1981年から同カードは月曜をNRN、水〜木曜はJRNにネットを切り替える形でABCから本番カードを受ける形となった。これについて、RCCはJRNネットの曜日でもヤクルト対広島戦に限りNRNにラインを切り替えるので、JRNとNRNのネット比率を調整するために取られた措置とも考えられる。
土曜午後に『近鉄バファローズアワー』が放送されていた2004年までは、土曜デーゲームはABCがRCCに裏送りするか（解説者のみRCCから派遣の場合あり）、RCCの乗り込み自社制作（解説者のみABCから派遣の場合あり）としていたため、内容的に広島応援の体裁となっていた。また、1987年までは年度により日曜デーゲームもABCが自社で放送せず、通常番組を優先したため土曜と同様にABCの裏送りかRCCの自社制作となっていた。
オリックス戦については、ABC・RCCの2局ネットまたは全国ネットとなる可能性が広島主催は雨天順延時の予備日復活開催に限られ（この場合、NRN向けの自社放送分は火〜木曜がMBS向け、金〜日曜がABC向けとなり、非NRN向けは必要に応じて裏送り対応）、オリックス主催は神戸開催分雨天順延時の予備日復活開催（大阪への振替の場合あり）や、ビジターの阪神戦・巨人戦ともに屋外球場開催となった時（この場合両球団が屋外球場を本拠とする楽天またはロッテの主催や、その他の球団が地方で主催試合を実施した時）の予備順位次第となるため、これまでの実績ではRCCの単独放送（広島主催はRCCの自社制作、オリックス主催はABCの裏送り）のみとなっている。
他球場速報チャイムの扱いは、ABC・RCCがクロスネットということもあり、阪神戦ではABC・RCCそれぞれの運用に準じているため、火〜木曜の2局ネット時はABC制作分や、RCCの二重制作時の裏送り分はJRNの、MBSの自社制作時にNRN扱いで2局ネットおよび、屋内球場の中止時などの特例での本番カードネットを実施した際のRCC制作分はNRNのチャイムが使用される。オリックス戦では、RCC制作時はNRNチャイムに統一している一方、ABC制作時はNRN予備扱いとなる金曜日以外は規則性がなく、機材運用の都合に合わせて火〜木曜にNRNの速報チャイムが使われたり、2025年6月3日のように中継開始時はJRNチャイムを使用しながら途中でNRNチャイムに変えたり、土・日曜デーゲームで1日ごとにJRN・NRNの速報チャイムが異なったりするするなど、やや使い方が混沌としている。またオリックス戦のABC制作時のアナウンサーの起用については、年度により通常の裏送り同様若手アナウンサー中心の時と、阪神戦を主に担当する主力アナウンサー中心の時（この場合、自社で放送するビジターの阪神戦を若手中心にシフト）とがある。
広島が関与しない阪神主催試合の放送は、RCCの火〜木曜がMBSからのネットとなり、月・土・日曜は広島が関与しない試合の放送から撤退しているため、金曜日や夏の高校野球期間中の土・日曜日の全国ネット本番（予備補充を含む）とオフ編成での他曜日の特例による予備補充に限定される。逆に阪神が関与しない広島主催試合も、原則として金曜日にNRN本番カード（予備補充を含む）をネット受けする場合、火〜木曜にQR・CBC・HBC・RKB（火曜日は宮崎県・沖縄県を除くJRN九州・山口各局が加わる場合あり）向け裏送り分を任意にネット受けする場合、土・日曜ナイターの阪神戦の中止時に予備カードから昇格した場合のいずれかに該当した場合に限定される（土・日曜日はQRが放送しないことから、LFを含む変則ネットの場合あり）。
2023年8月15日の広島対阪神戦（マツダスタジアム）は当初、本番カード限定でNRNに切り替えてのRCC-ABC-Rの2局ネットの予定だったが、予備カード第1位の中日対巨人（バンテリンドームナゴヤ、CBC-R制作）と、ABC-Rの制作協力によるRKBの制作（解説者と技術スタッフはABCの、アナウンサーはRKBの担当）でKRY、NBC〈佐賀含む〉、RKK、OBS、MBCの九州山口ブロックで放送予定だったオリックス対ソフトバンク（京セラドーム大阪）が、いずれも台風7号の影響を受けて中止となったことから、急遽NRNナイター本番カードとしてLF、SF、KBCにもネットを行ったため、火曜日にNRN本番を放送する異例の体制となった。なお、予備カードについてはABC-Rは非NRN扱いの枠組みでHBC制作の日本ハム対ロッテ戦（CBC-R、RKBにKRY，NBC（佐賀含む）、RKK、OBS、MBCの九州山口ブロックを加えた7局ネットに変更）を繰り上げ、RCC・LF・KBCと自社制作を行ったMBSはNRNの枠組みでヤクルト対DeNA戦（神宮球場、LF制作）を繰り上げた。また2025年6月3日 - 5日のオリックス対広島戦（京セラドーム大阪）は、予備順位を屋内球場より下位とした上で、MBSが制作体制を取らず、ABCのRCC向け裏送り分をNRN扱いとした。
同9月15，16日は、タイガースのリーグ優勝の可能性があること（実際は14日で決定）を加味し、RCCのネット受けではなく、RCCの協力を得たうえでの自社乗り込みが行われた（MBSも同様に自社乗り込みを実施）。この週（9月12-17日）は、番組ホームページでのインターネット同時生中継（近畿2府4県のみ）も実施されることも踏まえている。

#### 西武戦
- 文化放送（QR：NRN、『ライオンズナイター』） - 火〜木曜の「オリックス対西武」は原則裏送り（自社では予備カード扱い）、「阪神対西武」は主催・ビジターを問わず2局ネットまたは技術協力、土・日曜は裏送りまたは技術協力。
- ニッポン放送（LF：NRN、『ショウアップナイター』） - 月・金曜の裏送りまたは技術協力

オリックス主催試合の西武戦は、2008年（平成20年）からABC側のネットラインに関わらず、個別NRN扱いで『文化放送ライオンズナイター』用の制作・技術協力が行われている。
2017年（平成29年）までのライオンズナイターはネットワークに属さない文化放送の独自番組で、ビジターでも全試合文化放送がスタッフを派遣して乗り込み自社制作をしていたため、ABC側は番組制作に関わらず技術協力のみ受託していた。セ・パ交流戦で阪神主催試合の西武戦が行われたり、オリックス主催試合でも日程編成上全国ネットとなった場合も同様だが、この時はABCもTBSラジオ（JRN）向けもしくはニッポン放送（NRN）向け本番を制作・放送するため、二重制作となっていた。なお、2013年に月曜ナイターとして行なわれていた西武主催試合の阪神戦はライオンズナイターからネット受けした。
2018年（平成30年）からはTBSラジオがナイター中継を廃止したため、西武主催試合の対阪神戦については基本ABCは担当曜日に従い金曜はニッポン放送、火〜木・土・日曜は文化放送と2局ネットを組む。週末開催の2018年度はABCは両局協力による自社スタッフで担当し、自社制作を見送った2021年度は両局から裏送りを受けた。2025年度は関東・関西の両地区で聴取率調査期間に該当したため、ABCは自社制作を実施した。なお、平日の西武主催試合では文化放送がNRNのSTVラジオ・KBCとの2局ネットとJRNのHBC・RKB（火曜は宮崎県・沖縄県を除くJRN九州・山口各局が加わる）向け裏送りの2系統を制作する試合があるが、阪神戦の非開催時の予備カードについては火〜木曜に後者JRN向けの裏送りが放送される。土・日曜はニッポン放送がHBC・RKB向けを制作する。オリックス主催試合は、火〜木曜に文化放送への裏送りを阪神戦の予備カードを兼ねて制作する。
なお、ABCラジオでは「阪神対西武」もしくは「オリックス対西武」が2局ネットされる時以外、オリックス主催試合→セ・リーグの他カードが予備順位の上位に組み込まれるのが基本であり、文化放送制作のライオンズナイター本番が予備カードに指定されるのはごくまれで、RFラジオ日本で編成されない場合のセ・パ交流戦の「巨人対西武」などが、阪神戦が中止になった場合の予備カードに指定される場合がある。

ABCがNRN向け中継を制作する金曜日開催分については、JRN向け中継における西武主催試合はMBSがネット受け（主に対阪神戦）もしくは阪神戦の予備カードとして編成し、オリックス主催試合は2018年度のみABCがNRN向け中継（他の屋内球場より下位のため素材収録待機のみ）とは別制作して裏送りしたが、2019年以降はMBSが裏送りしている（日程編成や予備からの昇格によってはHBC・RKBなどJRN系列局にもネット）。阪神主催試合については2019年度は週末開催のため、金曜日の文化放送向けはMBSの担当で2局ネットで放送。ABCはNRN予備カード扱いで自社ローカル放送。土・日曜はデーゲーム開催のためABC（土・日曜とも）・MBS（土曜のみ）とも自社ローカル放送をした。
2021年4月20日からのオリックス対西武3連戦（京セラドーム大阪）では、関東地区の聴取率調査期間に該当していたことを背景に、文化放送がABCの技術・人員協力を受けながら関東ローカル向けに以下の中継体制を組んだ。
- 4月20日（火曜日：実況・ベンチリポートは文化放送、解説はABCから派遣）
  - 実況：高橋将市、解説：湯舟敏郎、ベンチリポート：長谷川太
- 4月21日（水曜日：同上）
  - 実況：長谷川、解説：有田、ベンチリポート：高橋
- 4月22日（木曜日：実況はABC、解説はABC・文化放送の双方からダブル解説方式で派遣）
  - 実況：中邨、解説：福本・東尾修（文化放送）、ベンチリポート：高橋

2024年8月6日からのオリックス対西武3連戦（京セラドーム大阪）では、第106回全国高等学校野球選手権大会の試合が7日から組まれていることを背景に、「実況・ベンチリポートのアナウンサーを文化放送、解説者をABCから派遣する」という裏送りで中継した。
- 8月6日（火曜日） 実況：斉藤一美、解説：湯舟敏郎、ベンチリポート：高橋将市

当番組でも、文化放送からの裏送りによるヤクルト対阪神（神宮）の中継（実況：槇嶋範彦、解説：笘篠賢治）の予備カードとして設定していた。実際にはヤクルト戦が開催されたため、このカードを関西ローカル向けに中継。
- 8月7日（水曜日） 実況：高橋、解説：湯舟、ベンチレポート：斉藤
- 8月8日（木曜日） 実況：斉藤、解説：中田良弘、ベンチリポート：高橋

#### ロッテ戦
- 文化放送（QR：NRN、『ライオンズナイター／ホームランナイター』） - 火〜木・土・日曜（年度により裏送り）
- ニッポン放送（LF：NRN、『ショウアップナイター』） - 月・金曜（年度により裏送り）

ロッテ主催試合の阪神戦は原則として乗り込み自社制作しているが、年度により文化放送もしくはニッポン放送からの裏送りで対応する。
2022年5月27日（金曜） - 29日（日曜）は自社制作を見送り、金曜開催の27日はニッポン放送からの、土・日曜開催の28・29日は文化放送からの裏送りで対応した。
阪神が関与しない試合は、いずれか次のうち自社で予備カードを設定する。火～木曜日はHBCもしくはRKBの自社制作分、文化放送が両局向けに制作する裏送りもしくは2局ネット分、金曜日はニッポン放送制作分の予備（NRN全国ネット扱いの対巨人戦は第1予備）となる。
オリックスとロッテが対戦する場合、主催球団を問わず、雨天中止及び日程編成上の都合でパ・リーグ単独開催かつ火〜木曜に『文化放送ライオンズナイター』の本番、金曜にNRN全国ネットカードとなった場合を除き放送機会が極めて少ない。また土・日曜はNRN全国ネット本番かつオリックス主催で自社制作になっても、阪神戦ナイターの雨天中止時を除き放送されないため、自社を含めて予備からの昇格でネット局が発生しない限り日曜は素材収録となる。
このカードの放送実例はオリックス主催では2022年7月8日（土曜・ほっともっとフィールド神戸）で予備からの昇格によりABCと山口放送との、同年9月22日（木曜・京セラドーム大阪）でABCと文化放送との2局ネットとして放送した。

#### 日本ハム戦
- 北海道放送（HBCラジオ：JRN、『HBCファイターズナイター』） - 火〜木曜日、土・日曜日デーゲームの2局ネットまたは技術協力。
- 札幌テレビ→STVラジオ（NRN、『STVファイターズLIVE』） - 月・金曜日。土・日曜日ナイターのみ裏送りまたは技術協力。

オリックス主催試合の日本ハム戦がナイターで行われる日は、ABCがその日に取るラインに合わせて裏送りを制作する一方、日本ハム主催阪神戦で乗り込み自社制作を行った場合の技術協力は必ずしも曜日・時間帯で一致しないことがある。
なお、このカードの日本ハム主催試合は滅多に放送されないが、2021年9月2日（木曜）は、阪神対中日戦（阪神甲子園球場。自社制作・CBCラジオとの2局ネット）が天候とグラウンド状態の不良により中止となり、巨人対ヤクルト戦（京セラドーム大阪）をRFラジオ日本が中継しなかったことと、オリックスの成績が好調なことが重なり、HBCラジオからネット受けした（CBCラジオは、RKBラジオのソフトバンク対楽天戦を文化放送も加えての3局ネットで放送）。
阪神主催の日本ハム戦については、金曜日に組まれていれば、STVラジオとABCの2局ネットで対応する。その一方で、HBCラジオでは、甲子園球場への乗り込み方式で自社向けに中継を制作する場合がある。その場合には、ラインの担当日に応じて、ABCかMBSが技術協力に応じる。
逆に日本ハム主催である場合、火-金曜日は曜日のネットワーク通りの2局ネットか当該地元局の協力による自社乗り込み（特に聴取率調査によるスペシャルウィーク実施日）のどちらかの対応を取るが、STVラジオでは2020年度からファイターズ戦の有無、ホーム・ビジター、デーゲーム・ナイターに拘わらず、土・日・月曜日は原則として野球中継を休止しており、このカードが土・日・月曜日のナイトゲームで行われる場合はSTVラジオから裏送りするか、STVラジオとHBCラジオのいずれかの技術協力による自社乗り込みのどちらかの対応を取る。ただし、土曜日のナイトゲームがNRNナイターの本番カードとして組まれた場合に、山口放送（KRY）を含めたSTVラジオ裏送りによる2局ネットもしくは、STVラジオが特番扱いで中継して3局ネット（ABCが自社乗り込みを行う場合はSTV・KRYの2局ネット）とするか、完全にKRYのみに向けた単独放送（ABC-Rが自社乗り込みとなる日）で放送することがある。
土・日曜日では、JRNナイターの廃止に伴ってABCが大阪地区におけるNRNナイター担当局になった2010年から、STVラジオが日本ハム戦を除くNRNナイターを放送していた2016年まで、オリックス対日本ハムのデーゲームと阪神主催のナイトゲームが同じ日に組まれた場合にABC制作分の中継をめぐってSTVとHBCの間で変則ネットが生じていた。この場合には、HBCがABCからの裏送り方式でオリックス戦の中継を放送する一方で、STVではNRN本番カードに指定された阪神主催ナイトゲーム中継のネット受けを実施していた。
オリックス主催で薄暮開催の土・日曜デーゲームは、ナイターに準じてHBCがMBSとネットを組むことがあるため、STVが週末の中継を休止した2021年以降の当該試合は素材収録対応のみとなる。
全国高等学校野球選手権大会の期間中にオリックス対日本ハムの3連戦が京セラドーム大阪で組まれていて、この3連戦における北海道ローカル向けのラジオ中継をSTV/HBCで制作する場合には、ABCが以下のように技術・人員面で制作に協力する体制を講じている。この場合には、STV/HBCからアナウンサーを1名派遣する一方で、テレビ・ラジオの高校野球中継に従事しているABC（またはグループ会社のベスティ）所属のアナウンサーからも若干名を実況・リポート要員に充てている。
2022年8月5日（金曜日）から7日（日曜日）までの3連戦では、第104回全国高等学校野球選手権大会の開幕日が6日（土曜日）に設定されていた（実際に同日から開幕した）ことを背景に、STV向け（5日のナイトゲーム）／HBC向け（6・7日のデーゲーム）の中継を以下の陣容で制作した。
8月5日（実況アナウンサーをSTVラジオ、解説者とベンチリポーターをABCから派遣）
実況：工藤聖太、解説：中田、ベンチリポート：寺田
8月6日（ベンチリポーターをHBC、実況アナウンサーと解説者をABCから派遣）
実況：中邨（『サクサク土曜日 中邨雄二です』の本番後に担当）、解説：湯舟、ベンチリポート：卓田和広
8月7日（実況アナウンサーをHBC、ベンチリポーターと解説者をABCから派遣）
実況：卓田、解説：中田、ベンチリポート：寺田
2023年8月18日（金曜日）から20日（日曜日）までの3連戦は、第105回全国高等学校野球選手権大会の終盤と重なった（実際には雨天順延の影響で18日と20日が休養日に変更された）ことを背景に、STV向け（18日のナイトゲーム）／HBC向け（19・20日のデーゲーム）の中継を以下の陣容で制作した。
8月18日（実況アナウンサーをSTVラジオ、解説者とベンチリポーターをABCから派遣）
実況：神谷誠、解説：中田、ベンチリポート：伊藤史隆（17日まで高校野球の中継に従事）
8月19日（実況アナウンサーをHBC、解説者・ベンチリポーターをABCから派遣）
実況：山内要一、解説：湯舟、ベンチリポート：伊藤史隆
8月20日（ベンチリポーターをHBC、実況アナウンサーと解説者をABCから派遣）
実況：伊藤史隆、解説：濱中、ベンチリポート：山内
2024年8月16日（金曜日）から18日（日曜日）までの3連戦では、第106回全国高等学校野球選手権大会の期間と重なることを背景に、STV向け（16日のナイトゲーム）／HBC向け（17・18日のデーゲーム）の中継を以下の陣容で制作している。
8月16日（実況アナウンサーをSTVラジオ、解説者とベンチリポーターをABCから派遣）
実況：佐藤宏樹、解説：湯舟、ベンチリポート：中邨
8月17日（実況アナウンサーをHBC、解説者とベンチリポーターをABCから派遣）
実況：卓田、解説：中田、ベンチリポート：中邨（『サクサク土曜日 中邨雄二です』短縮版の本番後に担当）
8月18日（ベンチリポーターをHBC、実況アナウンサーと解説者をABCから派遣）
実況：中邨、解説：梨田、ベンチリポート：卓田

#### ソフトバンク戦
- RKB毎日放送（RKBラジオ：JRN、『RKBエキサイトホークス』）火〜木曜日、土・日曜日デーゲームの2局ネットまたは技術協力。
- 九州朝日放送（KBCラジオ：NRN、『KBCホークスナイター』）月・金曜日、土・日曜日ナイターの2局ネットまたは技術協力。

火曜日のオリックス対ソフトバンク戦は、ABC制作でRKBに加え、山口放送（KRY、『エキサイトナイター』）、長崎放送・NBCラジオ佐賀（NBC、『ゴールデンナイトゲーム』）、熊本放送（RKK、『ゴールデンナイター』）、大分放送（OBS、『ゴールデンナイター』）、南日本放送（MBC、『エキサイトナイター』）にもネットされる。

京セラドーム大阪でのソフトバンク主催試合は、2014年・2017年（RKB・KBCとも）・2016年（RKBのみ）は高校野球開催期間と重なったため在福局が乗り込みを実施したが、2015年はRKB・KBCとも在阪局からの裏送り（対楽天戦かつ曜日の関係でMBS-KBC-TBC、ABC-RKB）となった。また、当該日は全国ネット本番だった阪神戦との2試合のみ開催だったため、結果として本番・予備とも在阪局が中継を制作した（高校野球期間中の開催については後述）。
2022年8月29日（月曜日）には、「鷹の祭典2022in大阪」としてソフトバンク対ロッテのナイトゲームが組まれたため、KBCが京セラドーム大阪への乗り込み方式で中継を北部九州ローカル向けに自社制作（実況：小林徹夫＜KBC＞、解説：藤原満）。ABCが制作に協力したほか、第104回全国高等学校野球選手権大会が1週間前（22日）に閉幕していたことを背景に、決勝のラジオ中継で実況を任されていた高野が両チームのベンチリポーターとして派遣された（RKBではMBS制作の中継を裏送り方式で放送）。
火〜木曜日にソフトバンク戦が開催されない場合には、RKBが阪神主催試合（RCCまたはCBCとの2局ネット分を含む）や、オリックス主催試合（主にHBC・QRへの裏送り分）をABCからの任意ネットで放送することがある。
2022年5月12日（木曜日）には、ABCの制作による阪神対広島ナイトゲーム（甲子園）中継を、RCC・RKBの3局ネットで放送することを予定していた。実際にはこの試合が雨天で中止されたため、ABCでは『田淵麻里奈の夜あそびはココから』、RKBでは『タナカトタジリト』（いずれも自社制作番組）の特別版をナイトゲーム中継の基本放送枠で生放送。RCCでは予備カードにNRNナイターを編成しているため、当日のNRN本番カードであったDeNA対巨人のナイトゲーム（横浜）中継（LF制作）を第1予備カードからの繰り上げ方式で放送した。
2023年は、KBCが土・日曜日のビジターゲームの放送をデーゲーム・ナイターを問わず局間ネットとならない試合を中心に縮小したことから、オリックス主催のデーゲームについてはRKBへの裏送りを中心とすることになり、ナイターでもKBCが放送せず予備順位により自社およびSF・KRYへの予備対応および経過送り待機となる事例が発生するが、阪神主催デーゲームについては、2023年の場合土曜日が基本的にMBSがKBCと、ABCがRKBとの局間ネットで中継する一方、日曜日はMBSが競馬中継優先で野球中継を放送しないため、従来通りABCがRKBへの局間ネットを行った。一方KBCは日曜のみならずMBSとの局間ネットが可能な土曜日も中継を見送った。また、2024年から、RKBは土・日とも15時台に中央競馬中継の通年放送を割り当てたため、例えホークス戦が開催されていても15時台は原則として競馬中継を優先するため放送されない時間帯が生じる。

#### 楽天戦
- 東北放送（TBCラジオ：JRN・NRNクロスネット、『TBCパワフルベースボール』）

楽天主催試合の阪神戦は開催時期が在阪局の聴取率調査期間に該当することが多いため、TBCの技術協力を受けて乗り込み自社制作している。このため余程のことがない限りTBCは単独で放送し、TBCが取らないラインの雨天予備中継担当および素材収録もABCラジオが担うか（主に水・木曜のJRN向けと土・日曜のNRN向け）、TBCの中継をJRN・NRN共用素材とするか、いずれかの選択をする。
阪神が関与しない楽天主催試合については、金曜はNRN全国中継本番カードを、火〜木曜日は阪神戦非開催または予備からの昇格時にJRN向けの本番（火曜）もしくは裏送り分（水・木曜日）および文化放送との2局ネット分（西武戦）を、土・日曜日は予備カードとしてNRN向け（原則として裏送り分を受けるが、HBC向けの日本ハム戦やJRN系列局へのネットがないカードは自社本番の場合あり）をネットする形になる。土・日曜ナイターについてはLFとNRNの双方が予備カードとした場合、ABCにネットされる可能性を考慮して、MBSは当該試合を予備カードから除外の上で下位のカードを繰り上げる対応を取り、LF・NRN・ABCのいずれも予備から昇格した場合、TBC＝LF＝ABC（＝SF＝KRY）の変則ネットとなる。
2011年（平成23年）の東日本大震災を受け、Kスタ宮城（当時）の被災で使用できなかった同年4月の楽天主催6試合を甲子園とほっともっとフィールド神戸で各3試合行った際、そのうちの5試合を『TBCパワフルベースボール』用の裏送りを行ったことがある。2012年も同様に甲子園での1試合（2試合予定も、1試合は中止）を同様に裏送り放送したことがあった。
2021年（令和3年）7月17日（土曜日）に楽天生命パーク宮城で開催されたオールスターゲーム第2戦では、TBCが（LF・MBSを含む）JRN/NRN向けに中継の二重制作を実施したため、当番組ではNRN向けの裏送り中継を充てた。

### その他の裏送り
オリックス主催試合の楽天戦、ロッテ戦、ヤクルト戦、DeNA戦は大半が全国放送本番カードが中止となった場合の予備放送扱いとなることや、楽天戦では2009年以降TBCがABCとの「局間本番」（2局ネットによる本番カード）として設定しない場合の裏送り依頼を開幕カード・終盤の優勝争い時などを除き見送っているため、これらのカードの裏送りはごく稀にしか行われない。なお土曜日にオリックス主催のナイターが行われる場合で、特にその日のナイターが1試合しかない場合を中心に対関東勢5球団、および日本ハム・楽天・ソフトバンク戦については、KRY単独放送となる試合が存在するが、この場合でもKRY向けを強調することはない。また、夏の高校野球期間中はアナウンサーの人員の都合もあるため、対日本ハム戦（JRN相当担当日のHBC/NRN担当日のSTV-R）、対ソフトバンク戦（RKB/KBC）を中心に、実質上はビジター側の地元局との共同制作の形を取り、実況アナウンサーをビジター側地元局から派遣し、解説者やベンチレポーター、技術要員をABC-Rで賄うパターンもあるが、予備カード放送順位ではJRN相当日でCBC-R制作のバンテリンドームナゴヤでの中日主催試合、またはまれにRF制作の巨人主催試合の中継がない場合には1位に割り当てられることがあるが、NRN担当であれば、上位にLF/QRが指定した巨人戦などのセ・リーグに絡む試合が当たりやすいため、予備順位の下位となることが多い。
ABCラジオが聴取率調査（レーティング）週間の期間中には、阪神主催試合でも特別企画を盛り込んだ自社向けと通常の形式によるネット局向けの二重制作を行うことがあり、当該カードが全国ネット本番となった場合、関西地区では和歌山放送（WBSゴールデンナイター・火・金曜）、KBS京都（KBS京都エキサイティングナイター・金曜）、ラジオ関西（ラジオ関西ジャイアンツナイター・2016年からの火 - 木曜。詳細後述）で放送するネット局向けの裏送り出しと2系統で聴取できる場合があり、同様にABCがビジター阪神戦裏カードのオリックス主催ゲームを全国ネット本番として裏送りした場合にも、この3局で聴取できる場合がある。

### 全国高等学校野球選手権大会期間中の対応
全国高等学校野球選手権全国大会（夏の甲子園）期間中には、当番組に出演するアナウンサーが、全国大会中継（ABCラジオ、ABCテレビ、BS朝日向け）の実況およびインタビュアーを兼務する。このため、阪神戦の中継については、以下のように対応している。

#### 京セラドーム大阪および地方球場での阪神主催試合（ホームゲーム）をナイトゲームとして開催する場合
ABCの自社制作による通常の中継体制で放送。高校野球中継で午前中に第1試合の実況を担当したアナウンサーが、中継終了後に甲子園から上記の球場へ移動したうえで、同じ日の夜に阪神主催のナイトゲームを実況することもある。
2017年8月6日のヤクルト戦は巨人×中日戦の裏開催のためSFにもネット受けした。
2023年8月11-13日の阪神対ヤクルト戦は、同日の巨人対DeNA戦が全日デーゲーム（14時開始）であり、体裁上NRNナイター指定カードとなったが、全国放送は11日のみ。12日はKRYとの2局ネット（21時56分飛び降り。但しそれ以後の大阪ローカルのみの放送も全国放送に準じた放送体裁を継続）だった。

#### 阪神のビジターゲームをナイトゲームや薄暮試合として開催する場合
- 原則として対戦する主催球団の地元局が制作する中継を、局間ネットか裏送り方式で放送。制作局のアナウンサーが実況を担当する。ABCからは基本的に阪神側の解説者・ベンチレポーター担当のいづれか1名、または試合開催地によっては両方とも派遣する場合と、ベンチレポーターを含めABCから一切派遣せずに、主催球団側地元局ですべて一任する場合とに分かれる。
  - 2009年から2012年までは、このような中継体制で放送する場合でも、ABCから派遣されたアナウンサーが実況を担当することが多かった。
  - 2009・2010年の高校野球期間中には、ビジターゲームの全試合を、ABCのアナウンサーが実況およびベンチリポーターを担当する「完全自社制作形式」で放送。2011年には、8月9-11日の中日戦をCBCからのネット受けで中継する一方で、12-14日のヤクルト戦、19-21日の横浜戦を完全自社制作で放送した。
  - 2012年には、8月7-9日の巨人3連戦でTBSラジオ制作・JRNライン全国中継（阪神側リポーターのみABCが派遣）のネット受けを実施した後に、長野・横浜・神宮球場で14-19日に開催された6連戦を完全自社制作で中継した（14日の長野での試合は地元SBCラジオにネットされた。18・19日にはNRNラインの全国ネットカードをこの中継に差し替え）。
  - 2014年8月12-17日の関東遠征では、ABCからアナウンサーを一切派遣せず、中継を制作する在京ラジオ局のアナウンサーが阪神側のベンチリポーターを務めた。12-14日の巨人戦（東京ドーム）については、3試合ともTBSラジオ配給/JRNナイター全国放送用指定カードであったため、TBS制作分のネット受けを実施。15-17日のDeNA戦（横浜スタジアム）はNRNナイターの全国放送指定カードが広島・マツダスタジアムでの広島対巨人戦であるため、15日はLF、16・17日はQRからの裏送り中継に充てた。
  - 2014年8月22-24日の広島戦もRCCラジオ（NRNライン）との2局ネットで放送したが、既に1日あたりの試合数が少ない時期になっていたため、上記関東遠征とは事象が異なり、楠がベンチリポーターとして派遣された。
  - 2015年は、8月4-6日の広島戦はABCによる自社制作で放送。4日のみ通常の自社制作体制（平岩が実況し、中邨がリポーター）をとり、高校野球開幕前日の5日からの2試合は中邨のみ広島に残り実況を担当した。この3連戦はJRN系列でも全国放送カード（RCC制作）となっていた上、RCCでの本番中継は5日・6日の当カードが広島市への原爆投下の追悼試合（ピースナイター）であり、かつRCC自社がNRN扱いとなる曜日であるため、JRN向けの本番カードとは別制作（NRN予備扱い）で中継した。更にRCCは5日と6日のテレビ中継も担当していた関係で（4日は広島テレビ〔HTV〕が中継）アナウンサーが不足、ABC向け中継に人員を割けなかった。このため平岩が帰阪した5日からはリポーター無しでの中継となった（MBSラジオは自社で実況・解説・ベンチリポートを用意した）。なお、この3連戦はHTV・RCCとは別にサンテレビが全試合を中継しており、同局との間で解説者の融通があった。7日からは中邨も高校野球中継の担当に回ったため、以降のビジターゲームは全て対戦相手局からのネット受けまたは裏送りとなり、ABCからの解説者、アナウンサーの派遣はなかった。
  - また、関東でのロードゲーム（8月7・8日・DeNA戦、14・15日・ヤクルト戦、18-20日・巨人戦）はいずれもABCからのアナウンサーの派遣はなかった。このうち、8月8日と18-20日はそれぞれ在京局制作全国ネットナイターの指定試合（8日のみQR制作・NRNナイター、18-20日はTBSラジオ制作・JRNナイター）であるため、全国放送の内容をそのまま放送、他は裏送り（8月9・16日の薄暮デーゲームは後述）。
  - 2016年は、8月5-7日のヤクルト戦と、高校野球終了後の8月23-25日のDeNA戦のみABCによる自社制作で放送。いずれのカードでもベンチリポーターを付けないため、中継担当のプロデューサーが試合中に当該球団の情報を集めたうえで、実況アナウンサーが随時紹介する。ちなみに、この年は高校野球期間以外の中継でも、同様の方法で放送することが増えている。8月2-4日のDeNA戦はTBS制作の中継（2・3日は裏送り、4日はJRN全国放送）、8月9-11日の広島戦はRCC制作の中継（9日は2局ネット、10日はABC向けの裏送り[注 68]、11日はJRN全国放送としての裏送り）、8月19日の巨人戦はLF制作のNRN全国中継を、それぞれ放送する。
    - 高校野球期間ではないが、9月11日の「ヤクルト対阪神」（神宮）も体裁上はNRNナイター指定放送カードであり、QR制作（実況・槙嶋範彦、解説・松沼博久）のものを放送したが、QRは放送自体なし、その他の地域もヤ×神以外の試合が全部デーゲームであるため、ABC向けの裏送りのみの放送となり、前日実況を担当した楠がベンチレポーターとして派遣された[注 69]。
    - 上記以外でも、阪神のホーム・ビジターを問わず、日曜日のナイターがNRNナイター全国放送指定カードであるにもかかわらず、他のネット局が地元球団のナイターを放送するか、あるいはデーゲームで試合終了によりナイター時には別番組に差し替える局ばかりだったため、結果的にABCのみ放送となった試合もある。

  - 2017年には、大会終盤で試合数も少なくなり人員派遣の余裕が出る8月22-24日のヤクルト戦、及び大会終了後の8月25[注 70]－27日[注 71]の巨人戦のみABCによる自社制作[注 72]で放送。高校野球開幕前の8月1-3日の広島戦はRCC制作の中継（1日は2局ネット[注 73]、2日と3日はABC向けの裏送り）を放送するが、阪神側のベンチリポーターはABCから派遣するほか、裏開催のオリックス対ソフトバンク戦は通常通りABCの出演者による中継をRKBへ裏送りした。高校野球開幕後の8月8-10日の巨人戦はJRN全国中継をネット受けしたが、2017年世界陸上競技選手権大会とも重なっている事情もあり、3試合ともRF制作となった[注 74]。8月11-13日のDeNA戦は在京局からの裏送り（11日はLF、12日と13日はQR制作）となり、8月18日の中日戦はSFからのネット受けで放送した。以上の各試合は、阪神側のベンチレポーターもABCからは派遣せず、対戦相手となる主催球団側地元の放送局（RF/LF/QR）のアナウンサーが1人でベンチレポーターを担当している。自社制作を再開した8月22日のヤクルト戦についても、高校野球の日程順延の影響からベンチリポーター無しでの中継となった[注 75]。
  - 2019年のビジターゲームでは、原則として、主催球団側の地元局が制作する中継を2局ネットで放送。ただし、8月6 - 8日と24・25日のヤクルト戦はQR制作分、8月23日の同カードはLF制作分中継の裏送りで賄った。なお、前者（火曜 - 木曜）は通常非NRN扱い（JRN各局・QR・RFと提携）であるが、他球場速報のチャイムはNRNのものを採用した[注 76]ほか、8月23日は試合の途中から、LF（『ショウアップナイター・ハイライト』）向けにも放送。
  - 新型コロナウイルス感染症が流行した2020年の高校野球（同年のみ「2020年甲子園高校野球交流試合」）期間中は巨人（土・日<デー・ナイターを問わず>と、祝日のデーゲーム除く）、中日、広島戦はネット受け、巨人戦の土・日、並びに祝日のデーゲームとヤクルト、DeNA戦は裏送り（土曜ナイターのKRYとの2局ネットを含む）主体で対応している。

高校野球開催日の阪神ビジターゲームが17:00開始の「薄暮試合」として組まれていて、その試合をビジター地元局からの裏送り方式で中継する場合には、「高校野球（中継）終了後（遅くとも17:58から中継へ飛び乗り）」という条件をあらかじめ付けている。以下では、主な該当例を記載する。
- 2022年には、8月11日（山の日＝土曜日）の対DeNA戦（横浜）をTBSラジオからの裏送り方式で中継。当日は第104回全国高等学校野球選手権大会の第6日で4試合が編成されていたが、ABCでは第4試合を途中（17:53）まで中継した後に、17:58からDeNA対阪神戦の中継に切り替えた[注 77]。
- 2023年には、8月6日（日曜日）の対DeNA戦（横浜）[注 78]をQRからの裏送り方式で中継。当日は第105回全国高等学校野球選手権記念大会の第1日で、開会式と1回戦の3試合が開催されたため、ABCでは第3試合を途中（17:53）まで中継した後に、17:58からDeNA対阪神戦の中継に切り替えた。

#### 阪神のビジターゲームをデーゲームとして開催する場合
- 開始時間が高校野球中継の時間帯と重なるため、対戦球団の地元局が2局ネット（または裏送り）方式で制作する中継を、高校野球中継の予備カードに設定。中継予定の高校野球の試合が中止になった場合にのみ、予備カードからの昇格扱いかつ、オールスポットの「フレッシュアップベースボールスペシャル」として放送する。また、プロ野球中継枠の協賛スポンサーは土・日も含めて、ナイター枠の方に付く。
  - 2009年には、8月15・16日の巨人戦（東京ドーム）が該当。この年は前述の通り大会期間中の阪神戦を全試合完全制作したが、高校野球中継の予備カードとなったこの試合も同様だった（前日14日から引き続き岩本計介アナが東京ドームに派遣されていた）。その一方で15日のナイターの時間帯には「オリックス対ソフトバンク」をRKBとの2局ネットで放送したが、実況・リポーターはRKBのアナウンサーが担当した。
  - 2013年には、8月10・11日の中日戦（ナゴヤドーム）が該当（ナイトゲームであった9日の同カードはSF制作の中継を2局ネットで放送）。両日ともCBC制作の2局ネット向け中継を予備カードに設定したが、高校野球の中継予定カードが全試合開催されたため、ABCでは中日戦を放送できなかった（2試合とも延長戦にもつれ、ナイターの広島対巨人戦の中継開始時にも継続されていたが、阪神戦は放送せず、そのまま広島対巨人の中継を行った）。ただし、阪神側のベンチリポートを務めるABCのアナウンサーは、通常通りCBCローカルの中継に出演した。
  - 2015年には、8月9日（日曜日）のDeNA戦（横浜）と16日（日曜日）の東京ヤクルト戦（神宮）が17:00開始の薄暮デーゲームであったため、当該時間帯と重なる高校野球中継を16:59で終了（前述）。両日とも、17:00から55分間は「フレッシュアップベースボールスペシャル」、以降は定時放送扱いでQRからの裏送り中継を放送した（ABCからは実況・ベンチリポート担当のアナウンサーや解説者を派遣せず）。上記カードはいずれもNRNのナイターネット指定試合であったが、実際にはABCのみで放送していた[注 79] ため、中継では「文化放送プロ野球速報」を「ABCナイター速報」として挿入していた。
    - 9日放送分では、DeNA戦中止時の予備カードとして、ロッテ対ソフトバンク戦（17:00開始）を設定。予備カードも中止になった場合には、『SET UP!!』の放送を予定していた。いずれの場合にも、17:55まで高校野球を中継した後に、定時のナイトゲーム中継枠で放送する予定だった。実際にはDeNA戦が定時の中継枠内で終了したため、中継終了後の後座パートは、ABCのスタジオからではなくQRの本社スタジオから放送。高橋将市（同局アナウンサー）がABC向けに、20:56まで中継のダイジェスト・他カードの結果を伝えた。
    - 16日放送分では、ヤクルト戦の中止に備えて、2つの予備カード[注 80]を設定。予備カードを含めた全試合が中止になった場合には、9日と同様の体制で『SET UP!!』の放送を予定していた。実際には東京ヤクルト戦が定時の中継枠内で終了したため、中継終了後の後座パートは、当時開催中だった「広島対DeNA戦」の中継は行わず、ABCのスタジオから当日のスタジオアシスタント・白ヶ澤香織の進行で20:56まで放送した。

  - 2016年には、8月20・21日の巨人戦（東京ドーム）が該当。19日のナイターは前述の通りLFからのネット受けであったが、この両日はTBS・QR・RFのいずれも中継予定がなく[注 81]、既に1日当たりの試合数も少ない時期になっていたため、2009年同様にABCが自社で高校野球中継の予備を配置することになり、中田良弘と平岩康佑アナが東京ドームに派遣され、高校野球[注 82]が終了後、ないしは雨天などの試合中止時に中継を行うことになっていた。実際には20日のみ、試合途中の15:50から『フレッシュアップベースボールスペシャル』扱いで中継が行われた。なお、ナイターの時間帯にはNRN本番カードの「広島対ヤクルト」（RCC制作。21日は事実上同局との2局ネット）を放送。阪神戦中継が実現しなかった21日についてはナイターの後座パートで、平岩の実況による録音音源を用いて当該試合の回顧を行った。
  - 2017年には、8月19・20日の中日戦（ナゴヤドーム）が該当。高校野球が休養日か中止となって結果的に開催されないか、試合が行われて早終了となった場合に限りCBCからのネット受けで放送することになっていた[注 83]。また、ナイター枠では「広島×ヤクルト」戦（中国放送制作・NRNナイターをネット。LF-MBS向けはLFの乗り込み制作）[注 84]が放送される日程が組まれた。実際には雨天順延のため両日共に高校野球中継が組まれ、高校野球中継が終了した時点で試合が続いていた20日のみ17:55から阪神戦の中継を行ったのち、RCC制作のナイター本番カード「広島×ヤクルト」戦に飛び乗った。
  - 2019年には、8月17・18日の巨人戦（東京ドーム）が該当。いずれもRFが裏送り方式で中継を制作したが、ABCからも解説者（中西清起）のみ派遣させていた。当初の計画では、17日（土曜日）開催分を高校野球準々決勝中継の予備カードとして扱う一方で、高校野球の休養日が設定されていた18日（日曜日）開催分のみ巨人戦の中継を予定していた。しかし、15日（木曜日）に組まれていた高校野球3回戦が令和元年台風第10号の接近に伴って中止になったため、高校野球の大会日程を（予備日を含めて）翌16日（金曜日）から1日ずつ順延。この措置に沿って、16日・17日に3回戦、18日に準々決勝が開催された。その結果、上記の巨人戦については、3連戦の初戦（16日開催分のナイトゲーム）でLF制作のNRNナイター向け中継をネット受け方式で放送するだけにとどまった。
  - 2021年には、8月21・22日の中日戦（ナゴヤドーム）が該当。高校野球が休養日か中止となって結果的に開催されないか、試合が行われて早終了となった場合に限りCBCからのネット受けで放送することになっていた[注 85]。また、ナイター枠では「広島×ヤクルト」戦（中国放送制作・NRNナイターをネット）[注 86]が放送される日程が組まれた。実際には大会期間中の天候に恵まれず、度重なる順延・日程変更を重ねたため、両日共に高校野球中継が組まれ、21日は「広島×ヤクルト」戦のみを放送。22日はその「広島×ヤクルト」戦も中止となったため、ナイターの時間帯には文化放送からの裏送り番組『SET UP!!』を放送した（ABC以外は別の予備番組となるため、事実上ABC向けのみの裏送り放送であった。『SET UP!!』の放送自体も2012年9月23日以来9年ぶりであった）。
  - 2022年には、第104回全国高等学校野球選手権大会の準決勝（全2試合）が組まれていた8月20日（土曜日）に、14:00開始の巨人対阪神デーゲーム（東京ドーム）中継（RFからの裏送り）を『ABCフレッシュアップベースボールスペシャル』として編成。編成に際しては「準決勝（第2試合）終了後からの放送」という条件があらかじめ付けられていたため、ABCでは第2試合の終了を受けて、15:35から巨人対阪神戦の中継に切り替えた。
    - ABCでは翌21日（日曜日）にも、RFからの裏送りによる巨人対阪神のデーゲーム中継を編成していた。一方の高校野球では、20日に準決勝の全試合を消化したことを受けて、21日を104回大会最後の休養日に充てていた。このため、21日の巨人対阪神戦では13:55からの完全中継が実現している。
    - この年の高校野球期間中における阪神のデーゲームは以上の2試合に限られていたが、当番組では2試合とも中継を放送できたことなどから、結果として「阪神のレギュラーシーズン全143試合中継」を達成した。
    - 当番組では20・21日とも、「巨人対阪神のデーゲーム中継」とQRからの裏送りによる「DeNA対広島のナイトゲーム（横浜）中継」の二本立てで編成。後者の中継については、RCCが両日、KRYが20日のみ同時ネットを実施した。

  - 2024年には、第106回全国高等学校野球選手権大会3回戦の開催日に当たる8月17日（土曜日）に、14:00開始の中日対阪神デーゲーム（バンテリンドーム　ナゴヤ）中継（CBCラジオ制作）を高校野球中継の予備カードに設定。この日は高校野球の3回戦が4試合組まれていたため、当該時間帯に3回戦が開催される場合には、中日対阪神戦中継をCBC（中京ローカル）でのみ放送することになっていた。実際には14:00の時点で高校野球が第3試合に入っていたため、ABCでは（第4試合を含めた）高校野球の中継を優先。この措置によって、2022年から当番組で続いていた「阪神のレギュラーシーズン全試合中継」が3年振りに途切れている。
    - ABCの放送対象地域である近畿広域圏では、MBSラジオが東海ラジオ制作の中日対阪神戦中継を放送。一方のABCは、文化放送の制作によるNRNナイター（横浜スタジアムのDeNA対巨人戦ナイトゲーム中継）を山口放送との2局ネットで放送することを前提に、高校野球中継を第4試合の途中（17:50）で打ち切った。ところが、阪神戦が17:50を過ぎても続いていたため、CBC制作の中日対阪神戦中継を17:55から急遽放送。この試合が延長12回の末にNPBの規定で引き分けに終わったことを受けて、18:48からNRNナイターのネットに切り替えている。
    - 高校野球の第106回大会では、3回戦の全8試合を8月16日（金曜日）と17日に開催できたことから、翌18日（日曜日）を1回目の「休養日」に充当。このように大会の日程が順調に推移していたことを受けて、ABCでは18日の午後帯を中日対阪神戦（13:30開始のデーゲーム）の中継（CBC制作）で賄った。さらに、文化放送からの裏送りによるヤクルト対広島戦（神宮）中継を、17:55から中国放送との2局ネットで放送した。

  - 2025年には、8月16・17日の巨人戦（東京ドーム）が該当。当初の計画では、16日（土曜日）開催分を高校野球3回戦中継の予備カードとして扱う一方で、高校野球の休養日が設定されていた17日（日曜日）開催分のみ巨人戦の中継を予定し、中継する場合はいずれもRFが裏送り方式で中継を制作することになっていた。しかし、10日（日曜日）に組まれていた高校野球1・2回戦が天候不良のために中止になったため、高校野球の大会日程を（予備日を含めて）同日から1日ずつ順延。この措置に沿って、16日・17日に3回戦、19日に準々決勝が開催された。その結果、上記の巨人戦については、3連戦の初戦（15日開催分のナイトゲーム）でLF制作のNRNナイター向け中継をネット受け方式で放送するのみとなり、16・17日はナイターの時間帯に「広島対ヤクルト」戦（RCC制作のNRNナイター向け中継）をネット受けした。
    - なお、16日の「広島対ヤクルト」戦はQRとMBSが中継しないこともあり、本来NRNナイター不参加（通常MBSとのネット関係を組む）のLFがネットに加わっている。そのLFは同日の「巨人対阪神」デーゲームを中継してMBSへ局間ネットしたため、デーゲームとナイターで関西地区とのネット関係が逆転する形になった。

なお、2013年から2015年の大会期間中の土・日曜日には、火 - 金曜日の『野球にぴたっと。』に相当する番組として『ABCフレッシュアップベースボール　タイガースにぴたっと。』を17:52 - 17:55に編成。当番組のスタジオ担当が、（阪神戦がナイトゲームの場合には）スターティングメンバーや、（阪神戦がデーゲームの場合には）試合の経過を手短に伝えた。なお、2013年には月曜日にも、道上洋三の出演・事前収録による『タイガースにぴたっと。』を放送していた。2016年は当該時間帯にリオデジャネイロオリンピック関連の民放ラジオ統一番組『VIVA! リオデジャネイロオリンピック』を放送するため、『タイガースにぴたっと。』を含めた高校野球4試合日の前座ミニ番組は編成されず、2017年以降は前座ミニ番組無しでそのまま開始するようになった。

#### 高校野球中継のフィラー番組『サマースペシャル』を阪神のナイトゲーム中継日の夕方に放送する場合
朝日放送ラジオでは旧朝日放送（テレビとの兼営局）時代から、午前 - 夕方帯にレギュラーで編成している自社制作番組への出演者の休暇を兼ねて、当該番組を高校野球の開催期間中に休止している。ただし、第95回全国高等学校野球選手権大会（2013年）以降の大会では休養日が少なくとも1日設定されているため、休養日には雨天順延分の試合が組み込まれない限り通常編成（レギュラー出演者の休演が大会の開幕までに決まっていた場合には代役の起用）で対応している。
その一方で、高校野球の中継が組まれている日には、中継を予定している時間帯の大半で『サマースペシャル』（朝日放送ラジオ本社スタジオからの生放送番組）をフィラー番組に設定している。阪神のナイトゲームが編成されている日に中継を予定していた高校野球の試合が雨天中止（またはノーゲーム）で順延される場合や、3試合以下の高校野球開催日で最終試合が当初の予定より早く終了した場合には、夕方帯（17:00前後から阪神のナイトゲーム中継直前までの時間帯）に放送される『サマースペシャル』に当番組のスタジオMCから1名が出演。当日までの高校野球で印象深い試合やシーンを振り返りつつ、当日のナイトゲーム中継の聴きどころなどを紹介している。以下では、2023年の第105回全国高等学校野球選手権記念大会期間中で、当番組のスタジオMCが進行する『サマースペシャル』が夕方帯に放送された事例を記す。
- 8月10日（木曜日）：甲子園球場で高校野球1回戦の3試合、東京ドームで巨人対阪神のナイトゲームが組まれていた。しかし、高校野球中継が16:55で終了したことを受けて、小早川秀樹の出演による『サマースペシャル』を17:45まで放送。『イマドキショッピング!』（木曜日の17:45 - 17:55にレギュラーで編成されている事前収録のラジオショッピング番組）をはさんで、17:55から当番組でRF制作の巨人対阪神戦中継を放送した（当日のスタジオMCは田淵麻里奈）。
- 8月15日（火曜日）：甲子園球場で高校野球3回戦の4試合、マツダスタジアムで広島対阪神のナイトゲームが組まれていた。しかし、令和5年度台風第7号が関西地方の上空を縦断することが14日の時点で見込まれていたため、15日に予定していた高校野球の全試合を16日に順延することが14日中に決まった。この決定を受けて、朝日放送ラジオでは15日の9:00 - 17:55（本来は『ドッキリ!ハッキリ!三代澤康司です』『ミルクボーイの火曜日やないか!』『ウラのウラまで浦川です』といった生ワイド番組を中心に編成している時間帯）に設定していた高校野球中継枠の大半を『サマースペシャル』に差し替え。その一方で、広島対阪神のナイトゲームが当初の予定どおり開催されることになったため、当日のスタジオMCであった田淵が当番組（RCC制作の広島対阪神戦中継＝NRNの予備カードから本番カードへの昇格分）の前に『サマースペシャル』の最終パート（17:25 - 17:55）を急遽進行した。

### ナイターオフ編成下での中継

#### 公式戦の残り試合
ABCラジオでは2009年まで、ナイターオフ編成に入る10月にも、クライマックス・セ（2006年以前は日本シリーズ）が始まるまで阪神の未消化試合を『ABCフレッシュアップベースボールスペシャル』として自社制作で可能な限り中継していた。ただし、予備日開催の最終戦（対中日戦、スカイマークスタジアムでのナイトゲーム）を放送できなかった2008年10月12日のように、放送権や編成上の事情で中継できない試合も存在していた。
しかし、2010 - 2013年のナイターオフ編成においては、後述の2011年の事例を除いて、優勝チーム決定かつ、阪神のクライマックスシリーズ進出有無が決定した場合は、原則として残りの試合は阪神戦であっても中継しなくなった（一方で競合局のMBSは2010年以降のナイターオフ編成においても、日曜デーゲームでなければ中継している）。ただし、CBCやRCCといったビジターチーム側の地元局が、ABCで中継されない阪神主催試合を中継する場合、ABC制作でこれらの局へ向けた裏送りは行っていた。特に2013年においては、それまで消化試合の放送に消極的であったCBCも中日の最終戦まで中継を行ったため、関東以外の球団所在地地元局では唯一消化試合の中継を原則行わなかったことになる。2014年と2015年は阪神の最終戦まで中継を行った。2016年から2020年はナイターオフ編成下の残り試合を中継しない方針に戻っていたが、2021年以降は阪神の最終戦まで中継を行っている。
本来月曜・金曜・土曜・日曜はNRNナイターの曜日であるが、シーズンオフ期間に雨天中止の場合の予備カードを設定する場合は、これらの曜日でもJRN系列局制作のものとなることが多い。自社制作の試合では、ネット局がない場合は原則として本来のシーズン中の曜日の速報チャイムを使用するが、2011年10月10日（月曜）の対巨人戦（東京ドーム）ではABC・MBS共にJRNの速報チャイムを使用していた（どちらかの局の不手際と思われる）。また、2011年10月15日〜16日（土・日曜）の対広島戦（甲子園）はネット相手のRCCがABC同様クロスネット局のため、NRNのチャイムを使用した。2011年10月20日（木曜）の対横浜戦（甲子園）ｄはNRN扱いの広島対中日戦（マツダ。RCC制作・SFにもネット）が予備カードとして編成された（MBSが予備カードを設定しなかったことと、CBCでの中継予定がなかったため）。
以下では2010年以降で、ナイターオフ編成期の前後に阪神が未消化の公式戦を残していた場合の対応を記す。
- 2010年：ナイターオフ編成に入った10月4日の時点で3試合を残していたが、いずれも中継を見送った。同月1日に中日のセ・リーグ優勝が決定したことに加えて、阪神もクライマックス・セへの進出を確定していたことによる。
- 2011年：3月11日に発災した東日本大震災の影響でレギュラーシーズンの開幕が4月中旬にまで延期されていたため、ナイターオフ編成に入った10月3日の時点で多数の試合を残していた。このため、ナイターオフ期間限定のレギュラー放送を予定していた『おっちゃんラジオ』（2010年度まで放送された長寿番組の『歌謡大全集』に代わる番組）の開始を日本シリーズの終了後（11月22日）まで繰り下げる代わりに、レギュラーシーズンの残り試合を放送できる体制を採った。その結果、この年は高校野球期間中の阪神戦デーゲームがなかったうえ、オフ編成突入後も順調に日程を消化したため、阪神の公式戦全144試合の中継を達成した。ちなみに、阪神のクライマックス・セ進出の可能性が消滅した10月16日の中継からは、シーズンの名場面を伝える実況音源を中継で随時再生していた。
  - この期間の火曜から金曜に中継予定試合が予備も含めて中止となった場合は、『フレッシュアップベースボール』のスタジオバージョンを放送することになっていたが、元から試合開催予定がない場合は、『パーソナリティ秋の交流戦』などの単発番組を放送して繋いだ。一方で、この期間の土・日・月曜は予備カードの補充はせず、通常の定時番組を放送することになっていた。
- 2012年：ナイターオフ編成に入った10月1日の時点で3試合を残していたが、実際に中継したのは、金本知憲の引退試合でもあった最終戦（同月9日の対DeNA戦）のみであった。9月21日に巨人のセ・リーグ優勝が決定していたことに加えて、阪神のクライマックス・セ進出の可能性も消滅していたことによる。
- 2013年：ナイターオフ編成に入った9月30日の時点で6試合を残していたが、MBSが全試合を中継したのに対して、ABCでは基本としてナイターオフ番組の放送を優先した。同月22日に巨人の優勝が決定したことに加えて、阪神も24日にクライマックス・セへの進出を3年振りに確定させていたことによる。ただし、10月1日の対中日戦については阪神主催試合のため、ABC制作でCBC向けの裏送りを実施。阪神にとってシーズン最後の主催試合で桧山進次郎の引退試合でもあった同月5日（土曜日）の対巨人戦ナイトゲーム（甲子園）については、試合終了後に引退セレモニーを実施した関係で、試合終盤の21:00からセレモニー終了後の21:55まで特別に中継した。
- 2014年：ナイターオフ編成に入った9月29日の時点で3試合を残していたが、前年までの方針とは一転して、『武田和歌子のぴたっと。』『堀江政生のほりナビ!』を短縮したうえで全試合を自社制作で中継した。この年は高校野球期間のデーゲームも高校野球開催順延の影響で中継しているため、2011年以来の阪神の公式戦全144試合中継を達成した。なお、この期間の予備カードは設定せず、中止の場合はナイターオフの定時番組を放送することになっていた。また、この年はオリックスがパ・リーグのレギュラーシーズン2位でクライマックス・パへ進出していたが、クライマックス・パの全試合まで中継したMBSと対照的に一切放送しなかった。
- 2015年：ナイターオフ編成に入った9月28日の時点で4試合を残していたが、前年と同じ編成の下で、全試合を自社制作で中継した。実際には10月2日の対ヤクルト戦（神宮）で、ヤクルトのセ・リーグ優勝が決定。この試合では、ABC・MBSとも自社制作で中継したにもかかわらず、両局ともJRNの速報チャイムを使用していた。10月4日の最終戦（甲子園の対広島戦）では、自社制作の中継（解説：桧山、実況：高野、ベンチリポート：山下）を、RCCでも2局ネットで放送することを予定していた。しかし、阪神と広島がクライマックス・セへの進出権を争っていたことを背景に、RCCが急遽甲子園球場に中継スタッフを派遣。結局、ABC制作分中継の2局ネットから、自社制作・ABCの技術協力におる中継（解説：山崎隆造、実況：石田充、リポート：一柳信行）に切り替えた（速報チャイムはABC・MBS・RCCともNRN用を使用）。
- 2016年：ナイターオフ編成に入った9月26日の時点で、3試合を残していた。『ほりナビ!』については、『堀江政生のほりXナビ』（ - ほりなびクロス）に改題したうえで、放送枠を18:00 - 21:00に変更した。阪神は同月17日の対DeNA戦に敗れたことでクライマックス・セへの進出を逃していたが、公式戦の残り試合のうち、27日（火曜日）の対ヤクルト戦（甲子園）を『堀江政生のほりXナビスペシャル』として中継。堀江も、甲子園球場の放送席からゲストとして出演した。ただし、30日（金曜日）・10月1日（土曜日）の巨人戦（甲子園）については、編成上の事情で中継を放送しなかった。
- 2017年：ナイターオフ編成に入った10月2日の時点で中日との2試合（5日と10日にナイトゲームとして甲子園で開催）を残していたが、いずれの試合も中継せず、『伊藤史隆のラジオノオト』（3日から始まった『堀江政生のほりXナビ』の後継番組）の生放送に充てた。9月18日に広島のセ・リーグ優勝が決定したことに加えて、阪神も28日にクライマックスシリーズ進出、30日にレギュラーシーズン2位（3位・DeNAとの対戦による甲子園でのクライマックスシリーズ・ファーストステージ開催）が相次いで確定したことによる。
- 2018年：ナイターオフ編成に入った10月1日の時点で、例年以上にレギュラーシーズンの未消化試合を残していた。さらに、阪神のクライマックス・セ進出の有無が確定していなかったため、自社制作で中継を継続。しかし、阪神は4日の対ヤクルト戦を終えた時点でクライマックス・セへの進出の可能性が完全に消滅したため、7試合を残して中継を打ち切った。翌5日から、『ラジオノオト』シーズン2の放送を開始。
- 2019年：ナイターオフ編成に入った9月30日（月曜日）に、8月28日に開催を予定しながらグランドコンディションの不良によって中止になっていた対中日戦が、阪神のレギュラーシーズン最終戦として組み込まれた[69]。中日・阪神の両球団で活躍した髙橋聡文の引退試合および、この年限りで阪神を退団することが決まっていた鳥谷敬の阪神におけるレギュラーシーズン最後の試合でもあったが、当番組では試合途中の19:00から中継を開始した。在京局制作のスポンサー付き事前収録番組（TBS制作の通年番組『ミラクル・サイクル・ライフ』とLF制作のナイターオフ限定番組『菊正宗ほろ酔いイブニングトーク』月曜分）が18時台に編成されていたことによる措置で、当初は21:00までの2時間を中継枠に設定していたが、実際には中継を延長したうえで試合終了まで放送した（阪神はこの試合の勝利によってクライマックス・セへの進出が確定）。
  - ABCでは本来、レギュラーシーズン中の月曜日（阪神戦を中心にNPBのナイトゲームが組まれた場合）にNRNナイターを担当するが、TBSがJRNナイターの配信業務から撤退した2018年以降は[注 87]、撤退前の制約が緩和されているため、月曜日とナイターオフ期間の金 - 日曜日は、ABCとMBSがJRN・NRN並列加盟である特性を生かしてMBSの間でJRN担当とNRN担当を交換する余地が生じている。このため、本来は中日の地元局でNRNシングルネット局のSFと、JRNシングルネット局のCBCのいずれかでも2局ネットで中継することが可能だったが、在名2局が放送を見送ったため、ABC・MBSとも関西ローカル向けに放送した[70][71]。
- 2020年：新型コロナウイルス感染拡大の影響でNPBのレギュラーシーズンが11月上旬にまで延長されていることを踏まえて、火 - 金曜日のナイトゲーム中継枠におけるナイターオフ番組（『ラジオで虎バン!』『伊藤史隆のラジオノオト』）を、当初の全日程終了翌日であった11月6日（金曜日）から生放送。阪神は同日の時点で3試合を残していたが、藤川球児がこの年限りでの現役引退を表明していたことから、藤川の引退試合として11月10日に甲子園球場で開催された対巨人戦（甲子園）と試合後の引退セレモニーを『ABCフレッシュアップベースボールスペシャル　藤川球児22年間ありがとう緊急特別番組』（実況：高野、解説：関本、ゲスト：道上）として18:00 - 22:24に放送した。
  - 中継のネットワーク体制については、10月以降も、原則としてJRN（火 - 木曜日）・NRN（金 - 日曜日）の割り当てを継続していた。
    - 金曜日の予備カードについては、JRNナイターの担当日と同じく、巨人戦を含めたセ・リーグの他カードの開催有無にかかわらずオリックス主催試合の自社制作中継を優先。オリックスのビジターゲームが対日本ハム戦（STVが中継を制作）・楽天戦（TBCがメインカードとして自社向けに中継に制作）・ソフトバンク戦（KBCが中継を制作）のいずれかに該当する場合には、NRNのビジターチーム地元局（STV・TBC・KBC）制作中継のネット受けを優先した。オリックスが臨んでいるロッテまたは西武とのビジターゲームを、LFが中継しない場合も同様に対応。
    - 10月9日（金曜日）には、メインカードであった阪神対DeNAナイトゲーム（甲子園）の雨天中止が試合前に決まったことを受けて、STVの制作による日本ハム対オリックス（札幌ドーム）ナイトゲーム中継の2局ネットに切り替えている[注 88]。
      - 10月30日（金曜日）からのDeNA対阪神（横浜）3連戦（30日のみナイトゲーム、31日・11月1日にはデーゲームとして開催）では、JRN基幹局のTBSラジオが裏送り向けに制作する中継を充当[注 89]。30日は、メインカードのDeNA対阪神戦中継ではTBS制作でありながらNRNの速報チャイムを使用した[注 90] 一方で、LF制作分の巨人対ヤクルト（東京ドーム）中継が予備カードに設定されていた[注 91][注 92]。
        - 10月30日のナイトゲームについては、LFでも中継の制作を見送ったが、予備カードの設定では金曜日における本来の割り当て（ABC＝NRN・MBS＝RFおよびJRN）を踏襲。結果として、メインカードと予備カードで割り当てが入れ替わった。

    - 甲子園球場でデーゲーム（14:00開始の阪神対ヤクルト戦）、京セラドーム大阪でナイトゲーム（18:00開始のオリックス対楽天戦）が組まれていた11月3日（火曜日・文化の日）には、両試合とも自社制作で中継。オリックス戦の中継では、楽天の地元局のTBCに加えて、地元球団の試合がデーゲーム開催だったHBC・CBC・RKBでもネット受けを実施した。
      - 実際には阪神戦が18:00まで続いていたため、試合終盤の17:55にナイトゲーム中継枠のタイトルコールと提供クレジットをはさんだうえで、阪神戦の中継をナイトゲーム中継枠の冒頭（18:05）まで延長。オリックス戦については、1回裏（オリックスの攻撃）開始のタイミングに合わせて、18:07から中継を放送した（17:57 - 18:07の時間帯は事実上TBC・HBC・CBC・RKBへ裏送り）。

    - ABCがナイターオフ編成を開始した11月6日（金曜日）には、オリックス対日本ハムのナイトゲーム（オリックスの本拠地最終戦）が京セラドーム大阪で組まれていたため、STVへの裏送り向けに中継を制作。阪神戦については、同日以降の3試合のうち、藤川球児引退試合以外の2試合（7日の対広島戦＝マツダスタジアムでのデーゲーム、11日の対DeNA戦＝甲子園球場でのナイトゲームで阪神のレギュラーシーズン最終戦）で完全生中継を見送った。ただし、11日の対DeNA戦には北條を報道素材用の実況要員として派遣していたため、1回裏（阪神の攻撃）のみ北條の実況による生中継を『ラジオで虎バン!!』内で放送している（当日のパートナーである濱中がABCラジオのスタジオから解説を担当）。
- 2021年：ナイターオフ編成の開始日を9月27日（月曜日）に設定しているが、前年に続いてNPBのレギュラーシーズンが11月上旬まで、前年に開催を見合わせたクライマックス・セが同月の中旬に組まれている。さらに、編成開始前週（9月下旬）の時点で阪神にもオリックスにもリーグ優勝の可能性が残っていたことから、10月中は阪神の公式戦を可能な限り中継。9月まではビジター相手局制作の中継で賄うことが多かった東京ドームでの対巨人戦・神宮球場での対ヤクルト戦[注 93]・マツダスタジアムでの対広島戦では、乗り込み方式による中継の自社制作を順次再開させた。実際には、阪神・オリックスとも10月中旬までにクライマックスシリーズへの進出が確定。阪神がクライマックスシリーズの突破を経て日本シリーズへ進出した場合には、11月下旬にシリーズ全試合中継の再開を予定していたが、阪神がファーストステージで敗退したことを受けて再開を見送った（詳細後述）。
  - 五輪期間中にナイトゲーム中継のレギュラー協賛スポンサーの提供を中断していたことに伴う代替措置として、ナイターオフ編成に入ってからも、10月17日の阪神対広島戦中継までは上記スポンサーの提供による通常バージョンで放送。翌18日（月曜日）の同カード中継（RCCとの2局ネットで放送）から阪神のレギュラーシーズン最終戦（26日の対中日戦＝いずれも甲子園でのナイトゲーム）中継までは、パーティシペーション（固定スポンサーなし、スポットCMか番組宣伝・朝日放送ホールディングス主催イベントの告知）による『ABCフレッシュアップベースボールスペシャル』扱いで放送している。
    - 阪神は最終戦の開始前までセ・リーグ優勝の可能性を残していた一方で、岩田稔投手の引退セレモニーを最終戦の終了後に組んでいた。当番組では、実況：山下、解説：関本、リポーター：高野という陣容で、最終戦に続いてこのセレモニーを21:58まで中継した[注 94]。
      - 最終戦の当日（10月26日）には、阪神とのゲーム差0ながら首位のヤクルトも、横浜スタジアムのナイトゲームでDeNAと対戦。ヤクルトが勝利した一方で、阪神は中日に完封負けを喫した。このため、最終戦までの残り2試合に全敗しても（引き分け試合数の差で）最終勝率が阪神を上回るヤクルトのリーグ優勝と、（ヤクルトが残り2試合に全勝しても）レギュラーシーズンの勝利数がリーグトップ（77勝）である阪神のシーズン2位が確定した。

  - ナイターオフ期間の火 - 金曜日夜間には、2020年度に続いて『ラジオで虎バン!』『伊藤史隆のラジオノオト』を編成。10月中は、阪神戦が最初から組まれていない22日（金曜日）および、阪神の最終戦翌日（27日＝水曜日）以降に『ラジオノオト』の3時間バージョンを放送している[注 95]。なお、阪神・オリックスともポストシーズンへの進出が決まったことに伴って、『ラジオで虎バン!』と『ラジオノオト』（2時間バージョン）の放送再開は両チームのポストシーズン終了後にまで持ち越されている。
    - （オリックス・ロッテ・楽天に可能性のあった）パ・リーグの優勝チームが18日までに確定した場合には、阪神対ヤクルトの2連戦と阪神対中日戦が甲子園球場で組まれている19 - 21日に、『ラジオノオト』を雨傘番組に設定することを予定していた。しかし、18日までにパ・リーグの優勝チームが決まらなかったことから、この設定を取り消し。19日・20日にはオリックス対楽天戦（19日にオリックスが勝利したことで楽天優勝の可能性が完全に消滅）、21日にはオリックス対西武戦（いずれも京セラドーム大阪）を予備カードに採用した。
    - オリックスは優勝マジックを1度も点灯させないまま、10月25日（月曜日）の対楽天戦で勝利したことによって、レギュラーシーズンの全日程を首位で終了。この時点で2位ながらマジック3のロッテは27日（水曜日）以降に3試合を残していたが、1試合でも敗れれば残りの試合に全勝しても最終勝率でオリックスの.560を上回れないことから、オリックスの優勝が決まることになっていた。結局、ロッテが同日の対楽天戦（いずれも楽天生命パーク）に敗れた20:56に、オリックスの優勝が確定した。
      - ABCラジオでは10月27日に、『伊藤史隆のラジオノオト』の3時間バージョンを18:00から生放送（当日のパートナーは阪急時代からのオリックスファンである笑福亭松喬）。伊藤が楽天対ロッテ戦の途中経過を放送中に随時紹介したほか、オリックスの首脳陣・ナインが優勝の決定に備えて待機する京セラドーム大阪（ABCテレビ・ラジオ共通の特設ブース）に（『キャスト』向けの取材を兼ねて）佐藤修平を派遣したうえで、佐藤による中継リポートを19:40頃から数分間放送した。実際にはロッテの敗戦（20:56）がエンディングパートと重なったため、観客を入れずに実施された中嶋聡監督などの胴上げまでは中継できなかったが、オリックス球団公式応援歌の「SKY」を流しながら優勝決定の一報をスタジオから伊藤が伝えた。21:00から放送の『ABCニュース』でも、かつて当番組で実況していた担当アナウンサーの戸石が、オリックスの優勝決定を冒頭で速報。NPBレギュラーシーズンの最終日に当たる11月1日（月曜日）には、『優勝おめでとう!60分まるまるオリックス・バファローズ!!』という特別番組を20時台に放送した（詳細後述）。
- 2022年：ナイターオフ編成の開始日を9月26日（月曜日）に設定していて、当初は翌27日（火曜日）から『伊藤史隆のラジオノオト』を3時間バージョンで放送することを予定していた。しかし、阪神が26日の時点で公式戦を3試合（ビジターで2試合・ホームで1試合）残していたため、『ABCフレッシュアップベースボールスペシャル』扱いで全試合を自社制作で中継する方針に切り替えた。このため、『ラジオノオト』の3時間バージョンは、阪神戦が最初から組まれていない28日（木曜日）と30日（金曜日）に放送。阪神のレギュラーシーズン最終戦が「9月19日開催予定分の中止に伴う追加日程」扱いで10月2日（日曜日）の対ヤクルト戦（甲子園）になったことに加えて、阪神のクライマックスシリーズ進出が10月1日（土曜日）に決まったことを受けて、4日（火曜日）以降の火 - 金曜日には阪神がポストシーズンを終えるまで『ラジオノオト』の3時間バージョンを阪神戦のない場合に編成している。
  - この年の当番組では、「完全中継」ではないものの、第104回全国高等学校野球選手権大会（阪神の夏季長期ロード）期間中に組まれていた巨人とのデーゲームでRFラジオ日本への委託制作分の中継をすべて放送（詳細前述）。さらに、10月2日のレギュラーシーズン最終戦（前述）は、MBSラジオが競馬中継を優先している日曜日の午後にデーゲームとして組まれた。結果として当番組では、阪神ビジターゲームの大半で中継の制作をホームチームの地元局に委ねながらも、阪神のレギュラーシーズン全143試合の中継を放送できた。
- 2023年：阪神が9月14日の対巨人戦（甲子園）、オリックスが同月20日の対ロッテ戦（京セラドーム大阪）での勝利によってリーグ優勝を決めていたが、朝日放送ラジオ（ABC）では阪神・オリックスの動向にかかわらずナイターオフ編成の開始日を10月2日（月曜日）に設定。当初は阪神のレギュラーシーズン最終戦が10月1日の対広島戦（マツダスタジアムでのデーゲーム）になっていたため、当番組ではこの試合を自社制作で中継することによって、レギュラーシーズン中の放送を終えることを想定していた。しかし、9月22日（金曜日）に予定されていたヤクルト対阪神戦（神宮球場でのナイトゲーム）の雨天中止を受けて、NPBはこの試合の開催日を10月4日（水曜日）に振り替える（予備日を翌5日を設定する）ことを9月23日に発表。ABCでは10月2日からクライマックスシリーズ開幕の前日（17日）までナイターオフ番組の放送を優先する方針を立てていたが、上記の発表を受けて、10月4日にヤクルト対阪神のナイトゲームを「実況：中邨、解説：下柳」という陣容で中継した（放送上の扱いはオールスポットによる『ABCフレッシュアップベースボールスペシャル』）。この中継は文化放送からの技術協力を受けて制作されたが、ベンチリポーターを付けない代わりに、「阪神球団の広報から発表された選手のコメントを中邨が随時読み上げる」という措置が講じられた。
  - 9月20日にはオリックス対ロッテ戦と阪神対巨人戦（甲子園）が同じ時間帯に組まれていたため、当番組では阪神戦の関西ローカル向け中継（実況：伊藤史隆、解説：関本、ベンチリポート：中邨）を本番カード、オリックス戦の関西ローカル向け中継（実況：大野、解説：湯舟）を第1予備カードに設定。阪神戦の最中にオリックスの勝利が濃厚になった場合には、阪神戦の展開にかかわらず、オリックス戦の中継を試合終了の直前から放送する体制を講じていた。実際にはオリックスが8回裏を終えた時点でロッテに4点の差を付けていたことに加えて、阪神戦が終了する前にオリックスによる（2021年からの）3連覇が決まる可能性が高まったため、当番組では阪神戦の終盤（9回表の攻撃中）にオリックス戦の中継へ切り替えることによって3連覇の達成をリアルタイムで伝えられた。もっとも、オリックス戦中継の放送中に阪神対巨人戦が終了したため、阪神が「レギュラーシーズンにおける巨人戦での通算18勝」という球団初の快挙を達成したシーンまでは放送できなかった[注 96]。
  - 阪神戦自体は、第105回全国高等学校野球選手権大会期間中のデーゲーム中継をすべて放送できたこと（詳細前述）もあって、10月4日の最終戦（前述したヤクルトとのナイトゲーム）をもってレギュラーシーズン全143試合の中継を2年連続で達成している。
- 2024年：ナイターオフ編成の開始日を9月30日（月曜日）に設定していたが、同月12日（木曜日）に組まれていた阪神対DeNA戦（甲子園）が雨天で中止になったことに伴って、NPBではこの試合を「レギュラーシーズンにおける阪神のホーム最終戦」として30日に振り替え開催。朝日放送ラジオでは、阪神のレギュラーシーズン残り2試合（30日と10月3日の対DeNA戦）の中継枠を確保していて、両試合とも自社制作（横浜スタジアムで組まれていた10月3日開催分ではTBSラジオの技術協力による乗り込み方式）で中継した。
  - 実際にはいずれの試合も21:00までに決着しなかったが、当番組は中継を20:56まで放送した後に、スタジオからのエンディングパートをはさんで21:00に終了した。阪神が9月29日に（クライマックスシリーズのファーストステージを甲子園球場で開催できる）レギュラーシーズン2位を確定させていたことや、朝日放送ラジオが2024年度のナイターオフ編成から月 - 木曜日の21:15 - 23:30に「ツギハギ」（自社制作の生放送番組を包括するレーベル枠）を新設したことに伴って、9月30日を『月曜ツギハギ・ヤーレンズのダダダ団！』、10月3日を『木曜ツギハギ・国山ハセンのまじマジ』の初回放送日に充てていたことによる。このような事情から、9月30日の阪神対DeNA戦中継では、試合後のレギュラーシーズン閉幕セレモニー、秋山拓巳（この年限りでの現役引退を表明していた阪神の投手）に対するナインからの胴上げ、秋山による場内一周の模様を生放送で伝えられなかった。

#### クライマックス・セ
2007年からセントラル・リーグに導入された2段階プレーオフ制度（クライマックス・セ）については、阪神が進出した場合を中心として、該当試合（ナイトゲーム）を『ABCフレッシュアップベースボール クライマックスシリーズ実況中継』として放送。阪神のシーズン最終順位が4位以下の場合や、阪神がファーストステージ（2009年までは第1ステージ）で敗退した場合の対応は年によって異なっていたが、2016年以降は阪神が関与する試合のみの中継に絞り込んでいる。
- 阪神がシーズン3位で第1ステージへ進出した2007年には、ナゴヤドームで実施された第1ステージ（対中日戦、10月13日〜14日の2試合）をABCが自主制作して中継。しかし、第2戦で阪神のステージ敗退が決まったため、第2ステージの3試合（10月18日〜20日、東京ドームの巨人-中日戦）については一切中継しなかった。
- 阪神がシーズン2位で第1ステージへ進出した2008年には、地元・京セラドーム大阪で実施された第1ステージ（対中日戦、10月18日〜20日の3試合）を中継。1勝1敗で迎えた第3戦で阪神のステージ敗退が決まったが、第2ステージの4試合（10月22日〜25日、東京ドームの巨人-中日戦）については前年と違い全試合自社制作で完全中継した。
- 阪神がシーズン4位でクライマックス・セへの出場を逸した2009年には、第1ステージ（10月17日〜19日、ナゴヤドームの中日-ヤクルト戦3試合）・第2ステージ（10月21日〜24日、東京ドームの巨人-中日戦4試合）ともに中継せず、10月5日開始のナイターオフ編成を継続。在阪ラジオ局の聴取率調査週間と重なったこともあって、自社制作のナイターオフ番組で連日「ABCラジオ　秋のジューシーデイズ」キャンペーンを展開していた。ちなみにMBSラジオでは、クライマックス・セの全7試合を、『MBSタイガースナイタースペシャル』として自社制作で中継している。
- 阪神がシーズン2位でファーストステージへ進出した2010年には、地元の甲子園でのファーストステージ（対巨人戦、10月16日〜17日の2試合）を生中継した。第2戦で阪神のステージ敗退が決まったが、ファイナルステージの4試合（10月20日〜23日、ナゴヤドームの中日-巨人戦）についても、2008年同様に全試合自社制作で完全中継した。
- 阪神がシーズン4位でクライマックス・セへの出場を逸した2011年には、前述のように日本シリーズ終了までナイター中継をレギュラー編成としていたため、ファーストステージの3試合（10月29日〜31日、神宮球場のヤクルト-巨人戦）をニッポン放送からの裏送り、ファイナルステージの5試合（11月2日〜6日、ナゴヤドームの中日-ヤクルト戦）を第1・2戦はCBCから、第3戦以降はSFからのネット受けで全試合完全中継した。
- 阪神がシーズン5位に終わり、早い段階でクライマックス・セへの出場を逸した2012年も完全中継は実施。ファーストステージの3試合（10月13日〜15日、ナゴヤドームの中日-ヤクルト戦）はCBCからのネット受けで放送。ファイナルステージの6試合（10月17日〜22日、東京ドームの巨人-中日戦）については、在阪ラジオ局の聴取率調査週間と重なったこともあって、第3戦までは自社制作で中継したが、第4戦以降はTBSラジオからのネット受けで放送した（MBSは聴取率調査週間の終了する第5戦まで自社制作）。なお、ネット受けとなった試合のうち、ファーストステージの第3戦と、ファイナルステージの第4・5戦についてはABCのスタジオに自社の解説者・アナウンサーを配置し、イニング間にスタジオトーク（試合解説）を交えて放送した。
- 阪神がシーズン2位でファーストステージへ進出した2013年には、地元の甲子園でのファーストステージ（対広島戦、10月12日〜13日の2試合）を、CBCラジオにもネットして生中継した。しかし、第2戦で阪神のステージ敗退が決まったため、ファイナルステージの3試合（10月16日〜18日、東京ドームの巨人-広島戦）についてはTBSラジオからのネット受け形式で中継した。
- 阪神がシーズン2位でファーストステージへ進出した2014年には、地元の甲子園でのファーストステージ（対広島戦、10月11日〜12日の2試合）を、前年同様にCBCラジオにもネットして生中継した。第2戦で阪神が1勝1分でファイナルステージ進出を決めたため、その東京ドームでのファイナルステージ（対巨人戦、10月15日〜18日の4試合）も全試合自社制作で生中継した。
- 阪神がシーズン3位でファーストステージへ進出した2015年には、東京ドームでのファーストステージ（対巨人戦、10月10日〜12日の3試合）をABCが自主制作して中継。このカードは全試合デーゲームであることから地元局であるTBSラジオが一切中継を行わないため、ABCの乗り込み中継がJRN系列局向け中継（厳密には個別の番販ネット扱い）となり、CBCラジオへもネットされた。12日の中継は月曜開催だからか、JRN単独局のCBCにネットしていながらNRNの速報チャイムを使用していた（前日まではJRNチャイムを使用。逆に前日までNRNのチャイムを使用したMBSがJRNチャイムを使用したが、こちらはネット局がなかった為問題なかった）。第3戦で阪神のステージ敗退が決まった後のファイナルステージ（神宮球場のヤクルト-巨人戦、10月14日〜17日の4試合）はNRN独占のヤクルト主催試合の放送権の関係上レギュラーシーズンに準じてMBSとのネット振り分けが行われ、16日（金曜）の第3戦と19日（月曜）の第6戦はLF自社（とSF）向けをネット受けし、17日・18日（土・日曜）の第4・5戦はABCがLFの技術協力で乗り込み自社制作、その他の試合はLFからABC向けの裏送りで放送する予定が組まれたが、第4戦でヤクルトの日本シリーズ出場が決定した。
- 阪神がシーズン4位でクライマックス・セへの出場を逸した2016年には、ファーストステージ（10月8日〜10日、東京ドームの巨人-DeNA戦3試合）・ファイナルステージ（10月12日〜15日、マツダスタジアムの広島-DeNA戦4試合）ともに中継せず、9月26日開始のナイターオフ編成を継続。このため、2009年以来のクライマックスシリーズ中継なしとなった。これは、ファーストステージが在京球団同士のデーゲームとなり、LF以外の民放ラジオ局で中継されないことも要因としてあげられる。
- 阪神がシーズン2位でファーストステージへ進出した2017年には、甲子園でのファーストステージ（対DeNA戦、10月14日〜17日の3試合）を、ABCの自社制作で関西ローカル向けに中継。第3戦で阪神のステージ敗退が決まったため、ファイナルステージ（マツダスタジアムの広島-DeNA戦）については中継を一切放送せず、10月2日開始のナイターオフ編成を優先している。ただし、阪神がファイナルステージへ進出した場合には、同ステージの全試合をABCの自社制作で関西ローカル向けに中継する予定だった。
- 阪神がシーズン最下位に沈んだ2018年は、2016年同様にファーストステージ（10月13日〜14日、神宮球場のヤクルト-巨人戦2試合）・ファイナルステージ（10月17日〜19日、マツダスタジアムの広島-巨人戦3試合）ともに中継せず、10月5日開始のナイターオフ編成を継続した。
- 阪神がシーズン3位でクライマックス・セへ進出した2019年には、横浜スタジアムでのファーストステージ3試合（10月5日～7日の対DeNA戦）を自社制作で中継。阪神がファーストステージを突破したため、東京ドームでのファイナルステージ4試合（10月9日～13日の対巨人戦）でも、ファーストステージと同様に対応した。
- クライマックス・セが2年振りに復活した2021年には、阪神のクライマックス・セ、オリックスのクライマックス・パ進出が10月中旬までに確定。クライマックス・セではシーズン2位の阪神が甲子園球場で3位・巨人とのファーストステージ（11月6日から最長で8日まで開催）に臨むことが決まっていたため、ABCラジオでは全試合を自社制作で中継したが、阪神は第1戦からの2連敗によってファーストステージで敗退した。
- 阪神がシーズン3位でファーストステージへ進出した2022年には、シーズン2位・DeNAとのファイナルステージ（10月8日から10日まで横浜スタジアムでデーゲームとして開催）を、ABCの自社制作・TBSラジオの技術協力で関西ローカル向けに中継。阪神がファーストステージを10日の第3戦で突破したことから、12日（水曜日）からヤクルトとのファイナルステージ（神宮球場でのナイトゲーム）全試合をABCの自社制作・QRの技術協力で中継している。
  - この年はオリックスもリーグ2連覇でクライマックス・パのファイナルステージ（京セラドーム大阪でのナイトゲーム）に臨んでいるが、ABCラジオでは裏送り向けの制作・技術協力を担うクライマックス・パのファイナルステージ中継（詳細後述）を自社向けの予備カードに設定せず、第1戦から第3戦までは『伊藤史隆のラジオノオト』の3時間バージョン、第4戦が15日（土曜日）に発生（伊藤がラジオ中継の実況を担当）した場合には『山下剛のナイスじゃナイト!』を雨傘番組として待機させていた。しかし、阪神が第1戦からの3連敗で日本シリーズへの進出を逃したため、第4戦は発生しなかった。
  - ファイナルステージの中継に際しては、2021年からセ・パ交流戦終盤の中継で実施している「阪神タイガース徹底応援キャンペーン」（詳細前述）を、関西地区の聴取率調査期間ではないにもかかわらず特別に再開。「阪神タイガースCS突破応援キャンペーン」と称して、ファイナルステージ1試合につき「阪神の得点数×1万円（＋阪神が勝利した場合には勝利ボーナス10万円）」分の現金を、希望するリスナーから抽選で贈呈するプレゼント企画を全3試合で実施していた。このキャンペーンでは交流戦期間中のキャンペーンと違って応募に必要なキーワードを設定せず、試合ごとに設けられた「67コール」専用の電話番号でのみ中継翌日の17:00まで応募を受付。当日分の受付電話番号を中継の冒頭に発表したうえで、1回の応募につき55円の通話料を要することを条件に、受付時間内であれば1つの番号（携帯電話かスマートフォン）から複数回の応募を認めている。もっとも、実際には阪神が1勝もできずにファイナルステージで敗退したため、現金1万円を抽選で総得点数（7）と同じ人数の応募者へ贈呈するだけに終わった[注 97]。
- 阪神がリーグ優勝チームとしてファイナルステージから参加した2023年には、レギュラーシーズン2位の広島がDeNA（3位）とのファーストステージ（当番組では試合中継を未放送）を突破したことを受けて、10月18日（水曜日）から甲子園球場で開催されたファイナルステージ（阪神対広島戦）の全試合を自社制作・RCCとの2局ネットで中継している。実際には、阪神が第1戦からの3連勝によって、2014年以来9年振りに日本シリーズへ進出。
  - ファイナルステージの中継に際しては、前年の同ステージ中継と同じ要領で「阪神タイガース徹底応援キャンペーン」を関西ローカル向けに実施していたため、スタジオアシスタントがキャンペーンへの応募要領（当日分の応募受付専用の電話番号など）を関西ローカル向けの放送（3回裏・5回裏・7回裏の終了後とエンディングのスタジオパート）で発表していた。なお、イニング間での発表中に試合が再開された場合には、実況アナウンサーがRCCへの裏送り向けに実況を始めることで対応。実際には阪神が無敗（第1戦からの3連勝＋「リーグ優勝チームとしてのアドバンテージ」としての1勝分）でファイナルステージを突破したほか、3試合での阪神の総得点が10であったことから、リスナープレゼント向けの賞金は総額で40万円にまで達した[注 98]。
- 阪神がレギュラーシーズン2位でファーストステージから参加した2024年には、DeNA（レギュラーシーズン3位）との同ステージ（甲子園球場でのデーゲーム）全試合を、10月12日（土曜日）から自社制作で中継。実際には阪神が第1戦からの2連敗によってファーストステージを突破できなかったため、2017年以降の方針に沿って、ファーストステージの第2戦（13日）をもってこの年のプロ野球中継を終えた。

#### クライマックス・パ
ABCの本社がある大阪市内の京セラドーム大阪をオリックスが本拠地として使用しているにもかかわらず、（クライマックス・セが開催されなかった）2020年をはさんで、クライマックス・パの中継をビジター地元局の制作分を含めて一切放送していない。以下では、オリックスも阪神もクライマックスシリーズへ進出した年の対応を記す。
- オリックスがシーズン2位で3位・日本ハムとのファーストステージに進出した2008年には、自社制作によるクライマックス・セ全試合中継の放送（詳細前述）を優先した関係で、会場の京セラドーム大阪へ乗り込んで自社で中継した在道・在京ラジオ局への技術協力に限定。MBSラジオでも同様に対応したが、オリックスは第1戦からの2連敗によってファーストステージで敗退した[注 99]。
- オリックスがシーズン2位で3位・日本ハムとのファーストステージに進出した2014年には、前述したように阪神のクライマックス・セ全試合の中継を優先した関係で、文化放送への裏送り向けにファーストステージ全試合の中継を制作するだけにとどまった[注 100]。
- 2021年には、リーグ優勝チームのオリックスがファイナルステージ（全試合が京セラドーム大阪でのナイトゲーム）にのみ参加することが確定していた一方で、リーグ2位の阪神がファーストステージで敗退。クライマックス・パでは、オリックスとファーストステージの突破チーム（実際にはリーグ2位のロッテ）によるファイナルステージが、11月10日（水曜日）から最長で15日（月曜日）まで組まれていた。実際には12日（金曜日）の第3戦で決着したものの、ABCラジオではオリックスのリーグ優勝記念特別番組を放送していながら、10 - 12日の試合の時間帯に『ラジオで虎バン!』と『伊藤史隆のラジオノオト』を編成。試合経過の速報を、両番組の中で随時伝えるだけにとどめた[注 101]。
  - オリックスは、優勝チームとしてのアドバンテージ（1勝分）をあらかじめ与えられていたことに加えて、第1戦からロッテに2連勝。第3戦では、1点ビハインドの9回裏無死1・2塁から小田裕也の適時二塁打で同点に追い付いたところで、「レギュラーシーズンでの上位チームを優先する」というクライマックスシリーズの規定が適用された。この規定によってコールドゲーム扱いで試合が打ち切られたため、オリックスは（前述したアドバンテージの1勝分を含めた）3勝1分という成績で日本シリーズへの進出を決めた。
- 2022年には前年に続いて、リーグ優勝チームのオリックスが、ファーストステージを突破したソフトバンク（レギュラーシーズン2位）とのファイナルステージ（京セラドーム大阪で18:00開始のナイトゲーム）に10月12日（水曜日）から臨んでいた。ABCラジオでは、オリックスのリーグ優勝記念特別番組として、『オリックス・バファローズ　今年こそ日本一だスペシャル!』を同月10日（月曜日・スポーツの日）の20:00 - 20:45に生放送。ファイナルステージについては、全試合でKBCが乗り込み方式で自社向けに制作する中継の技術協力に限っていたが、オリックスは15日（土曜日）の第4戦に勝利したことによって日本シリーズへの進出を決めた[注 102]。
- 2023年には、オリックスがレギュラーシーズンで3連覇を達成したことに加えて、阪神がセ・リーグで18年振りに優勝。両リーグともクライマックスシリーズ・ファイナルステージの試合を同じ時期に組んでいたが、当番組ではクライマックス・セの試合中継を優先する一方で、京セラドーム大阪で組まれているクライマックス・パの試合（レギュラーシーズン2位からファーストステージを突破したロッテとのナイトゲーム）中継を制作せず、予備カードにも設定していない。このため、屋外球場（甲子園球場）で組まれているクライマックス・セの試合が中止の場合に、通常編成へ復帰することが告知されていた。
  - 実際には、クライマックス・セのファイナルステージが第3戦で終了したものの、どの試合も中止に至らなかった。クライマックス・パのファイナルステージでは、オリックスが（リーグ優勝チームとしてのアドバンテージの1勝分を含む）3勝1敗で第3戦（10月20日）を終えた後に、翌21日の第4戦で勝利したことによって3年連続の日本シリーズ進出を決定。阪神がクライマックス・セのファイナルステージを第3戦で突破していたことも相まって、関西勢の球団同士が日本シリーズで1964年（当時大阪球場に本拠地を置いていた南海ホークスが阪神と対戦）以来59年振りに対戦することが確定した。

ちなみに、阪神がクライマックス・セに出場できない一方で、オリックスがクライマックス・パに進出した場合の対応については、2024年に至るまで実例がない。

#### 日本シリーズ
2018年までは、阪神の進出いかんにかかわらず全試合を中継。プロ野球中継のタイトルを『フレッシュアップベースボール』に変更してからは、『ABCフレッシュアップベースボール 日本シリーズ実況中継』として放送していた。なお、阪神・オリックスがシリーズへ出場した場合には、関西ローカル向けに全試合を自社制作で中継。JRN・NRN系列局が制作する関西以外の地方向け中継にも、ベンチサイドリポーターとしてABCのアナウンサーを派遣していた。

2017年までは、第1・2・6・7戦をJRN（TBSラジオ受け持ち）、第3 - 5戦をNRN（西暦偶数年は3,5戦はニッポン放送、4戦は文化放送受け持ち、西暦奇数年の3,5戦は文化放送、4戦はニッポン放送受け持ち）の各ラインで中継していた（MBSとは逆の関係）。
ソフトバンクと広島が対戦した2018年には、TBSラジオが中継の放送業務から撤退してから最初の日本シリーズでもあったため、第1・2・6・7戦をニッポン放送との個別扱いによる2局ネット、第3 - 5戦を文化放送および系列各局受け持ちのNRNラインによる中継で賄っていた。
しかし、2019年から、日本シリーズの編成方針を転換。「オリックスが日本シリーズに出場できても、阪神が出場できなければ自社では中継を一切放送しない」という対応に切り替えた。また、ABCは阪神・オリックス出場の主管試合に限り、第1・2・6・7戦のNRN全国中継を制作することになった（阪神不出場・オリックス出場の場合、オリックス主管試合は裏送り）。
阪神がクライマックス・セ ファイナルステージで敗退、オリックスがレギュラーシーズンを最下位で終えた2019年の日本シリーズでは巨人とソフトバンクがドーム球場でのナイトゲームのみで対戦したため、他局が制作する中継のネット受けを一切実施せず、ナイターオフ期間の通常編成を優先させた。
東京オリンピックの開催が予定されていた2020年には、2012年以降当該期間（7月）に組まれていた都市対抗野球大会を、東京ドームで11月22日から12月3日まで実施することがあらかじめ決まっていた。しかし、新型コロナウイルス感染拡大の影響による東京オリンピック開催とレギュラーシーズン開幕の延期に伴って、日本シリーズと都市対抗野球大会の期間が重複。さらに、東京ドームを本拠地に使用する巨人には、同ドームでの対阪神戦に勝利した9月15日からセ・リーグの優勝マジックが点灯していた。NPBでは以上の事態を踏まえて、巨人がセ・リーグ優勝を経て日本シリーズへ出場した場合のセ・リーグ側ホームゲーム（第1・2・6・7戦）の会場を、10月5日の理事会で検討。その結果、本来なら東京ドームを使用するセ・リーグ主催の全試合を、京セラドーム大阪で開催すること を決定した。結局、10月30日に巨人のセ・リーグ優勝が決まったことに伴って、セ・リーグ側ホームゲームの会場が京セラドーム大阪に確定。前日（29日）にはオリックスのパ・リーグ最下位が確定したため、ABCでは前年（2019年）同様に日本シリーズ中継の放送をしなかった。ただし、QRが関東ローカル（非NRN）・KBCが北部九州（福岡・佐賀両県）ローカル向けに制作したセ・リーグ側ホームゲームの中継には、京セラドーム大阪の地元局として制作協力扱いで関与している。
2021年には、阪神・オリックスともクライマックスシリーズに進出。阪神がファーストステージで敗退した一方で、オリックスがファイナルステージの突破によって、ヤクルトと共に日本シリーズへの進出を決めた。日本シリーズでは第1戦・第2戦を京セラドーム、第6戦・第7戦が発生した場合にほっともっとフィールド神戸で開催したが、朝日放送ラジオでは（後述の事情による特例で東京ドームを使用した第3 - 5戦を含めて）全試合の中継を見送る方針を立てていた。その一方で、前述の通りパ・リーグ（オリックス）主管試合のNRN全国中継担当局として、第1・2戦および、第6戦以降の試合が発生した場合の中継をQRとNRN系列局への裏送り向けに制作する体制を設定。実際には、第6戦まで以下の陣容で中継を制作した（MBSでは自社制作で関西ローカル向け／LFではMBSの技術協力による自社制作で関東ローカル向けに中継）。
11月20日（土曜日＝第1戦）解説：福本豊、実況：福井治人、ベンチリポート：横山太一
11月21日（日曜日＝第2戦）解説：岡田彰布、実況：横山太一、ベンチリポート：福井治人
11月27日（土曜日＝第6戦）解説：福本豊、実況：高野純一
実際には第6戦で決着したが、11月28日（日曜日）に第7戦が発生した場合には、解説：濱中治、実況：山下剛という陣容で中継を予定していた。なお、解説者は濱中を含めて、阪急→オリックスOBの朝日放送テレビ解説者で統一した。
2022年には、前年に続いてヤクルトとオリックスが日本シリーズへ進出。セ・リーグ（ヤクルト）の主管試合に神宮球場（前年のシリーズでは日程が明治神宮野球大会と重なったために使用が見送られたヤクルトの本拠地）、パ・リーグ（オリックス）の主管試合に京セラドーム大阪だけを使用することを前提に、第1・2戦を10月22・23日（土・日曜日）に神宮球場、第3 - 5戦を25 - 27日（火 - 木曜日）に京セラドーム大阪、第6・7戦を29日（土曜日）・30日（日曜日）に神宮球場で開催することが確定していた。実際には第2戦が延長12回でも決着せずに（日本シリーズの規定に沿って）「引き分け」と扱われたことから、第7戦でも決着しない場合には延長無制限の第8戦を31日（月曜日）に神宮球場で予定していたが、朝日放送ラジオでは自社で中継を一切放送しなかった。その一方で、第3 - 5戦ではMBSラジオが自社と（文化放送を含む）NRN加盟局向けに中継を制作。いずれの中継もNRNナイター非参加局（HBC・CBC・RKB・RBC）で放送されなかったため、朝日放送ラジオでは裏送り向けの中継も制作しなかったが、非NRN扱いでの乗り込み方式で関東ローカル向けに制作するニッポン放送の中継に技術協力扱いで関与している。
2023年の日本シリーズでは、阪神とオリックスが進出したことを受けて、朝日放送ラジオがオリックス主管分（第1戦・第2戦・第6戦・第7戦＝京セラドーム大阪で開催）・阪神主管分（第3戦 - 第5戦＝甲子園球場で開催）とも全試合で中継を制作。「シニアアナウンサー」の中邨が第2戦・伊藤が第4戦の実況を担当したほか、西暦奇数年の中継ルールに沿って、文化放送でも全試合で放送した。
第1・2・6・7戦の中継は「NRNナイター」と扱われていたが、第2戦以外の中継は東海ラジオ（SF）と西日本放送ラジオ（RNC）の4局ネット、第2戦のみSFとの3局ネットで放送された。その一方で、第3・4・5戦の中継は「NRNナイター」に非該当でネット局も文化放送のみにとどまった。
阪神がクライマックス・セのファーストステージで敗退、オリックスがレギュラーシーズンを5位で終えた2024年には、2019年と同様にナイターオフ期間の通常編成を優先させる予定。

## 出演者

### 解説者
●：サンテレビの中継にも、（テレビ中継における）同局の専属扱いで出演。
▲：サンテレビの中継にも、朝日放送テレビからの出向扱いで出演。
■：朝日放送の旧法人時代（近鉄球団が存在していた2004年まで）に、『近鉄バファローズアワー』内の近鉄戦中継でも解説。
☆：2021年以降の中継には、オリックス戦でのみ解説を担当（『ラジオで虎バン!』などの阪神関連番組への出演は継続）。

一部の人物は、オリックスの公式戦（京セラドーム大阪・ほっともっとフィールド開催分）において、朝日放送ラジオがビジター地元局（HBCラジオ、STVラジオ、文化放送、KBCラジオ、RKBラジオ、ニッポン放送〈主に金曜開催の交流戦での阪神ビジターゲームの裏カードの対巨人戦NRN全国中継〉、CBCラジオ〈交流戦の対中日戦のおよび、中日戦非開催時のRKBラジオ・HBCラジオ向けのネット参加〉、東海ラジオ〈交流戦の対中日戦〉、RCCラジオ〈交流戦の対広島戦〉）への裏送り向けに制作する中継や（裏送りではなく）自社向けの予備カードとして待機させる中継にも出演。
- 福本豊●（1992年 - 1997年、2000年 - ）
- 中田良弘●☆（1995年 - 。2010年からはABCテレビの中継も担当）
- 真弓明信●（1996年 - 1999年、2005年 - 2008年、2012年 - 。パ・リーグに加盟していた地元球団の太平洋クラブライオンズでプロ野球選手としてのキャリアを積み始めていながら、阪神の一軍監督を経て復帰後のオリックス戦中継では、原則として2013年までJRN/NRNの本番カードとして扱われる巨人との交流戦にしか出演していなかった。2014年からは、地元局・RKBおよびKBC向けの裏送り方式で制作される対ソフトバンク戦中継でも、解説を随時担当）
- 中西清起（1997年 - 2003年、2016年 - ）
- 湯舟敏郎☆（2004年 - 2011年、2015年 - ）
- 赤星憲広（2010年 - 。当初はゲスト解説だったが、2011年よりラジオのみ専属契約[73]。日本テレビ・読売テレビの解説も兼務）
- 矢野燿大▲（2011年 - 2015年、2023年 - 。 ABCラジオでは、阪神捕手時代の2004年からオフシーズンに『矢野燿大のどーんと来い!!』のパーソナリティを務めていて、阪神に指導者として復帰していた2016年 - 2022年にも出演を続けていた。4年間の一軍監督生活を終えたうえで解説者に戻った2023年以降は、ABCグループとの専属契約の対象をラジオに限定。テレビについては本数契約扱いで、ABCの阪神戦中継に加えて、毎日放送・関西テレビ放送・NHK大阪放送局が制作する阪神戦や、メ～テレが制作する中日戦の中継にもゲスト解説者扱いで出演している。2023年10月からは、ラジオ関西で毎週月曜日の20:00 - 20:30に放送される収録番組『矢野燿大・杉浦誠司・背尾匡徳のオレたちの夢!』のパーソナリティを通年で担当しているため、月曜日に阪神のナイトゲームが組まれた場合には当番組へ出演できない）
- 濱中治▲（2012年 - 2014年、2020年 - 。2022年NPBレギュラーシーズン中の5月23日から、関西独立リーグ・和歌山ファイティングバーズ→和歌山ウェイブスのゼネラルマネジャーを兼務）
- 下柳剛▲（2013年 - ）[注 113]
- 桧山進次郎▲（2014年 - ）
- 関本賢太郎▲（2016年 - ）

予備カード・裏送りのみ
- 梨田昌孝（2024年 - 。同年よりNHK専属から外れた（本数契約でのNHKへの出演は継続）ため、4月12日のオリックス対日本ハム戦のSTVラジオ向け裏送り（実況：山下剛）を皮切りに、阪神戦雨天予備ならびにビジター局裏送りのオリックス戦に限定して担当を開始。このため、番組公式サイトでは紹介されていない）

#### 過去の解説者
- 芥田武夫（1952年、1958年 - 1966年）
- 有田修三▲■（2000年 - 2011年、2013年 - 2021年）
- 伊藤文隆●（2009年 - 2010年。ラジオのみ出演）
- 稲尾和久▲（1982年 - 1983年、1987年 - 1999年）
- 江夏豊（1991年6月13日のヤクルト対阪神戦などでゲスト解説。日本テレビ・ラジオ日本等にも出演）
- 仰木彬（1993年、2002年 - 2004年。1993年のみ九州朝日放送と兼任）
- 岡田彰布▲（2009年、2013年 - 2022年。フリー扱いのためスポット契約だが、ラジオでは事実上ABCの中継にのみ出演。阪神球団オーナー付顧問となった2025年以降もゲスト解説として出演することがある）
- 岡本伊三美▲■（1988年 - 1995年）
- 小川亨■（1986年 - 1988年）
- 笠原和夫（1958年 - 1972年）
- 柏原純一▲（1998年）
- 加藤哲郎■（1998年 - 2001年）
- 門田博光（1993年 - 2005年）
- 木戸克彦▲（2006年 - 2007年）
- 工藤一彦▲（1991年 - 不明）
- 栗橋茂■（1990年 - 1992年）
- 小林繁▲（1995年 - 1996年） - 1984年 - 1991年まではTBSラジオ解説者として、火 - 木・土・日曜に同局が制作・出演した中継をネット受けするか（月・金曜はMBSラジオにネット）、TBSラジオと共同制作・同時ネットした関西での試合に出演したことがある。その他に、1993年6月25日の阪神対ヤクルト戦でゲスト解説。
- 小山正明（1976年 - 1981年、1984年 - 1988年）
- 佐々木修■（1995年 - 2005年）
- 島田光二■（1977年 - 1983年、1994年 - 1996年）
- 田宮謙次郎▲（1964年 - 1967年） - 1974年 - 1987年まではTBSラジオ解説者として、火 - 木・土・日曜に同局が制作し、出演した中継をネット受けしたことがある（月・金曜はMBSラジオにネット）。その他に、1992年と1993年にABC制作中継のゲスト解説で出演。
- 土井垣武（1959年 - 1962年）
- 中原宏（1968年）
- 根本陸夫（1973年 - 1977年）
- 花井悠（1968年 - 1994年）
- 浜崎真二（1956年）
- 藤田平▲（1985年 - 1994年）
- 皆川睦雄▲■（1972年 - 1975年、1978年 - 1985年、1989年 - 1990年、1993年 - 1997年、1999年 - 2005年）
- 村上隆行■（2004年 - 2005年。主に近鉄戦を担当。スカイ・Aの解説も兼任）
- 村山実▲（1991年 - 1997年）[注 114]
- 山本和行▲（1989年 - 1991年）
- 横沢三郎（1967年）[注 115]
- 吉田義男（1999年 - 2020年。2021年からラジオ中継での解説を控えていたが、以降も2024年まで『ラジオで虎バン!』などの関連番組や、野球に特化していない通常編成の番組には「スペシャルゲスト」扱いで随時出演していた）

KBCラジオ向けNRNラインで中継される「オリックス対ソフトバンク」戦の裏送り分では、2011年から2014年にかけて、当時九州朝日放送解説者であった佐々木誠（2019年から鹿児島城西高等学校硬式野球部監督）がたびたび解説を務めていた。2020年9月から、RKBラジオへの裏送りで同カードを中継する場合に、両球団でコーチを経験している藤井康雄（関西地方在住のオリックスOB）を解説者として随時起用。2021年にも藤井が解説を担当していたが（同年はMBSラジオ制作分も担当）、阪神の巡回打撃コーチとして現場に復帰した2022年は、ABCの解説者だけで再び賄っていた（主に中田・湯舟が出演）。藤井は1年で阪神を退団したが、2023年から社会人野球・アスミビルダーズのコーチにに就任したため、同年のラジオ中継では解説を担当していなかった。2024年はRKBが乗り込み自社制作した3月29日の開幕カードで藤井が解説を担当したが、金曜日のためMBSの協力だった（リポーターはMBSから派遣。KBCはABC技術協力で自社乗り込みを実施）。尤もこの年はMBS制作HBC裏送りにも出演するなど、起用の主導がMBSに移行しているため、ABC制作中継には出演しておらず、梨田が同様のポジションを引き継ぐ形となっている。
備考
2015年度・2016年度には、阪神のオープン戦・公式戦中継の大半で、「着眼点」というコーナーを設定。中継カードの鍵を握りそうなプレーや選手をテーマに、解説者が自身の見解を手短に披露していた。平日のナイトゲーム中継では『武田和歌子の野球にぴたっと。』、土曜日のデーゲーム中継では『南山千恵美のMusic Smile』、日曜日のデーゲーム中継では『STAR☆MUSIC☆SUNDAY』内の前座コーナーでテーマを発表。土・日・月曜日にナイトゲームを中継する場合には、前座コーナー・番組を編成していないことから、中継本編の冒頭で発表していた。2017年度以降はコーナーとして設定せず、実況アナウンサーや前座コーナー・番組出演者とのクロストークに「着眼点」を盛り込んでいる。
参考リンク
インターネットアーカイブにおける、ABCラジオプロ野球中継解説者プロフィールページの保存キャッシュ一覧
- （2001年 - 2003年）
- （2003年以降）
- （2009年以降）

### 実況・リポーター

#### 2025年度

##### 朝日放送テレビのアナウンサー（正社員）
○：スポーツアナウンサーの統括デスクを兼務
- 小縣裕介（アナウンス部長待遇）　
  - 2009年9月中旬から2011年9月末までは『NEWSゆう+』（『キャスト』の前番組）でメインキャスターを務めていたため、当番組からいったん退いていた。2012年から復帰するとともに、スカパー!でJリーグ中継（主にガンバ大阪戦）の実況も担当。2017年2月1日付でゼネラルアナウンサー、2021年6月にアナウンス部長待遇へ昇進した。なお、2022年日本シリーズ終了後のFIFAワールドカップ（カタール大会）期間中には、ABEMAが東京からのオフチューブ方式で配信する中継動画の一部で実況を担当。
  - 2022年レギュラーシーズン開幕の直後（3月28日）からは、月 - 木曜日の早朝に『おはようパーソナリティ小縣裕介です』（『おはパソ』）のパーソナリティを務めている[75]が、当番組にも（週5日の勤務を基調に置く朝日放送テレビの内規に沿って）金 - 日曜日から1日限定で出演を続けている。ただし、2023年4月27日（木曜日）には、『おはパソ』の本番に続いて阪神対巨人のナイトゲーム（甲子園）中継で実況を担当。
    - 当番組で実況した阪神戦で（担当曜日を問わず1試合でも）阪神が勝利した場合には、翌週月曜日の『おはパソ』内の「スポーツの話題」（7:30前後に放送されるスポーツコーナー）で実況のダイジェスト音源を流したうえで、前任者の道上洋三と同様に「六甲おろし」を熱唱している。その一方で、月 - 木曜日が祝日と重なる場合に阪神が甲子園球場（または京セラドーム大阪）で主催するデーゲーム中継の実況も随時担当するほか、高校野球選手権大会の中継でもテレビ・ラジオを通じて出演を続けている（いずれも当該期間や当該日には『おはパソ』を休演）。また、『おはパソ』制作陣の企画による「ABCラジオ朗読会」として2024年3月16日に開催された「野球!野球!野球　90歳吉田義男」では、「吉田の人生のターニングポイントになった試合を、その折々の実況スタイルに沿って朗読する」という芸当を披露している。
- 山下剛
  - 2013年3月までは、ABCラジオ制作の中央競馬メインレース中継でも実況を担当。同局が中継から撤退した2014年度以降も、重賞競走期間中の月曜日に『ジョッキー・ルーム』（競馬情報番組）のナビゲーターを務めている。同年度のレギュラーシーズン途中（9月中旬）から中継や（『ジョッキー・ルーム』を含む）番組への出演を見合わせていたが、2021年に入ってから順次復帰。朝日放送ラジオが発行した同年3月分タイムテーブル（当番組を特集）に掲載の「ABCプロ野球解説実況名鑑」にも名を連ねている。なお、実際には5月中旬までベンチリポートへ専念した後に、実況を徐々に再開している。
  - 福岡市内で世界水泳選手権が開かれていた2023年7月には、朝日放送テレビからの派遣で飛込競技中継（テレ朝チャンネル2）の実況・インタビュアーを担当したことに伴って、テレビ・ラジオともプロ野球中継への出演を休止していた。
  - 前述したように、2023年9月14日（木曜日）の当番組で阪神対巨人のナイトゲーム（甲子園）を実況。この試合で阪神が18年振りのリーグ優勝を決めた9回表から、岡田彰布監督（当時）に対する阪神ナインの胴上げまでの一部始終を冷静かつ安定した語り口で伝えたことが高く評価された末に、2023年度（第49回）アノンシスト賞で「ラジオ スポーツ実況部門」の優秀賞を受賞した[76]。
- 高野純一（2023年からスポーツアナウンサーの勤務管理業務も担当）○
  - 『虎バン』（2019年シーズンから不定期の放送に移行）の第2代ナビゲーターで、2020年以降は、オフシーズンを中心に『ラジオで虎バン!』のパーソナリティも担当。2009年4月から2013年3月までは、山下と交互に中央競馬のメインレース中継で実況を任されていた。
  - 『ラジオで虎バン!』では、ナイターオフ期間限定番組へ移行した2021年度以降もパーソナリティを続けている。その一方で、2022 FIFAワールドカップの期間中には、ABEMAから配信される中継動画の一部で小縣と同様に実況を担当。
- 北條瑛祐
  - 入社3年目の2015年度から出演。阪神戦中継では、2016年6月30日の阪神対DeNA戦から実況を担当している。2017年3月中旬から、公式サイトにプロフィールを掲載。2017年6月からは、ゴルフ中継の実況陣にも加わっている。2020年シーズンには、『おはようコールABC』の火曜日で、4月から9月までスポーツキャスターとして中邨と共演。同年10月以降も、『おはよう朝日です』の月・火曜日でスポーツキャスターを担当している。
  - 火曜日については、2021年10月改編から『ABCミュージックパラダイス』（平日22 - 24時台の生放送番組として12年3ヶ月振りに復活した音楽番組）のパーソナリティを2023年9月まで務めているため、9月最終週（28日）から2023年のレギュラーシーズン終盤（9月）までは当番組への出演を見合わせていた。ただし、全国高等学校野球選手権大会中継の期間中は、2022年以降も大会のテレビ・ラジオ中継への出演を優先。
- 福井治人
  - 2015年入社で、2016年からスポーツを担当[注 118]。2016年には、オリックス主催試合の報道素材向け実況や、ベンチリポートを中心に担当。阪神戦中継では、2017年からベンチリポートを担当すると、7月2日の対ヤクルト戦で実況デビュー。後に公式サイトへのプロフィール掲載を開始したほか、同年10月から『おはよう朝日です 土曜日です』のスポーツキャスター、2021年10月改編から2023年9月まで『ABCミュージックパラダイス』月曜日のパーソナリティを兼務している。北條と同様に、全国高等学校野球選手権大会中継の期間中は、2022年以降も大会中継への出演を優先。
- 佐藤修平
  - 2018年入社で、2019年からスポーツを担当。2019年の公式サイトにはプロフィールを公開していないが、同年の全国高等学校野球選手権大会ラジオ中継で実況デビューを果たした後に、同年9月10日の阪神対ヤクルト戦（甲子園）からベンチリポートを担当。2020年6月から、公式サイトにプロフィールが掲載されている。テレビ中継では2020年甲子園高校野球交流試合、ラジオの阪神戦中継では9月22日の対DeNA戦で実況デビュー。同年10月から2021年3月までは、『おはよう朝日です』の水曜日でスポーツキャスターを務めていた。
  - 2021年度には『キャスト』水 - 金曜日のサブキャスターを兼務していたため、当番組では他の曜日に関西圏の球場で開催される阪神戦・オリックス戦中継での実況/リポーターに事実上限っていた。2022年NPBレギュラーシーズン開幕直後（4月4日）からの後継番組『news おかえり』でも、水・木曜日にフィールドキャスターを務めていたため、2021年度と同様の措置を講じていた。
  - 2022年には、6月下旬から3ヶ月にわたってテレビ・ラジオ番組への出演を見合わせた後に、9月下旬からスポーツ中継以外の番組で出演を再開。当番組では2023年に入ってからも公式サイトにプロフィールが掲載されていたが、実況やベンチリポートの担当を外れていたほか、『news おかえり』からも8月末で事実上降板した（いずれも事情は不明）。
  - 2024年から当番組と高校野球中継に復帰。レギュラーシーズンの開幕前には、阪神春季キャンプの取材（2月）を皮切りに、『猛虎キャンプリポート2024』（スカイA）や『川上千尋の虎たまプレミアム!』（朝日放送テレビのスポーツアナウンサーから1名が川上千尋のパートナーを交互に務めているオフシーズン限定の阪神情報番組）にも出演している。レギュラーシーズンの開幕後は、オリックス主催試合の裏送り向け中継での実況を経て、7月20日の阪神対広島戦（甲子園）中継から阪神主催試合での実況を再開。
- 平野康太郎
  - 2022年入社で、2023年からスポーツアナウンサーとしての活動を開始。同年には、高校野球のラジオ中継で野球実況へのデビューも果たしていた。その一方で、2023年10月には、『ABCミュージックパラダイス』火曜日のパーソナリティを北條から引き継いでいた（同番組は2024年9月で終了）。
  - 当番組の公式サイトでは2024年の時点で紹介されていないが、プロ野球でも裏送り向け中継を主体に、オリックス主催試合のベンチリポートを2023年から担当。当番組には、本番カードとして組まれた同年9月19日のオリックス対ロッテ戦（京セラドーム大阪でのナイトゲーム）中継に、ベンチリポーターとして初めて出演した。阪神戦でも、2024年4月10日にRCCラジオとの同時ネットで放送された広島とのナイトゲーム中継にベンチリポーターとしてデビュー。同年7月7日からは、オリックス対日本ハム戦（京セラドーム大阪でのデーゲーム）中継（HBCラジオへの裏送り分）を皮切りに、裏送り向けのオリックス戦中継で実況を随時任されている。
  - 2025年5月17日に、阪神対広島戦（阪神甲子園球場でのデーゲーム）で阪神主催試合での実況デビューを果たした。（RCCラジオとの同時ネット）

##### 朝日放送テレビの「シニアアナウンサー」（嘱託契約アナウンサー）
朝日放送テレビ（ABC）で正社員としての定年（60歳）を迎えた後に、嘱託契約で定年の翌日（4月1日）から最長で5年間在籍するアナウンサー。スポーツアナウンサーとしてプロ野球中継の担当を続ける場合には、正社員時代と同じく「ABCアナウンサー」という肩書を用いながら、当番組の阪神戦中継／裏送り中心のオリックス戦中継や朝日放送テレビ・BS朝日の阪神戦中継に出演している。
- 中邨雄二
  - 1985年に朝日放送（旧法人）[注 1]へ入社した後に、2021年8月の誕生日で60歳に達したことから、朝日放送グループの内規に沿って2022年3月31日付で朝日放送テレビを定年退職。実際には翌4月1日以降も朝日放送テレビへ勤務しているため、同日のオリックス対日本ハム戦（京セラドーム大阪からSTVラジオへの裏送り向けナイトゲーム中継）での実況を皮切りに、当番組で実況やリポートを続けている。
  - 朝日放送（旧法人）アナウンサー時代の2012年1月から『サクサク土曜日 中邨雄二です』（土曜日早朝の生ワイド番組）のパーソナリティを務めているため、週末をまたぐ阪神のビジターカードには帯同できない[注 120]。さらに、2018年シーズンからは、『おはようコールABC』火曜日のスポーツコメンテーターに起用。金曜日にも出演している2020年シーズンには、同番組が終了するまで関西圏の球場で開催される阪神戦・オリックス戦の担当に事実上専念していたが、終了後の10月から阪神ビジターカードでの実況を再開していた。
- 伊藤史隆
  - 中邨より1歳年下（1962年の出生）ながら、中邨と同じく1985年に朝日放送（旧法人）[注 1]へ入社。2022年10月の誕生日で60歳に達していたが、朝日放送テレビからの定年退職（2023年3月31日）を経て、翌4月1日から「シニアアナウンサー」へ移行した。ただし、「シニアアナウンサー」への移行を機に神戸新開地・喜楽館（上方落語の定席の1つ）の支配人を兼務。1月当たり3分の1程度の時間を支配人の職務に充てていることなどから、実況の機会を正社員時代から減らしている。
  - 正社員時代の2011年10月3日から2015年3月27日まで『キャスト』（ABCテレビ平日夕方の報道・情報番組）の初代メインキャスターを務めたため、当番組からいったん退いた。2015年4月から、ゴルフ中継を皮切りにスポーツアナウンサーとしての活動を再開。2015年5月3日にオリックス対ソフトバンク戦（京セラドーム大阪）のRKBラジオ向け裏送り中継からプロ野球中継での実況担当に復帰した。その後は裏送り中心であったが、阪神戦でも同年6月20日の対ヤクルト戦（甲子園）から実況を再開。2018年4月から2020年9月までは『おはようコールABC』（朝日放送テレビ平日早朝の生放送番組）水曜日のスポーツコメンテーターなどを兼務していたため、この時期は（裏送り分を含めた）実況やベンチリポートの担当機会を以前より限定していたが、出演の前日（火曜日）にも関西圏の球場で催されるナイトゲームで（裏送り分を含む）中継を実況することがあった。また、2017 - 2019年度ナイターオフ編成序盤（NPBのレギュラーシーズン終盤およびポストシーズン）の火 - 金曜日には、本来はナイターオフ期間限定で放送される『伊藤史隆のラジオノオト』がナイトゲーム中継の雨傘番組に設定されている関係で、実況の機会を一部のカード（主にドーム球場での阪神ビジターゲーム）に限っていた。なお、前述した事情から、『ラジオノオト』は定年退職の直前（2022年度）にレギュラー放送を終了。
  - 「シニアアナウンサー」への移行後は、2023年4月8日の阪神対巨人デーゲーム中継から実況を担当。同月20日の阪神対広島ナイトゲーム（いずれも甲子園）中継（RCCとの2局ネットで放送）では、自身が実況・中邨が両チームのベンチリポートを担当したことによって、「朝日放送テレビのシニアアナウンサーだけで阪神戦中継の実況担当とベンチリポーターを賄う」という組み合わせが当番組で初めて実現した。

##### 朝日放送のグループ会社に所属するフリーアナウンサー
- 寺田健人（ベスティ所属のフリーアナウンサー、放送上の呼称は局名無しの「寺田健人アナウンサー」）
  - 大分朝日放送の元・アナウンサー（報道部記者との兼任扱い）で、在職中にはスポーツ実況に関するANN系列局のアナウンサー合同研修（朝日放送→朝日放送テレビの本社で年に1回実施）をきっかけに中邨から指導を受けていたほか、全国高等学校野球選手権大分大会のテレビ中継でANNアナウンサー賞・スポーツ実況部門の新人賞を2回受賞。大分朝日放送退職後の2021年8月からJRN・NRN向けを問わずオリックス主催試合の裏送り限定（特にソフトバンク戦＝KBCラジオ向け）でベンチリポートを始めたため、2021年度には当番組の公式サイトや「ABCプロ野球解説実況名鑑」で紹介されていなかった。
  - ベスティへ所属した2022年から、スカイAの阪神キャンプリポートにも出演。朝日放送→朝日放送テレビの正社員・嘱託社員ではないアナウンサーとしては初めて、2022年度から当番組の公式サイトで氏名とプロフィール、広告やポスターに顔写真が掲載されている。また、オリックス主催試合では裏送り向けに加えて、ABCが自社向けの予備待機扱いで制作する中継にも随時出演。当番組の本番カードには、同年7月8日のオリックス対ロッテ戦（ほっともっとフィールド神戸）中継（第1予備カードからの繰り上げで山口放送と2局ネット）で、両チームのベンチリポーターとして初めて登場した。なお、高校野球では2022年からラジオ中継、2023年からテレビ中継での実況も担当。
  - 高校野球の経験者で、大分朝日放送への入社前に在学していた福岡大学でも、内野手として梅野隆太郎（1学年先輩の捕手）などと共に野球部でプレー。2022年度には、梅野が卒業後（2014年）から所属する阪神の公式戦を実況する機会こそなかったものの、朝日放送テレビへ勤務していないアナウンサーとしては初めて『ラジオで虎バン!』の「虎バンアナウンサー」（阪神関連の取材や最新情報の紹介を日替わりで担うアナウンサー陣）に名を連ねている。阪神戦のラジオ中継でも、2023年8月22日の対中日戦（京セラドーム大阪＝CBCとの2局ネット分）から実況を担当。翌23日の同カードからは、朝日放送テレビ制作の（サンテレビへのリレー分を含む）阪神戦中継にも、ベンチリポーター兼ヒーローインタビュアーとして出演している。
  - 2024年からは、テレビ・ラジオとも、阪神戦中継での実況を本格的に担当。ラジオでは、同年4月から3ヶ月限定で放送された『阪神タイガース実況CDマガジンpresents　虎バン情報局』（詳細後述）のメインパーソナリティも任されている。

#### 過去の担当者
◎：2024年10月の時点で現役のABCテレビアナウンサー（他番組へ出演）
- 安部憲幸（1970年代前半 - 1990年代）
- 石原勝
- 岩下隆
- 岩本計介◎（2002年 - 2014年[注 121]、2021年4月から金曜日の夕方に担当している冠番組『岩本・西森の金曜日のパパたち』内では、同年のNPBシーズン中のみナイトゲーム中継の前座コーナーを内包）
- 因田宏紀（1960年代後半 - 1985年）
- 植草貞夫（1950年代 - 1998年、1992年の定年退職後も専属契約扱いで担当）
- 枝松順一◎（1996年 - 2014年、2014年11月にスポーツ部へ異動してからは、当番組や『ラジオで虎バン!』を含むスポーツ関連番組のプロデューサーやディレクターを務めていた。2023年6月の人事異動でアナウンス職へ復帰したことを機に、アナウンス部長としてアナウンサーの管理業務へ事実上専念[注 122]）
- 大野雄一郎（2020年 - 2024年9月[注 123]）
- 太田元治（1970年代 - 2003年）
- 加瀬征弘（1987年 - 2004年、2005年 - 2006年には出向先のスカイAでもプロ野球中継の実況を担当。分社化前の朝日放送へ2011年に復帰した後に、2016年10月から朝日放送テレビ発足後の2023年5月までアナウンス部長を務めた。枝松と入れ替わる格好で、2023年6月から他の部署へ異動）
- 兼田正広
- 楠淳生（1984年 - 2017年、嘱託契約へ移行した2017年まで、実況・リポーターを担当していた。2018年3月の定年退職を機にフリーアナウンサーへ転身したが、高校野球中継では2019年・2021年にもラジオ限定で実況）
- 黒田昭夫
- 小西陸斗◎（2017年 - 2020年10月、2020年度の途中でスポーツ担当を一時離脱した[注 124]ため、公式サイトには同年度終了までプロフィールを掲載していた。ただし、野球以外のスポーツでは、2021年9月12日に女子プロサッカー・WEリーグ開幕戦の地上波向けテレビ中継で実況を担当）
- 嶋田崇彦
- 清水次郎（1996年 - 2015年、朝日放送テレビに分社する前の旧・朝日放送（現・朝日放送グループホールディングス）を2016年6月に退社してから、兵庫県教育委員会公立高校教員採用候補者選考試験への合格[77] を経て、2017年4月から複数の県立高校へ教諭として勤務[78]。2022年10月から兵庫県立西宮甲山高等学校硬式野球部の監督を兼務している）
- 柴田博◎（阪神戦を実況しなかった一方で、JRN全国ネット向けや裏送り分のオリックス戦中継を主に担当。後にスポーツ担当を離れたが、高校野球中継では2019年・2022年に活躍選手へのインタビュアーを務めている）
- 高柳謙一（1983年 - 1990年。1991年にWOWOWへ移籍）
- 武田和歌子◎（リポーターとして出演。2010年4月から産休をはさんで『野球にぴたっと。』を担当）
- 武周雄
- 田野和彦（2003年 - 2012年）[注 125]
- 戸石伸泰（1980年 - 1993年。他部署への異動・定年退職を経て、「シニアスタッフ」のアナウンサーとして2021年10月まで嘱託契約で勤務）
- 道上洋三◎（昭和40年代頃。主に裏送りなどの予備カード担当。『おはようパーソナリティ道上洋三です』の放送期間中にも、「阪神ファンの代表」として、阪神戦の中継にゲスト扱いで随時登場していた。2021年9月に脳梗塞を発症してからはリハビリに専念中）
- 中原秀一郎（他部署への異動・定年退職・嘱託契約を経て、フリーアナウンサーとして2020年9月まで朝日放送ラジオの番組に出演）
- 中村鋭一（1952年 - 1960年代後半頃?）
- 中村哲夫
- 西野義和
- 西村一男（1950年代 - 1961年?）
- 平岩康佑（2012年 - 2018年4月、朝日放送テレビに分社した2ヶ月半後の2018年6月15日付で退社したことを機に、eスポーツ専門のフリーアナウンサーへ転身[79]）
- 藤崎健一郎◎（野球中継の担当を離れてからは、アナウンス部のデスクとしてスポーツアナウンサーの管理業務に従事する一方で、2018年から当番組のタイトルコールを担当。2019年には、高校野球中継のインタビュアーへ復帰したほか、裏送り向けオリックス戦中継の一部カードでベンチリポーターを務めた）
- 保坂和拓
- 松原宏樹
- 村上守（1952年 - ?）
- 横山太一 ◎（2011年4 - 9月および2020年10月 - 2021年）[注 126]
- 和沙哲郎（2015年3月に定年退職。退職後もフリーアナウンサーとして朝日放送ラジオの番組に出演）

#### 実況・リポーターの備考
阪神甲子園球場から阪神のホームゲームを中継する場合には、ベンチリポートを担当するアナウンサーが、試合前にスコアボードで流れる1試合前のホームゲームのダイジェスト映像（ABCテレビ制作）のナレーターも兼務する。
かつては実況アナウンサーが阪神戦中心、パ・リーグ中心と分かれていることもあったが、近年は担当を定めずどちらも万遍なく担当するようになっている。ただし若手アナウンサーはオリックス戦を中心に担当し、場数を踏んでから阪神戦を担当するということが多い。なお、対広島戦のRCC向け裏送りは、担当が分かれていた時代からオリックス戦でもベテランの阪神戦中心のアナウンサーを担当させることが多かった（2013年は中邨・楠が、2014年は小縣・楠が、2015年は小縣・清水・中邨が担当）。なお、清水は2014年まではほぼ阪神戦専従だったが、2015年は一部のオリックス戦（交流戦も含む）の実況にも再び携わっていた。
完全な関西ローカル（ビジターに乗り込んで、対戦相手地元局の協力を仰ぐ場合含む）であるときは原則としてベンチレポーターはタイガース情報を中心に1名のみだが、関西ダービーやネット局があるとき（ブロックネット・および巨人戦や、巨人戦が行われない・ないしは放送権がないために全国ネットとなる場合）には、対戦相手側の放送局（担当者はその日のネット局側のアナウンサーが登場する）のベンチレポーターを含め2人体制となる。ただし人員の関係で相手球団側の放送局からのベンチレポーター派遣がなく、結果的に関西ローカルと同じ1名体制となるケースもある。また、ビジターの場合はABC向けのものとは別に、対戦相手の地元局が制作するものと兼務する場合もあるが、この場合は自社向けの技術協力局とリポーターを兼務している局とが異なる場合がある（一例として、自社向けはTBSラジオの技術協力で、リポーターは文化放送の中継にも出演など）。尤も、新型コロナウィルス流行下で行われた2020年度以降は移動制限や各局の経費削減の影響により、ほぼすべての試合でベンチレポーターは1名体制（他社制作のビジター中継は現地局のアナウンサー1名）となっている。

### スタジオ担当
朝日放送本社内のラジオスタジオで、進行、提供クレジットの読み上げ、企画の告知、中継試合のスターティング・メンバー紹介などを担当。2011年度から2018年度までは『虎バン』（朝日放送→朝日放送テレビがプロ野球シーズン中の土曜日深夜に放送していた阪神関連の情報・ドキュメンタリー番組）、2016年度から2020年度までは『ガチ虎!』（プロ野球シーズン中の毎週月曜日にラジオで放送していた小縣の冠番組）の放送予定も告知していた。
ナイトゲームの中継枠では、自社制作以外の中継を放送する場合にも、試合開始直前の飛び乗りポイントまで出演。中継予定カードの中止によって在京ラジオ局が制作する雨傘番組を放送する場合にも、基本として番組の前後と途中に出演する。
2012年以降の日曜日と、2013年以降の土曜日には、デーゲーム中継が中止（または早く終了）した場合に、定時番組を当番組のスタジオバージョンとして放送することがある。この場合には、内包先の番組パーソナリティと共に、2020年までスタジオバージョンのMCを務めていた。
2021年以降は、日曜日デーゲーム中継のスタジオMCを、内包先の番組パーソナリティが兼務。2023年のシーズン途中（7月）までは、土曜日のデーゲーム中継でも同様の措置を講じていた。
2006年度
- 花田千映子（火・水曜）
- 三瓶京子（木・金曜）
- 平野明子（土・日曜）

2007年度
- 平野明子（火・水・日曜デーゲーム）
- 武田英子（木・金曜）
- 田中花子（土曜デーゲーム）
- 清水理恵子（土・日のナイトゲーム）

※平野と田中は、『ABCフレッシュアップJAM』にも出演していた。
※月曜日にナイトゲームを中継する場合には、上記のアシスタントが交代で担当。
2008年度
- 平野明子（火・水曜）
- 武田英子（木・金曜）
- 清水理恵子（土・日曜）※月曜日にナイトゲームを中継する場合にも担当

2009年度・10年度
- 岩井万実（火・水曜）
- 清老寛子（木・金曜）
- 川島陽子（土・日曜）

2011年度
- 川島陽子（火・水曜）※『朝だ!生です旅サラダ』（ABCテレビ）の海外ロケに出ている場合には別の曜日の担当者が代行。
- 清老寛子（木・金曜）
- 岩井万実（土・日曜）

2012年度・2013年度
- 中倉真梨子（火・水・土・日曜）
- 上原伊代（木・金曜）※月曜日にナイトゲームを中継する場合にも担当

※公式サイトでは中継終了後に、放送日の担当者が、試合の状況や感想をミニブログ形式で綴っている。ただし、『堀江政生のほりナビ!!』を当番組のスタジオバージョンとして放送する場合には出演せず、堀江がタイトルコールや提供クレジット・次回中継予定の読み上げなどを担当した。
2014年度 - 2016年度
- 松葉沙矢佳（火・水曜）※ABCラジオでは、『もうすぐ夜明けABC』の土曜深夜＝日曜早朝パーソナリティも担当。
- 西田沙織（木・金曜）※ABCテレビの系列局・愛媛朝日テレビの元アナウンサーで、月曜日にナイトゲームを中継する場合にも担当。
- 白ヶ澤香織（土・日曜）

※公式サイトでは、前任者に続いて、中継終了後に試合の状況や感想をミニブログ形式で公表。2015年度からは、中継の前後や放送中に、twitterの番組公式アカウントから随時ツイートを発信している。
2017年度・2018年度
いずれの人物も、ナイトゲーム中継（または雨傘・特別番組）枠の直後に放送される『9〜ジックナイト!』のパーソナリティを兼務する関係で、放送上「スタジオMC」という肩書を使用。デーゲーム中継を実施する場合には、中継のスタジオMCを務めてから、同番組へ出演する。火・水曜以外の曜日では、『フレッシュアップベースボール』への改称後初めて、男性をスタジオ担当へ起用している。
- 井上麻子（火・水曜）　※2017年4月から『9〜ジックナイト!』のパーソナリティにも起用
- 小早川秀樹（木・金曜）　※『9〜ジックナイト!』では、2016年11月のオフシーズン版放送開始当初から、木・金曜のパーソナリティを担当。2015年9月から2016年12月までは、『武田和歌子のぴたっと。』のアシスタントを断続的に務めていたため、プロ野球シーズン中の放送では武田と共に『野球にぴたっと。』へ出演していた。
- タケモトコウジ （土・日曜）※FM802などのFM局でDJとして活動しているが、ABCを含む在阪AM局が制作する番組へのレギュラー出演は初めて。

※2018年度には、火 - 木曜および日曜ナイトゲーム中継枠の雨傘番組や、ナイトゲームの予定（または阪神戦以外の予備カード）が初めから組まれていない火・水曜日の特別番組として『フライング9〜ジック!』を19:00 - 21:00に随時編成。当日のスタジオMCが、『フライング9〜ジック!』のパーソナリティになる。ナイトゲームの予定（または阪神戦以外の予備カード）が初めから組まれていない木曜日に『伊藤史隆のラジオノオトVersion』を放送する場合には、伊藤がタイトルコールや提供クレジット・次回中継予定の読み上げなどを一手に担うことから、当日のスタジオMCは『9〜ジックナイト!』にのみ出演。
2019年度・2020年度
- 田淵麻里奈（火 - 木曜）

※2018年度には、『フライング9〜ジック!』を井上と共に担当。2020年度の火 - 木曜日には、『田淵麻里奈の夜あそびはココから』（後座番組）のパーソナリティを兼務している。
- 小早川秀樹（月・金曜）
- タケモトコウジ（土・日曜）

2021年度 - 2023年9月第1週
- 田淵麻里奈（火 - 木曜のデーゲーム／ナイトゲーム担当）

※『田淵麻里奈の夜あそびはココから』のパーソナリティを兼務。2021年度の下半期（ナイターオフ編成）からは、福井治人とのコンビで『ABCミュージックパラダイス』月曜日のパーソナリティも務める。
- 小早川秀樹（月・金曜のデーゲーム／ナイトゲームおよび土・日曜のナイトゲーム担当）

※阪神のナイトゲームが最初から組まれていない土曜日の18:00 - 21:00に、生放送の冠番組『小早川秀樹のナイスじゃナイト!』でパーソナリティを担当することに伴って、土・日曜日はナイトゲーム中継週にのみスタジオMCを担当している。2021年10月から、『小早川秀樹のオシマシ!』（金曜日のナイトゲーム中継における後座番組）のパーソナリティも兼務。
- 中野涼子（土曜のデーゲーム担当）

※2017年10月から土曜日の午後（プロ野球シーズン中にはデーゲーム中継を最初から編成しない場合や中継カードが中止・ノーゲーム・中継の終了予定時間より早く決着した場合）に通年で放送されてきた『感度良好!中野涼子です』のパーソナリティを兼務。同番組の放送枠が土曜日の夕方（16:00以降＝デーゲーム中継日には中継の終了直後から19:00までの時間帯）に移動した2023年7月8日以降の土曜日には、デーゲームの中継が9月2日まで組まれていなかったため、スタジオMCを担当する機会がなかった。
- しもぐち☆雅充（日曜のデーゲーム担当）

2023年7月11日（火曜日） - 13日（木曜日）の阪神対DeNAナイトゲーム中継では、田淵が新型コロナウイルスへの感染に伴って出演を見合わせたため、倉敷マスカットスタジアムで開催された11日は小早川、甲子園球場で組まれていた12日（水曜日）は一丸志帆・13日（木曜日）は中庭浩史（ナレーター・声優）がスタジオMCを代行。
一丸は2021年7月から、土・日曜日や祝日と重なる平日の中継へ本来のスタジオMCが出演できない場合に、曜日を問わず以下のように代演していた。
平日のデーゲーム：2022年10月10日（月曜日＝スポーツの日）
土曜のナイトゲーム：2022年7月30日
日曜のデーゲーム：2022年8月21日・2023年5月28日・2023年6月11日
日曜のナイトゲーム：2021年8月29日・2023年7月16日・2023年7月23日・2023年7月30日・2023年8月6日・2023年8月13日・2023年8月20日・2023年9月3日
2023年9月第2週 - シーズン終了
- 田淵麻里奈（火 - 木曜のデーゲーム／ナイトゲーム担当）
- 小早川秀樹（月・金曜のデーゲーム／ナイトゲームおよび土・日曜のナイトゲーム担当）
- 一丸志帆（土曜のデーゲーム担当）

※前述した『感動良好!中野涼子です』の放送枠移動を機に、中野がデーゲーム中継の有無にかかわらず同番組へ専念するようになったことから、2023年の土曜日におけるデーゲーム中継の再開（9月9日）を機に担当を開始。その一方で、他のスタジオMCが出演できない場合の代演も、以下のように続けていた。
日曜のナイトゲーム：2023年9月17日
- しもぐち☆雅充（日曜のデーゲーム担当）

2024年度
- 田淵麻里奈（火 - 木曜のデーゲーム／ナイトゲーム担当）
- 小早川秀樹（月・金・土曜のデーゲーム／ナイトゲームおよび日曜のナイトゲーム担当）
- しもぐち☆雅充（日曜のデーゲーム担当）

※以下の日には、一丸志帆が代演。
平日のナイトゲーム：2024年6月7日（金曜日）
日曜のデーゲーム：2024年5月26日・8月18日
土曜のナイトゲーム：2024年8月24日
日曜のナイトゲーム：2024年7月21日・8月25日
※以下の日には、中庭浩史が代演。
日曜のナイトゲーム：2024年8月11日・9月1日
2025年度 -
- 覚道沙恵子（火・金曜担当）
- 山本大喜（水・木曜担当）
- 中西花（土曜担当）
- しもぐち☆雅充（日曜のデーゲーム担当）

※以下の日には、一丸志帆が代演。
平日のナイトゲーム：2025年4月23日（水曜日）
日曜のデーゲーム：2025年4月6日

## 関連番組

### 前座番組
2022年以降は設定されておらず、前座番組の役割を中継冒頭のスタジオパートで事実上引き継いでいる。

過去
- ナイター一番乗り（『ABCラジオナイター』時代に放送）
- 元気イチバン!!ぶっちぎりプレイボール（2003年シーズンから2009年3月29日まで放送、平日17:30～17:55　オフシーズンは18:30まで）
- サタデーぶっちぎりプレーボール（2008年シーズンまで、ナイター中継がある土曜17:30 - 17:55）
- 柴田博のプレイボール直前情報（2012年4月 - 7月1日、日曜13:30～13:55）
  - 2012年シーズンにおいて、この期間の日曜日の阪神戦がすべてデーゲームであることから、期間限定の前座番組として編成。『ABC天気予報』を内包したほか、他球団のデーゲームの途中経過も伝えた。ちなみに柴田は、当番組の実況・リポーター陣に加わった後に、スポーツ中継の担当から離れた2005年から「チーム　虎バン主義。」の応援団長。当番組には、午前中の生ワイド番組『磯部・柴田の日曜のびのび大放送』に続いて出演。中継が17時以降にまでずれ込んだ場合には、中継終了後にフィラー扱いで放送される中継のハイライトにも登場していた。
- 武田和歌子のぴたっと。第2部（2010年シーズンから2020年シーズン途中まで、2019年以降のシーズンは火 - 木曜日の17:15 - 17:55に編成）
  - 2010年4月5日から平日の夕方に通年で放送する生ワイド番組（以下「本編」と略記）の1コーナー扱いで、2012年度までは月曜日、2018年度までは金曜日にも放送。ナイトゲーム中継の前座番組としては、2010年シーズンのみ『フレッシュアップベースボール　野球にぴたっと。』、2011年から2016年シーズンまで『武田和歌子の野球にぴたっと。』というタイトルが付けられていた。2017年から番組が終了する2020年10月1日までは、「第1部」（15:00 - 17:00）に次ぐ「第2部」として、後述する内容で放送していた。
  - 2010年シーズンは、ナイトゲームの直前情報を中心に、かつて当番組の中継リポーターを務めた武田とスポーツ実況のベテラン・楠がスタジオからスポーツの話題・情報を伝えていた。2011年から2016年までは、楠に代わって、本編のアシスタント（井之上チャルや小早川秀樹）が楠の役割を継承。本編を2部構成へ再編するとともに、アシスタントに代わって日替わりパートナー制度を導入した2017年からは、パートナーが本編（第1部）に続いて登場する。その一方で、武田は『野球にぴたっと。』時代のアシスタントの役割も担っていた。
  - 2013年からは月曜日のみ、プロ野球の試合の有無にかかわらず当番組を放送しない。ただし、月曜ナイターの中継がある場合に限り、番組内コーナーとして編成されていた「麒麟淡麗Presents キレうまプレイヤー（2013年）→キリン一番搾りプレゼンツ ICHIBANプレイヤー!」（2014・2015年）のみを、独立番組として17:55 - 17:58に放送していた（従ってタイムテーブル上での中継本編も17:58開始となる。なお、新聞などの番組表はそれも内包扱いとみなして17:55からの放送扱いとなっている。また、予定していた月曜ナイターが予備カードも含め雨天中止となった場合は、元からカードがない日に準じた編成に戻すため「キレうま→ICHIBANプレーヤー」の放送も休止＜ABCニュース・天気予報に差し替え＞となり、前週金曜日分の当選発表も火曜日の試合前に延期されていた）。
  - 『ぴたっと。』本編のレギュラー出演者が夏季休暇に入る全国高等学校野球選手権大会の期間中に放送する場合や、前述のキリン提供コーナーだけを独立番組として放送する場合には、当該曜日の当番組スタジオ担当（後述）が上記番組のパーソナリティを兼務していた。
- 浦川泰幸の金曜はウラから失礼（2019年シーズンから2020年シーズン途中の10月2日まで、金曜日15:00 - 17:55）
  - 『武田和歌子のぴたっと。』の放送曜日短縮に伴って誕生した生ワイド番組で、武田の先輩アナウンサー・浦川泰幸がメインパーソナリティを担当。前座番組としては、2018年シーズンまで編成していた『ぴたっと。』金曜日第2部の構成・時間帯を継承しつつ、浦川が武田ほど野球に詳しくないことに配慮した内容で放送されていた。
- 柴田・西森のぼちぼち金曜日（2020年シーズン途中の10月から2021年3月26日まで『金曜はウラから失礼』の放送枠を継承）。
  - 2020年のシーズン中には、ナイトゲーム中継日に前座コーナーを内包していた。
  - 最終回は2021年NPBレギュラーシーズンの開幕日に放送されたが、前述した事情から、当初17:55に設定されていた放送終了時間を17:25に繰り上げる措置を講じた。
- ウラのウラまで浦川です（2020年10月6日 - 、火 - 木曜日）
- 岩本・西森の金曜日のパパたち（2021年4月2日 - 、金曜日）
  - 『ウラのウラまで浦川です』は、前述した『柴田・西森のぼちぼち金曜日』と共に、2020年10月改編から平日の夕方帯へ新たに編成された生ワイド番組。2020年には11月10日の藤川球児引退試合までナイトゲームの中継を続けたため、中継日には、前座コーナーとして「タイガースヘッドライン」を17時台の後半で放送していた。
  - 2021年には前述した事情から、当番組で平日に中継するナイトゲームの開始時間が当初の予定から繰り上げられた場合に、開始時間の5分前で放送を終えていた。
  - 『ウラのウラまで』の火 - 木曜分と『金曜日のパパたち』は、2021年の10月改編で17:55から17:45にまで繰り上げられたため、同月以降に中継対象のナイトゲームが18:00開始の場合には17:55スタートの中継へ直結しなくなった。さらに、火 - 金曜日にはこの改編を機に、通信販売関連の収録番組枠を17:45 - 17:55に通年で設定。『ウラのウラまで』と『金曜日のパパたち』は2022年の4月以降も放送を続けているが、ナイトゲームの中継が決まっている日には前座コーナーを設けず、朝日放送テレビのアナウンサーでもあるパーソナリティ（『ウラのウラまで』は浦川泰幸・『金曜日のパパたち』はスポーツ担当経験者の岩本計介）が中継のカード・開催球場と実況・解説・ベンチリポートの担当者をエンディングパートで紹介するだけにとどめている。

当番組で阪神戦・オリックス戦を中継する日には、前座番組のパーソナリティ（前座番組を放送しない場合には当番組のスタジオ担当）が、「それでは、○○（中継先の球場名）へ御案内です」と言ってから実況アナウンサーにつないでいた（『元気イチバン!!ぶっちぎりプレイボール』時代からの慣例）。ただし、『野球にぴたっと。』のみ、番組タイトルに合わせて「この後は○○にぴたっと。」と言っていた。

### フィラー番組
過去
- 和沙哲郎ダンディ・サタデー&サンデー（2008年シーズンまで）

デーゲーム中継が17:55までに終了しなかった場合には、試合終了まで中継を放送していた。2009年からは通年番組になったため、プロ野球シーズン中には土曜・日曜のナイトゲームを中継しない場合に放送。
- ABCフレッシュアッププラス（2009年シーズンのみ）
- 上田剛彦のミュージック・バイキング（2010年～2012年シーズン。2012年時点では火～金曜21:12～22:00）
- しもぐち☆雅充の今夜は歌わナイト（2012年シーズンのみ。土・日曜21:05 - 22:00）
- 堀江政生のほりナビ!!（2013年～2016年シーズン）

2012年度のナイターオフ番組として、火～金曜日の19:00 - 21:50に生放送。2013年度からのプロ野球シーズンには、放送時間を21時台のみに縮小したうえで、火～金曜日のフィラー番組として継続。最初からプロ野球のナイトゲームが予定されていない平日（予備日など）に、当番組のスタジオバージョンとして、17:55 - 21:50に拡大版を放送することもあった（この場合でもナイターのスポンサード番組は21:00までで終了し、以後残り50分間は「ほりナビ!!」の定時放送扱いとなる）。
- 9〜ジックナイト!（2017年～2018年シーズン）

2016年度のナイターオフ番組として、同年11月より火～金曜日の21:05 - 21:50に生放送。2017年度以降は通年放送で、プロ野球シーズン中のみ、土・日曜21:05 - 22:00にも放送されていた。2018年12月で放送終了。
- 下埜正太のショータイムレディオ（2019年シーズン - 2021年9月の金曜日）

2016年9月30日から金曜日の22:00 - 25:00で放送を開始。2019年1月から2020年3月までは、火 - 木曜日の21:05 - 21:50にも放送するとともに、金曜日の放送枠を21:05 - 24:30に拡大していた(普段は単独番組の『スポーツ伝説』を金曜日のみコーナーとして内包)。2020年のナイターイン編成から金曜日21:05 - 24:00のみの放送へ変更されたが、当番組の放送期間には、金曜日のみフィラー番組としての編成を継続。
朝日放送ラジオが2021年の10月改編で『ABCミュージックパラダイス』を12年3ヶ月振りに復活させることに伴って、同年のNPBレギュラーシーズン中だった9月24日で放送を終了したが、下埜は翌週（10月1日）以降も『ミュージックパラダイス』の金曜分でパーソナリティを続けていた。ただし、『ミュージックパラダイス』は2024年9月27日（金曜日）をもって再び終了。
- 田淵麻里奈の夜あそびはココから（2020年シーズンから2024年シーズン終盤の9月まで。火 - 木曜21:05 - 21:50）

当番組火 - 木曜日スタジオMCの田淵麻里奈が、（ワイドFMとの並行放送局を含む）AMラジオ局制作の番組としては初めて単独でレギュラーパーソナリティを務めた生放送番組で、同年代（20代）の女性スタッフだけで制作している。
2021年には、NPBのレギュラーシーズンが11月第1週内まで組まれていて、阪神・オリックスのシーズン順位次第では同月末までのポストシーズンにもナイトゲームを中継する可能性があるため、10月の第1週以降も火 - 木曜日のフィラー番組に設定。田淵は、9月27日から福井とのコンビで『ABCミュージックパラダイス』月曜分のパーソナリティを務めるかたわら、阪神・オリックスの全日程が終了するまで当番組のスタジオMCと『夜あそびはココから』のパーソナリティを引き続き担当していた。
2024年のレギュラーシーズン終盤に当たる9月26日（木曜日）をもって、放送を終了。翌週以降の月 - 木曜日には、「ツギハギ」（朝日放送ラジオの制作による日替わりの生放送番組で編成されるレーベル枠）が21:15 - 23:30に新設されている。
- 小早川秀樹のオシマシ!（2021年10月1日から2024年シーズン終盤の9月まで。金曜21:05 - 21:50）

小早川が、金曜日のスタジオMCに続いてパーソナリティを務めていた。
2024年の10月改編で金曜日の21:15 - 23:00に『ロックなラジオ』（朝日放送ラジオの制作による生放送の音楽番組）が編成されることに伴って、レギュラーシーズン終盤の9月で放送を終了。当初は、2024年9月27日に最終回を放送することが想定されていた。しかし、9月20日・27日ともナイトゲーム中継の延長に伴って休止を余儀なくされたため、9月13日（21:40から10分間の短縮生放送）が放送上の最終回になった。ただし、9月27日にはX（twitter）のスペース（音声配信・会話機能）を通じて、スタジオからの音声ライブ配信を「事実上の最終回」という扱いで実施。
- 小早川秀樹のマシマシ!ベースボール（2022年4月23日から2024年9月22日まで。土・日曜でナイトゲーム中継が組まれている日の21:05 - 21:30）

土 - 日曜日ナイトゲーム中継のスタジオMCでもある小早川が、両曜日ともパーソナリティを兼務。日曜版は「『サニー・フランシスのマサララジオ』の休止に伴う代替番組」、2023年までの土曜版は（当時ナイトゲーム中継の組まれていない週に放送されていた）「『小早川秀樹のナイスじゃナイト!』の短縮版」という役割を事実上担っていた。

### プロ野球関連番組
週末のデーゲームや月曜日のナイトゲームの開催を最初から予定していない場合や、中継予定のゲームが中止になった場合には全編を放送。朝日放送ラジオの自社制作で週末の午後に放送している生ワイド番組では、放送日に阪神のデーゲーム中継を編成している場合に、中継開始直前までの短縮放送を実施している。ちなみに、土曜日のデーゲーム中継は、2010年シーズンから2023年シーズンの途中（7月）まで「生ワイド番組への内包コーナー」として扱われていた。
現在
- 感度良好!中野涼子です（土曜日）
  - 放送枠を原則として13:00 - 17:00に設定している2023年7月1日までは、阪神のデーゲーム実施日に、当該試合中継の前座番組として編成。17:00までに試合が終わるか、中継予定の試合が13:55までに雨天で中止された場合には、以降の時間帯に「フレッシュアップベースボール」のスタジオバージョン扱いで放送していた。
  - 2023年7月8日からは、『土曜日やんなぁ?』（ABCラジオ東京スタジオからの生放送番組）を午後帯（原則として13:00 - 16:00）へ編成することに伴って、『感度良好!』の放送時間を夕方（原則として16:00 - 19:00）へ変更。この変更に伴って、デーゲーム中継の前座番組から、ナイトゲーム中継の前座番組へ移行している。なお、開始時間が18:00に設定されているナイトゲームの中継を（予備カードを含めて）当番組で放送する日には、『感度良好!』の生放送を17:40で終了。
    - 放送枠を午後から夕方へ移行した後のデーゲーム（最初の該当例は2023年9月9日に甲子園球場で開催された阪神対広島戦）中継は、『土曜日やんなぁ?』に内包せず、単独番組として編成。中継日の『土曜日やんなぁ?』では、中継の前座コーナーを編成せず、短縮放送で対応している。2024年シーズンには、中継を予定していたカードが中止かノーゲームに至った場合に、『感度良好!』までの時間帯に当番組のスタジオバージョンを充当。
- STAR☆MUSIC☆SUNDAY（日曜日、原則として13:00 - 17:00）
  - 阪神戦が14:00（または13:30）開始のデーゲームとして組まれている場合には、2023年7月1日までの『感度良好!中野涼子です』と同様に、当該試合中継の前座番組として編成。17:00までに試合が終わるか、中継予定の試合が13:55までに雨天で中止された場合には、以降の時間帯に「フレッシュアップベースボール」のスタジオバージョン扱いで放送する。
  - 日曜日に当番組で中継する予定の阪神戦の開始時間が13:00に設定されている場合には、13:00からの生中継を優先する関係で、『STAR☆MUSIC☆SUNDAY』を前座番組として編成しない。
  - 広島・中日（2024年から）主催の日曜デーゲーム、及びまれにヤクルト主催で学生野球と重複しない範囲での日曜デーゲーム開催がある場合は13時30分開始が基本となるため、この場合はフロート番組の扱いとなる。

過去
- Monday! SPORTS - JAM（2013年度 - 2021年9月の月曜日、2017年度までは19:30 - 21:15→2018 - 2020年度には通年で20:00 - 21:00→2021年度は20:00 - 21:15に通年で生放送）
  - ABCラジオのスポーツ情報番組を集約したコンプレックス形式の生ワイド番組で、2013年3月まで独立番組として放送されていたオリックス情報番組『これぞ!Bs魂 〜気になるオリックス・バファローズ〜』を、内包コーナーの1つとして継続。2015年シーズンまでのナイターイン編成では、阪神情報も「虎スタ」というコーナーで扱っていた。
  - ナイターイン編成とナイターオフ編成で放送時間が異なっていて、ナイターイン編成での基本放送枠を19:30 - 21:15に定めていた2017年度までは、月曜日にナイトゲーム中継を実施する場合に短縮版を生放送（基本として21:00 - 21:15）。2018 - 2020年度には放送時間が20:00 - 21:00に統一されたため、上記の場合には、全編にわたって放送を休止していた。
  - 2021年度には阪神関連の情報を再び扱っていたが、シーズン途中の9月20日で放送を終了。内包コーナーとして競馬シーズン限定で編成されていた『ジョッキー・ルーム』のみ、10月以降の秋競馬シーズンから単独番組としての放送を再開している。
    - もっとも、番組の終了からおよそ1ヶ月後にオリックスのパ・リーグ優勝が決まったことを受けて、この番組をベースに『優勝おめでとう!60分まるまるオリックス・バファローズ!!』という特別番組を急遽収録。当番組の最終パーソナリティであった女と男（和田ちゃん・市川くん）、番組終了の時点で「ナビゲーター」を交互に務めていたスポーツアナウンサーの北條・福井・佐藤に加えて、オリックスファンの著名人代表でたむらけんじや藤原丈一郎（なにわ男子）などをスタジオに迎えて収録した模様を、2021年11月1日（月曜日）の20:00 - 21:00に放送した[83]。

以下の番組ではいずれも、土・日曜に共通のタイトルで放送。
- ABCフレッシュアップJAM（2008年まで　フレッシュアップベースボールとして放送される日は休止扱い。なお、2005年「ABCスポーツJAM」、2006年「ABCフレッシュアップJAM」の時代は土・日ナイターが常時放送されていたため、その中で「デーゲーム中継」のコーナー扱いで放送されていた）
- 楠淳生のABCフレッシュアップボックス（2009年4-6月　フレッシュアップベースボールとして放送される日は短縮扱い）
  - 土曜日の放送は2009年7月4日で、日曜日の放送は2009年6月21日でそれぞれ終了。楠は、後継番組『楠淳生のやんちゃな!weekend』のパーソナリティも担当したため、同年度の中継では実況の機会がほぼ平日に限られていた。
- 日曜さくらい倶楽部（2010年・2011年シーズン　日曜13:30-17:00　阪神戦のデーゲームがある日は2010年度は形式上「-さくらい倶楽部」は休止とし「フレッシュアップ-」としながら、試合開始前までは「-さくらい倶楽部」の体裁で放送していた。15時以後開始の薄暮開催の場合は「-さくらい倶楽部」の短縮版があった。2011年度は14時以後開始の場合でも「-さくらい倶楽部」の短縮版を送ってから野球中継を始める。2012年4-6月の間の阪神戦がすべてデーゲームとなることを受けて一旦終了。2012年7月より再開されるが、13:55放送開始かつ阪神戦デーゲーム開催時は休止となるため、野球中継の前座番組としての役割はなくなった。しかし、デーゲーム中止時のスタジオバージョンは桜井が再び担当するようになる）
- 芦沢誠のGO!GO!サタデー（2010年～2012年シーズン、『フレッシュアップベースボール』を内包　この場合でもデーゲームが雨天中止となった場合は当番組のスタジオバージョン扱いとして通常放送されていた）
- 柴田博のプレーボール直前情報（前述）
- 南山千恵美（笑福亭鉄瓶）のMusic Smile（土曜　原則として13:30-19:00＜4-6月の阪神戦デーゲーム開催日＞、または13:30-17:55＜7-9月の阪神戦デーゲーム開催日と、全期間を通しての阪神戦ナイター開催日＞　詳細は前述）
- 慶元まさ美のSounds Good!（2017年シーズンのみ、原則として土曜13:00-17:00）

## 阪神戦中継における実況のアーカイブ音源を活用した主な作品・書籍
- 朝日放送テレビでは2023年に、阪神の（2005年以来）18年振りセントラル・リーグ優勝を受けて、『阪神タイガースTHE MOVIE2023 - 栄光のARE - 』というドキュメンタリー映画を急遽制作。レギュラーシーズン中に阪神甲子園球場や京セラドーム大阪で開催された阪神主催の公式戦でテレビ中継や『虎バン』（同局における阪神関連のテレビ番組・YouTube公式チャンネル）向けに撮影していた映像に、当番組で放送された朝日放送ラジオ制作の上記試合中継から中邨・伊藤史隆・山下・高野・北條・福井・大野による実況のアーカイブ音源を組み合わせたうえで、日本シリーズ終了後の2023年12月15日から関西地方を中心に日本各地の映画館で公開していた。
- 阪神タイガースが球団の創設から2025年に90周年を迎えることを背景に、アシェット・コレクションズ・ジャパンが2024年4月3日から隔週水曜日に発売している『阪神タイガース実況CDマガジン』（全120冊の刊行を予定している分冊百科）では、朝日放送ラジオが「企画協力」「監修」という立場で製作に関与。当番組で放送されたタイガース公式戦の中継から、同局のライブラリーで所蔵している実況アーカイブ音源の一部が、（1冊につき1枚の）CDに再録されている。また、各巻の冒頭には、刊行の時点における当番組の解説・実況陣全員の顔写真入りプロフィールを掲載している[84]。
  - アシェット・コレクションズ・ジャパンは2024年から、「阪神タイガース実況CDマガジン」名義で、当番組における一部曜日の中継に協賛。協賛日の中継では、「阪神タイガース実況CDマガジン」のCM（1本20秒）が放送されている。さらに、朝日放送ラジオでは同年4月7日から6月30日まで、『阪神タイガース実況CDマガジンpresents　虎バン情報局』（アシェット・コレクションズ・ジャパンの単独提供と寺田・高野の進行による収録番組）を毎週日曜日の12:30 - 13:00に編成していた。
  - 朝日放送ラジオでは2024年4月12日（金曜日）に、『ABCミュージックパラダイス』（金曜分は基本として22:00 - 24:30に生放送）を休止したうえで、通常は放送していない『オールナイトニッポンGOLD』（ニッポン放送制作）の臨時ネットを22:00 - 24:00に実施。24:00 - 24:30の時間帯には、『gg燦然スペシャル－野球、きこうぜ!!-』（10-FEETと武田和歌子の出演による自社制作・事前収録の特別番組）を充てた。 
    - 朝日放送ラジオが『オールナイトニッポンGOLD』の臨時ネットを実施したのは、ニッポン放送が当日の同番組を「阪神タイガース実況CDマガジン」のPRを兼ねた『鳥谷敬のオールナイトニッポンGOLD』（アシェット・コレクションズ・ジャパンの単独提供によるNRN19局ネット番組）として編成していたことによる。実際には、当番組のメインカードであった中日対阪神のナイトゲーム（18:00開始）が21:48で決着したため、東海ラジオの制作による中継を22:00まで放送した後に『オールナイトニッポンGOLD』のフルネットに切り替えていた。
    - 『鳥谷敬のオールナイトニッポンGOLD』には、ニッポン放送の飯田浩司（報道・情報系の番組を主に担当しているアナウンサー）を全編の進行役、阪神の大ファンを自称している著名人から松村邦洋を全編・津田篤宏（ダイアン）を23時台のゲストに迎えていた。上記の「ネット19局」には東海ラジオや和歌山放送も含まれていたが、NRN非加盟のFM専門局であるFM COCOLOでは、『オールナイトニッポンGOLD』の時間帯に特別番組を編成していた関係でネットを見送っている。